# España
España, oficialmente Reino de España, es un país soberano transcontinental, constituido en Estado social y democrático de derecho y cuya forma de gobierno es la monarquía parlamentaria. Es uno de los veintisiete Estados soberanos que forman la Unión Europea. Su territorio, con capital en Madrid, está organizado en diecisiete comunidades autónomas, formadas a su vez por cincuenta provincias, dos ciudades autónomas y distintas plazas de soberanía ubicadas en el norte del continente africano.
España se sitúa principalmente en el suroeste de Europa, si bien también tiene presencia en el norte de África. En Europa, ocupa la mayor parte de la península ibérica, conocida como España peninsular, y las islas Baleares (en el mar Mediterráneo). En África se hallan las ciudades de Ceuta y Melilla, las islas Canarias (en el océano Atlántico) y varias posesiones mediterráneas denominadas «plazas de soberanía». El municipio de Llivia, en los Pirineos, constituye un exclave rodeado totalmente por territorio francés. Completa el conjunto de territorios una serie de islas e islotes frente a las propias costas peninsulares. Tiene una extensión de 505 370 km2, por lo que es el cuarto país más extenso del continente, y con una altitud media de 650 metros sobre el nivel del mar, uno de los países más montañosos de Europa. Su población se estima en 49,3 millones de habitantes, aunque la densidad de población es reducida si se compara con el contexto europeo. Concretamente, a 1 de julio de 2025 llegó hasta los 49 315 949. El territorio peninsular comparte fronteras terrestres con Francia y con Andorra al norte, con Portugal al oeste y con el territorio no autónomo de Gibraltar al sur. En sus territorios africanos, comparte fronteras terrestres y marítimas con Marruecos. Comparte con Francia la soberanía sobre la isla de los Faisanes en la desembocadura del río Bidasoa y cinco facerías pirenaicas.
Según su Constitución, el castellano es la lengua oficial en toda España, sin perjuicio del carácter oficial de otros idiomas en concretas zonas del país. En 2012, era la lengua materna del 82 % de los españoles; y, como segunda lengua materna más hablada del mundo, con 500 millones de hispanohablantes nativos y hasta casi los 600 millones incluyendo hablantes con competencia limitada, es uno de los más importantes legados del acervo cultural e histórico de España en el mundo. Perteneciente culturalmente a la Europa Latina y heredero de una vasta influencia grecorromana, España alberga también la cuarta colección más numerosa del mundo de sitios declarados Patrimonio de la Humanidad por la Unesco.
Es un país desarrollado —goza de la décima esperanza de vida más elevada del mundo— y de altos ingresos, cuyo producto interior bruto coloca a la economía española en la decimocuarta posición mundial y cuarta de la Unión Europea (2024). España es una gran potencia turística, ya que destaca como el segundo país más visitado del mundo —más de 83 millones de turistas en 2019— y el segundo país del mundo en ingresos económicos provenientes del turismo internacional. Tiene un índice de desarrollo humano muy alto (0,911), según el informe de 2022 del Programa de la ONU para el Desarrollo. España también tiene una notable proyección internacional a través de su pertenencia a múltiples organizaciones internacionales como Naciones Unidas, el Consejo de Europa, la Organización Mundial del Comercio, la Organización de Estados Iberoamericanos, la OCDE, la OTAN y la Unión Europea —incluidos dentro de esta al espacio Schengen y la eurozona—, además de ser miembro de facto del G20.
La primera presencia constatada de homínidos del género Homo se remonta a 1,2 millones de años antes del presente, como atestigua el descubrimiento de una mandíbula de un Homo aún sin clasificar en el yacimiento de Atapuerca. En el siglo III a. C., se produjo la intervención romana en la Península, lo que conllevó a una posterior conquista de lo que, más tarde, se convertiría en Hispania. En el Medievo, la zona fue conquistada por distintos pueblos germánicos y por los musulmanes, llegando estos a tener presencia durante algo más de siete centurias. Es en el siglo XV, con la unión dinástica de las Coronas de Castilla y Aragón y la culminación de la Reconquista, junto con la posterior anexión navarra, cuando se puede hablar de la cimentación de «España», como era denominada en el exterior. Ya en la Edad Moderna, los monarcas españoles gobernaron el primer imperio de ultramar global, que abarcaba territorios en los cinco continentes, dejando un vasto acervo cultural y lingüístico por el globo. A principios del xix, tras sucesivas guerras en Hispanoamérica, pierde la mayoría de sus territorios en América, acrecentándose esta situación con el desastre del 98. Durante este siglo, se produciría también una guerra contra el invasor francés, una serie de guerras civiles, una efímera república reemplazada nuevamente por una monarquía constitucional y el proceso de modernización del país. En el primer tercio del siglo XX, se proclamó una república constitucional. Un golpe de Estado militar fallido provocó el estallido de una guerra civil, cuyo fin dio paso a la dictadura de Francisco Franco, finalizada con la muerte de este en 1975, momento en que se inició una transición hacia la democracia. Su clímax fue la redacción, ratificación en referéndum y promulgación de la Constitución de 1978. Acrecentado significativamente durante el llamado «milagro económico español», el desarrollo económico y social del país ha continuado a lo largo del vigente periodo democrático.

## Toponimia

### Origen de la palabraHispania

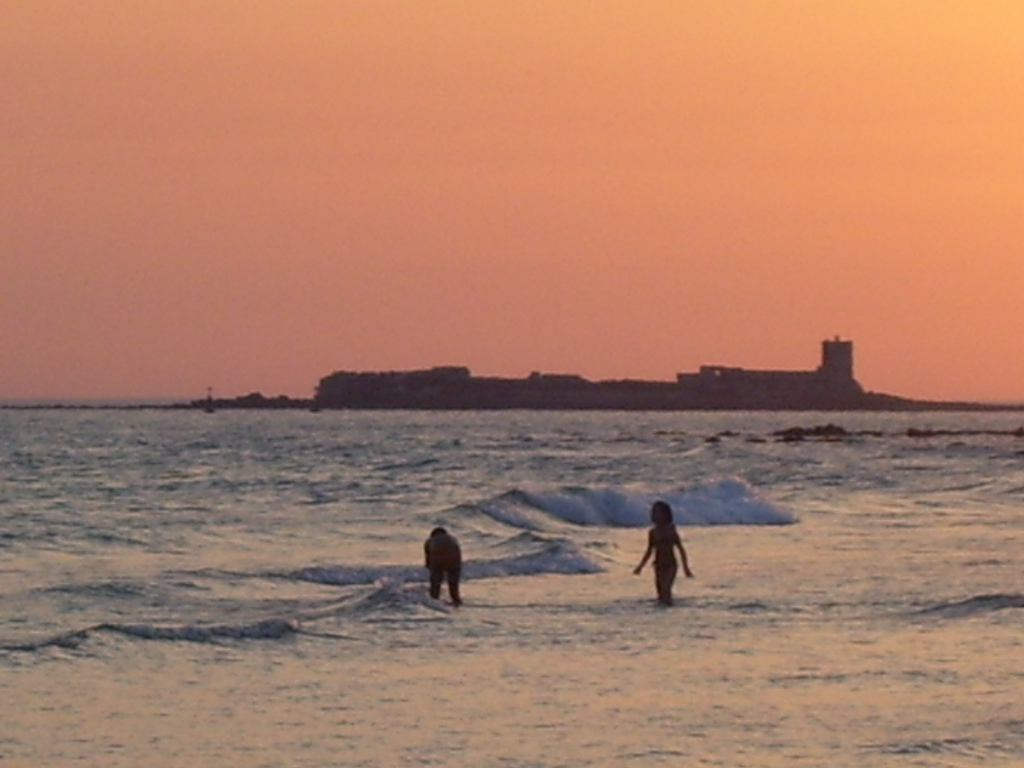
Castillo de Sancti Petri (San Fernando, Cádiz). En este lugar se hallaba el Templo de Hércules Melkart

El nombre de «España» deriva fonéticamente de Hispania, nombre con el que los romanos designaban geográficamente al conjunto de la península ibérica, término alternativo al nombre Iberia, preferido por los autores griegos para referirse al mismo espacio. Sin embargo, el hecho de que el término Hispania no es de raíz latina ha llevado a la formulación de varias teorías sobre su origen, algunas de ellas controvertidas.
Hispania proviene del fenicio i-spn-ya, un término cuyo uso está documentado desde el segundo milenio antes de Cristo, en inscripciones ugaríticas. Los fenicios constituyeron la primera civilización no ibérica que llegó a la península para expandir su comercio y que fundó, entre otras, Gadir, la actual Cádiz, la ciudad habitada más antigua de Europa Occidental. Los romanos tomaron la denominación de los vencidos cartagineses, interpretando el prefijo i como «costa», «isla» o «tierra», con ya con el significado de «región». El lexema spn, que en fenicio y también en hebreo se puede leer como saphan, se tradujo como «conejos» (en realidad «damanes», unos animales del tamaño del conejo extendidos por África y el Creciente Fértil). Los romanos, por tanto, le dieron a Hispania el significado de «tierra abundante en conejos», un uso recogido por Cicerón, César, Plinio el Viejo, Catón, Tito Livio y, en particular, Catulo, que se refiere a Hispania como península cuniculosa (en algunas monedas acuñadas en la época de Adriano figuraban personificaciones de Hispania como una dama sentada y con un conejo a sus pies), en referencia al tiempo que vivió en Hispania.
Sobre el origen fenicio del término, el historiador y hebraísta Cándido María Trigueros propuso en la Real Academia de las Buenas Letras de Barcelona en 1767 una teoría diferente, basada en el hecho de que el alfabeto fenicio (al igual que el hebreo) carecía de vocales. Así spn (sphan en hebreo y arameo) significaría en fenicio «el norte», una denominación que habrían tomado los fenicios al llegar a la península ibérica bordeando la costa africana, viéndola al norte de su ruta, por lo que i-spn-ya sería la «tierra del norte». Por su parte, según Jesús Luis Cunchillos en su Gramática fenicia elemental (2000), la raíz del término span es spy, que significa «forjar» o «batir metales». Así, i-spn-ya sería «la tierra en la que se forjan metales».
Aparte de la teoría de origen fenicio, que es la más aceptada a pesar de que el significado preciso del término sigue siendo objeto de discusiones, a lo largo de la historia se propusieron diversas hipótesis, basadas en similitudes aparentes y significados más o menos relacionados. A principios de la Edad Moderna, Antonio de Nebrija, en la línea de Isidoro de Sevilla, propuso su origen autóctono como deformación de la palabra ibérica Hispalis, que significaría «la ciudad de occidente» y que, al ser Hispalis la ciudad principal de la península, los fenicios y luego los romanos dieron su nombre a todo su territorio. Posteriormente, Juan Antonio Moguel propuso en el siglo xix que el término Hispania podría provenir de la palabra euskera Izpania, que vendría a significar «que parte el mar» al estar compuesta por las voces iz y pania o bania que significa «dividir» o «partir». A este respecto, Miguel de Unamuno declaró en 1902: «La única dificultad que encuentro […] es que, según algunos paisanos míos, el nombre España deriva del vascuence ezpaña, labio, aludiendo a la posición que tiene nuestra península en Europa». Otras hipótesis suponían que tanto Hispalis como Hispania eran derivaciones de los nombres de dos reyes legendarios de España, Hispalo y su hijo Hispan o Hispano, hijo y nieto, respectivamente, de Hércules.

### Evolución de la palabraHispaniaaEspaña
A partir del periodo visigodo, el término Hispania, hasta entonces usado geográficamente, comenzó a emplearse también con una connotación política, como muestra el uso de la expresión Laus Hispaniae para describir la historia de los pueblos de la península en las crónicas de Isidoro de Sevilla.

Tú eres, oh Hispania, sagrada y madre siempre feliz de príncipes y de pueblos, la más hermosa de todas las tierras que se extienden desde el Occidente hasta la India. Tú, por derecho, eres ahora la reina de todas las provincias, de quien reciben prestadas sus luces no sólo el ocaso, sino también el Oriente. Tú eres el honor y el ornamento del orbe y la más ilustre porción de la tierra, en la cual grandemente se goza y espléndidamente florece la gloriosa fecundidad de la nación goda. Con justicia te enriqueció y fue contigo más indulgente la naturaleza con la abundancia de todas las cosas creadas, tú eres rica en frutos, en uvas copiosa, en cosechas alegre... Tú te hallas situada en la región más grata del mundo, ni te abrasas en el ardor tropical del sol, ni te entumecen rigores glaciares, sino que, ceñida por templada zona del cielo, te nutres de felices y blandos céfiros... Y por ello, con razón, hace tiempo que la áurea Roma, cabeza de las gentes, te deseó y, aunque el mismo poder romano, primero vencedor, te haya poseído, sin embargo, al fin, la floreciente nación de los godos, después de innumerables victorias en todo el orbe, con empeño te conquistó y te amó y hasta ahora te goza segura entre ínfulas regias y copiosísimos tesoros en seguridad y felicidad de imperio.
Isidoro de Sevilla, Santo (siglo vi-vii). Historia de regibus Gothorum, Vandalorum et Suevorum [Historia de los reyes de los godos, vándalos y suevos]. Trad. de Rodríguez Alonso (1975). León. pp. 169 y 171.

La palabra España deriva fonéticamente de Hĭspanĭa, de manera regular a través a la palatalización de la /n/ en /ñ/ ante yod latina -ĭa, la pérdida de la H- inicial (que se da en latín tardío) y la abertura de la ĭ en posición inicial a /e/. Sin embargo, España no puede considerarse la traducción al español de la palabra latina Hispania, ya que el uso moderno designa una extensión diferente.

### Uso histórico del términoEspaña

#### Uso del términoEspañahasta la Edad Media
La evolución de la palabra España es acorde con otros usos culturales. Hasta el Renacimiento, los topónimos que hacían referencia a territorios nacionales y regionales eran relativamente inestables, tanto desde el punto de vista semántico como del de su precisa delimitación geográfica. Así, en tiempos de los romanos Hispania correspondía al territorio que ocupaban en la península, Baleares y, en el siglo iii, parte del norte de África —la Mauritania Tingitana, que se incluyó en el año 285 en la Diocesis Hispaniarum—.
En el dominio visigodo, el rey Leovigildo, tras unificar la mayor parte del territorio de la España peninsular a fines del s. vi, se titula rey de Gallaecia, Hispania y Narbonensis. San Isidoro de Sevilla narra la búsqueda de la unidad peninsular, finalmente culminada en el reinado de Suintila en la primera mitad del s. vii y se habla de la «madre España». En su obra Historia Gothorum, Suintila aparece como el primer rey de Totius Spaniae («toda España»). El prólogo de la misma obra es el conocido De laude Spaniae («Acerca de la alabanza a España»).
En tiempos del rey Mauregato, fue compuesto el himno O Dei Verbum en el que se califica al apóstol como dorada cabeza refulgente de Ispaniae («Oh, vere digne sanctior apostole caput refulgens aureum Ispaniae, tutorque nobis et patronus vernulus»).

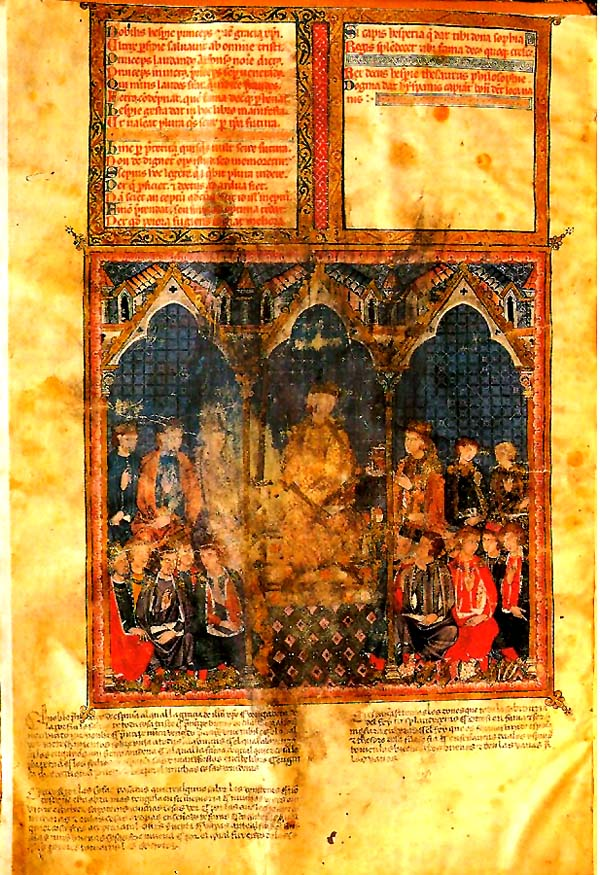
Manuscrito de la Estoria de España de Alfonso X de Castilla, «el Sabio»

Con la invasión musulmana, el nombre de Spania o España se transformó en اسبانيا, Isbāniyā. El uso de la palabra España sigue resultando inestable, dependiendo de quién lo use y en qué circunstancias. En algunos textos se refiere a la unidad peninsular, como cuando el Padre Mariana recoge la historia de Musa II de Tudela y su autotitulación como tercer rey de España: «se sublevó contra el rey de Córdoba, su señor […] se sublevó contra el rey don Ordoño [de Asturias], con cuyo reino y el de Córdoba se contaba por tercer rey de España.» En otras crónicas y documentos de la Alta Edad Media se designa exclusivamente con ese nombre (España o Spania) al territorio dominado por los musulmanes. Así, Alfonso I de Aragón, «el Batallador», dice en sus documentos que «Él reina en Pamplona, Aragón, Sobrarbe y Ribagorza» y, cuando en 1126 hace una expedición hasta Málaga, nos dice que «fue a las tierras de España». Pero ya a partir de los últimos años del siglo xii, se generaliza nuevamente el uso del nombre de España para referirse a toda la Península, sea de musulmanes o de cristianos. Así se habla de los cinco reinos de España: Granada (musulmán), León con Castilla, Navarra, Portugal y la Corona de Aragón (cristianos).

#### Identificación con las coronas de Castilla y Aragón
A medida que avanza la Reconquista, varios reyes se proclamaron príncipes de España, tratando de reflejar la importancia de sus reinos en la península ibérica. Tras la unión dinástica de Castilla y Aragón, se comienza a usar en estos dos reinos el nombre de España para referirse a ambos, circunstancia que, por lo demás, no tenía nada de novedosa; así, ya en documentos de los años 1124 y 1125, con motivo de la expedición militar por Andalucía de Alfonso el Batallador, se referían a este —que había unificado los reinos de Castilla y Aragón tras su matrimonio con Urraca I de León— con los términos «reinando en España» o reinando «en toda la tierra de cristianos y sarracenos de España».

#### Evolución independiente del gentilicioespañol
El gentilicio español ha evolucionado de forma distinta a la que cabría esperar (algo similar a «hispánico»). Existen varias teorías sobre cómo surgió el propio gentilicio español. Según una de ellas, el sufijo -ol es característico de las lenguas romances provenzales y poco frecuente en las lenguas romances habladas entonces en la península, por lo que considera que habría sido importado a partir del siglo IX, con el desarrollo del fenómeno de las peregrinaciones medievales a Santiago de Compostela, por los numerosos visitantes francos que recorrieron la península, favoreciendo que con el tiempo se divulgara la adaptación del nombre latino hispani a partir del espagnol, espanyol, espannol, espanhol, español, etc. (las grafías gn, nh y ny, además de nn, y su abreviatura ñ, representaban el mismo fonema) con que ellos designaban a los cristianos de la antigua Hispania. Posteriormente, habría sido la labor de divulgación de las élites formadas la que promocionó el uso de español y españoles: la palabra españoles aparece veinticuatro veces en el cartulario de la catedral de Huesca, manuscrito de 1139-1221, mientras que en la Estoria de España, redactada entre 1260 y 1274 por iniciativa de Alfonso X el Sabio, se empleó exclusivamente el gentilicio españoles.
Aunque el vocablo se estabiliza en grafía, su definición seguirá siendo variable, según se pierden o anexionan territorios. El estado español se fundó como tal en 1812, con la Constitución de Cádiz.
El Diccionario de la lengua española publicado por la Real Academia Española, en su vigesimotercera edición (2014), asegura que la voz español proviene de la provenzal espaignol, y esta del latín medieval Hispaniŏlus, de Hispania, España.

## Historia

### Prehistoria, protohistoria y Edad Antigua

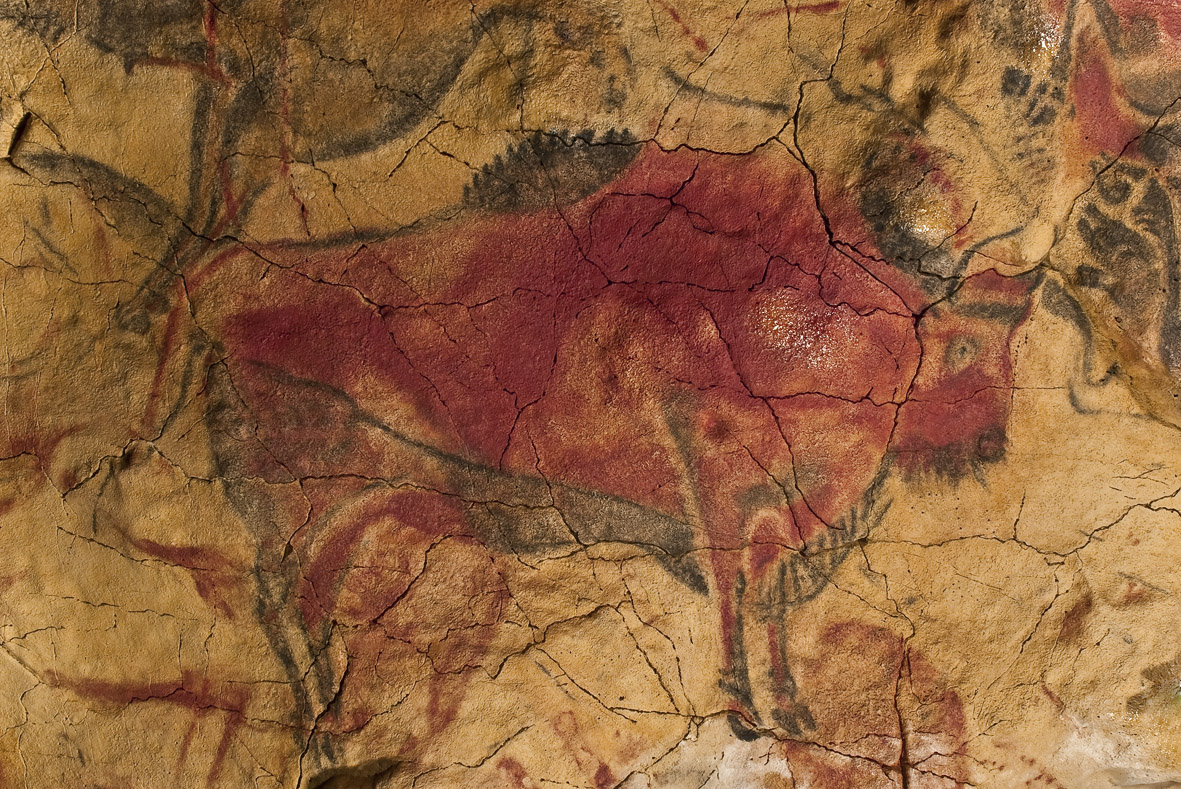
Uno de los bisontes de la cueva de Altamira (Cantabria), pintada durante el Paleolítico superior

El actual territorio español aloja dos de los lugares más importantes para la prehistoria europea y mundial: la sierra de Atapuerca (donde se ha definido la especie Homo antecessor y se ha hallado la serie más completa de huesos de Homo heidelbergensis) y la cueva de Altamira (donde por primera vez en el mundo se identificó el arte paleolítico).
La particular posición de la península ibérica como «Extremo Occidente» del mundo mediterráneo determinó la llegada de sucesivas influencias culturales del Mediterráneo oriental, particularmente las vinculadas al Neolítico y la Edad de los Metales (agricultura, cerámica, megalitismo), proceso que culminó en las denominadas colonizaciones históricas del I milenio a. C. Tanto por su localización favorable para las comunicaciones como por sus posibilidades agrícolas y su riqueza minera, las zonas este y sur fueron las que alcanzaron un mayor desarrollo (cultura de los Millares, cultura argárica, Tartessos, pueblos iberos). También hubo continuos contactos con Europa Central (cultura de los campos de urnas, celtización).

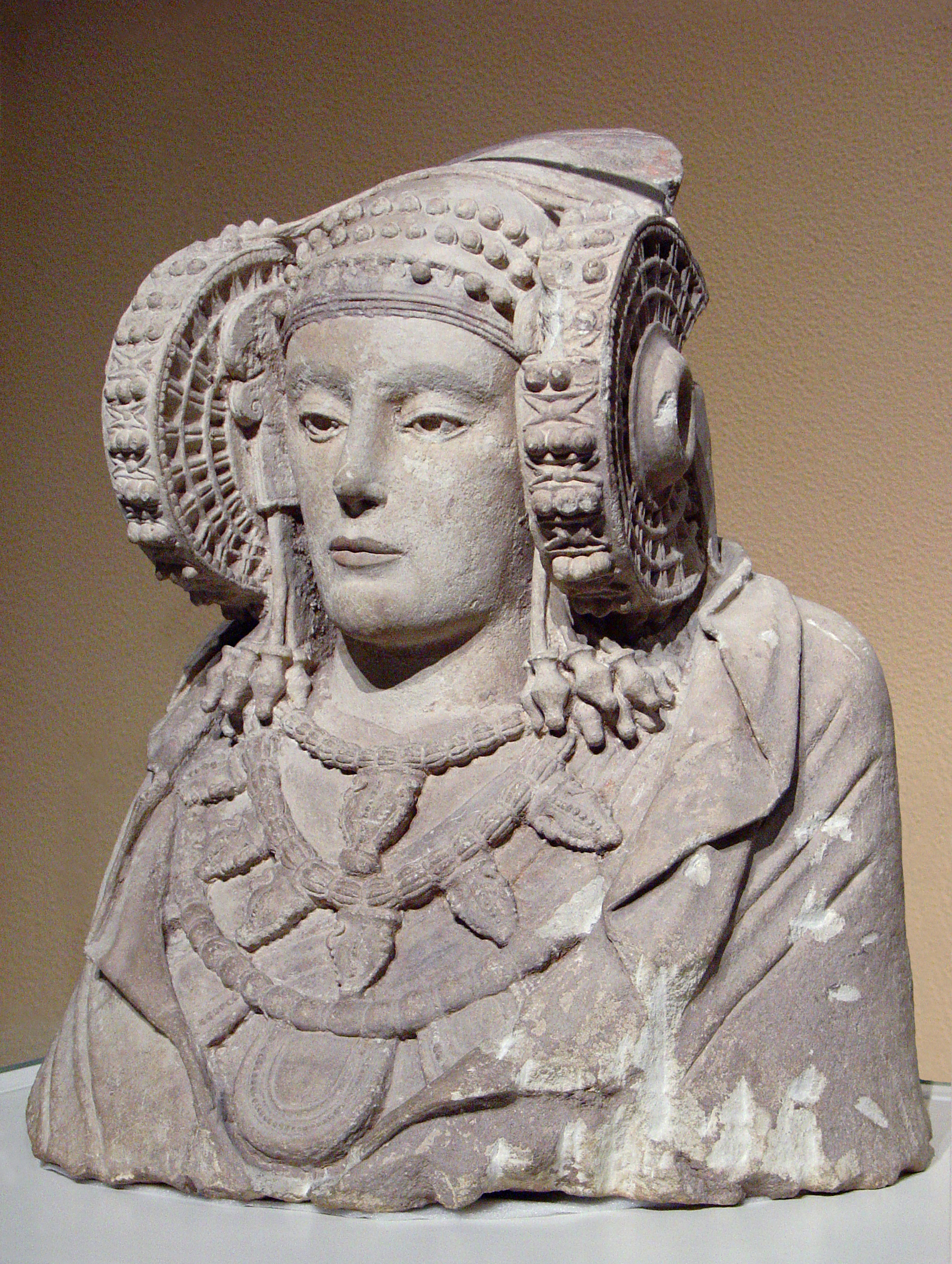
La Dama de Elche, obra maestra del arte íbero

La datación más antigua de un hecho histórico en España es la de la legendaria fundación de la colonia fenicia de Gadir (la Gades romana, que hoy es Cádiz), que según fuentes romanas (Veleyo Patérculo y Tito Livio) se habría producido ochenta años después de la guerra de Troya, antes que la de la propia Roma, lo que la situaría en el 1104 a. C. y sería la fundación de una ciudad en Europa Occidental de referencias más antiguas. Las no menos legendarias referencias que recoge Heródoto de contactos griegos con el reino tartésico de Argantonio se situarían, por su parte, en el año 630 a. C. Las evidencias arqueológicas de establecimientos fenicios (Ebusus —Ibiza—, Sexi —Almuñécar—, Malaka —Málaga—) permiten hablar de un monopolio fenicio de las rutas comerciales en torno al estrecho de Gibraltar (incluyendo las del Atlántico, como la ruta del estaño), que limitó la colonización griega al norte mediterráneo (Emporion, la actual Ampurias).
Las colonias fenicias pasaron a ser controladas por Cartago desde el siglo VI a. C., periodo en el que también se produce la desaparición de Tartessos. Ya en el siglo III a. C., la victoria de Roma en la primera guerra púnica estimuló aún más el interés cartaginés por la península ibérica, por lo que se produjo una verdadera colonización territorial, con centro en Qart Hadasht (Cartagena), liderada por la familia Barca.

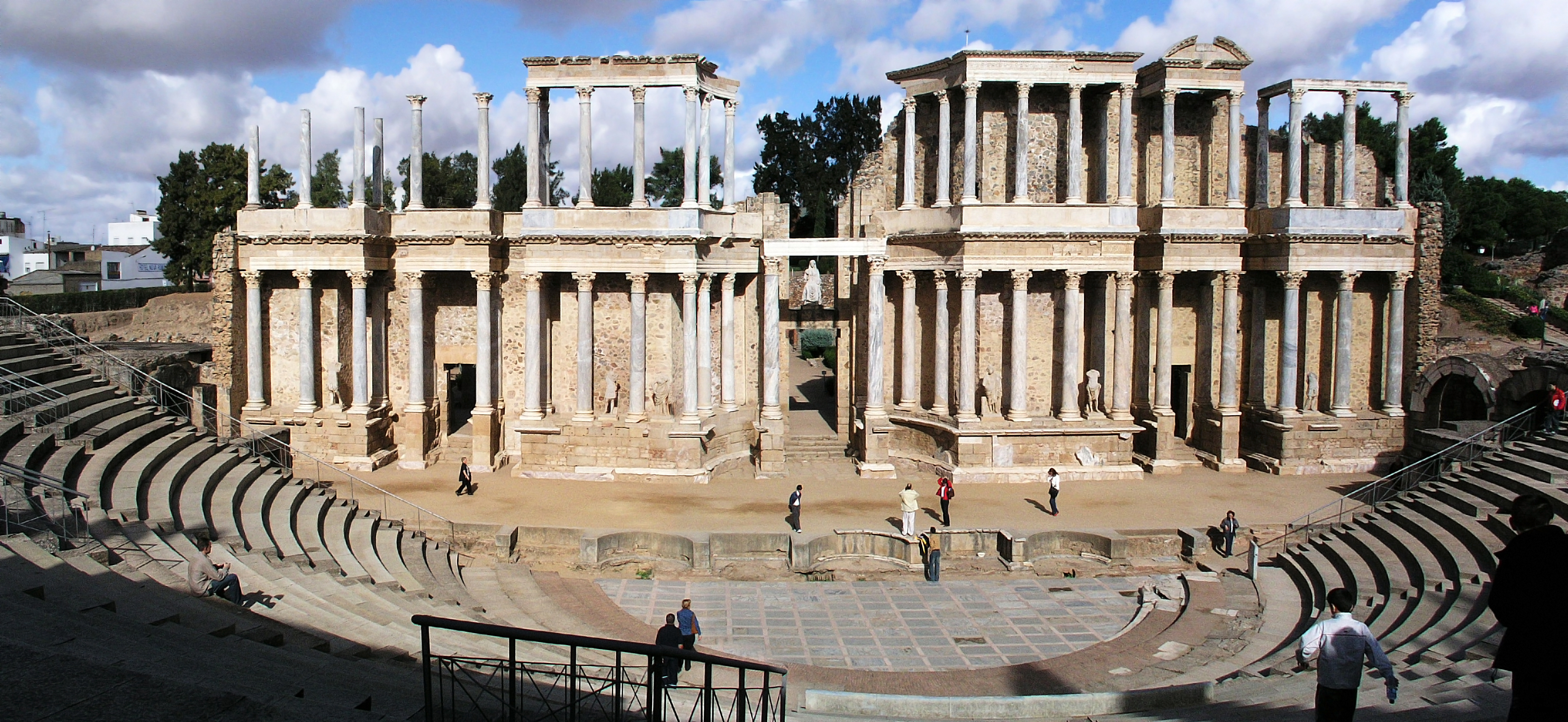
Teatro romano de Mérida, Patrimonio de la Humanidad por la Unesco desde 1993. Más de dos mil años después de su construcción sigue utilizándose como espacio escénico

La intervención romana se produjo en la segunda guerra púnica (218 a. C.), que inició una paulatina conquista romana de Hispania, no completada hasta casi doscientos años más tarde. La derrota cartaginesa permitió una relativamente rápida incorporación de las zonas este y sur, que eran las más ricas y con un nivel de desarrollo económico, social y cultural más compatible con la propia civilización romana. Mucho más dificultoso se demostró el sometimiento de los pueblos de la Meseta, más pobres (guerras lusitanas y guerras celtíberas), que exigió enfrentarse a planteamientos bélicos totalmente diferentes a la guerra clásica (la guerrilla liderada por Viriato —asesinado el 139 a. C.—, resistencias extremas como la de Numancia —vencida el 133 a. C.—). En el siglo siguiente, las provincias romanas de Hispania, convertidas en fuente de enriquecimiento de funcionarios y comerciantes romanos y de materias primas y mercenarios, estuvieron entre los principales escenarios de las guerras civiles romanas, con la presencia de Sertorio, Pompeyo y Julio César. La pacificación (Pax Romana) fue el propósito declarado de Augusto, que pretendió dejarla definitivamente asentada con el sometimiento de cántabros y astures (29-19 a. C.), aunque no se produjo su efectiva romanización. En el resto del territorio, la romanización de Hispania fue tan profunda como para que algunas familias hispanorromanas alcanzaran la dignidad imperial (Trajano, Adriano y Teodosio) y hubiera hispanos entre los más importantes intelectuales romanos (el filósofo Lucio Anneo Séneca, los poetas Lucano, Quintiliano o Marcial, el geógrafo Pomponio Mela o el agrónomo Columela), si bien, como escribió Tito Livio en tiempos de Augusto, «fue la primera provincia importante invadida por los romanos fue la última en ser dominada completamente y ha resistido hasta nuestra época», atribuyéndolo a la naturaleza del territorio y al carácter recalcitrante de sus habitantes. La asimilación del modo de vida romano, larga y costosa, ofreció una gran diversidad desde los grados avanzados en la Bética a la incompleta y superficial romanización del norte peninsular.

### Edad Media

#### Alta Edad Media

Situación política de la península ibérica en el año 560

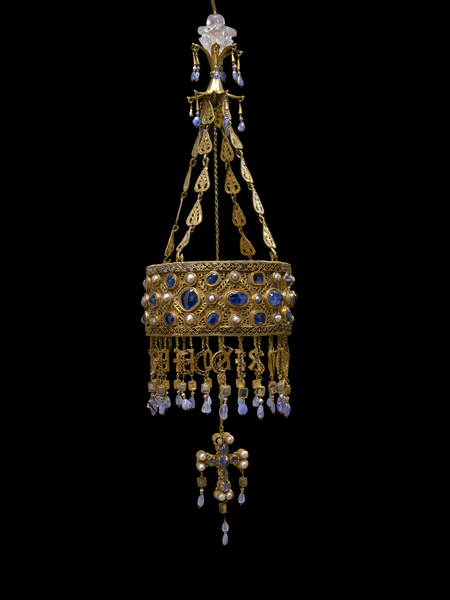
Corona votiva de Recesvinto, tesoro de Guarrazar

En el año 409 un grupo de pueblos germánicos (suevos, alanos y vándalos) invadieron la península ibérica. En el 416, lo hicieron a su vez los visigodos, un pueblo igualmente germánico, pero mucho más romanizado, bajo la justificación de restaurar la autoridad imperial. En la práctica tal vinculación dejó de tener significación y crearon un reino visigodo con capital primero en Tolosa (la actual ciudad francesa de Toulouse) y posteriormente en Toletum (Toledo), tras ser derrotados por los francos en la batalla de Vouillé (507). Entretanto, los vándalos pasaron a África y los suevos conformaron el reino de Braga en la antigua provincia de Gallaecia (el cuadrante noroeste peninsular). Leovigildo materializó una poderosa monarquía visigoda con las sucesivas derrotas de los suevos del noroeste y otros pueblos del norte (la zona cantábrica, poco romanizada, se mantuvo durante siglos sin una clara sujeción a una autoridad estatal) y los bizantinos del sureste (provincia de Spania, con centro en Carthago Spartaria, la actual Cartagena), que no fue completada hasta el reinado de Suintila en el año 625.

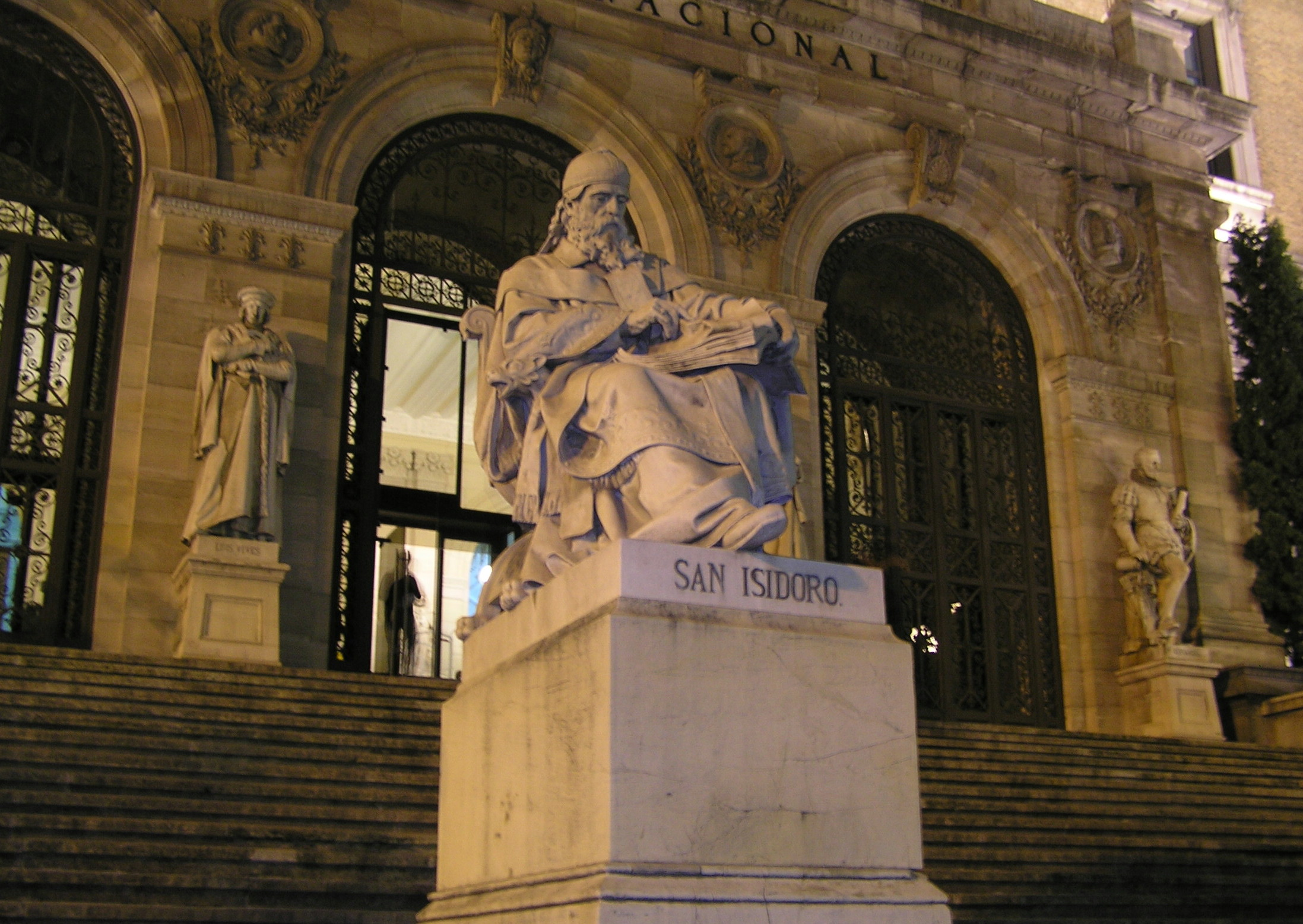
Estatua de Isidoro de Sevilla por José Alcoverro ubicada en la escalinata de acceso a la Biblioteca Nacional de España

Isidoro de Sevilla, en su Historia Gothorum, se congratula de que este rey fuera «el primero que poseyó la monarquía del reino de toda España que rodea el océano, cosa que a ninguno de sus antecesores le fue concedida...» El carácter electivo de la monarquía visigótica determinó una gran inestabilidad política caracterizada por continuas rebeliones y magnicidios. La unidad religiosa se había producido con la conversión al catolicismo de Recaredo (587), proscribiendo el arrianismo que hasta entonces había diferenciado a los visigodos, impidiendo su fusión con las clases dirigentes hispanorromanas. Los Concilios de Toledo se convirtieron en un órgano en el que, reunidos en asamblea, el rey, los principales nobles y los obispos de todas las diócesis del reino sometían a consideración asuntos de naturaleza tanto política como religiosa. El Liber Iudiciorum promulgado por Recesvinto (654) como derecho común a hispanorromanos y visigodos tuvo una gran proyección posterior.
En el año 689 los árabes llegaron al África noroccidental y en el año 711, llamados por la facción visigoda enemiga del rey Rodrigo, cruzaron el Estrecho de Gibraltar (denominación que recuerda al general bereber Tarik, que lideró la expedición) y lograron una decisiva victoria en la batalla de Guadalete. La evidencia de la superioridad llevó a convertir la intervención, de carácter limitado en un principio, en una verdadera imposición como nuevo poder en Hispania, que se terminó convirtiendo en un emirato o provincia del imperio árabe llamada al-Ándalus con capital en la ciudad de Córdoba. El avance musulmán fue veloz: en el 712 tomaron Toledo, la capital visigoda; el resto de las ciudades fueron capitulando o siendo conquistadas hasta que en el 716 el control musulmán abarcaba toda la península, aunque en el norte su dominio era más bien nominal que efectivo. En la Septimania, al noreste de los Pirineos, se mantuvo un núcleo de resistencia visigoda hasta el 719. El avance musulmán contra el reino franco fue frenado por Carlos Martel en la batalla de Poitiers (732).

La península en el año 910

La poco controlada zona noroeste de la península ibérica fue escenario de la formación de un núcleo de resistencia cristiano centrado en la cordillera Cantábrica, zona en la que un conjunto de pueblos poco romanizados (astures, cántabros y vascones), escasamente sometidos al reino godo, tampoco habían suscitado gran interés para las nuevas autoridades islámicas. En el resto de la península ibérica, los señores godos o hispanorromanos, o bien se convirtieron al islam (los denominados muladíes, como la familia banu Qasi, que dominó el valle medio del Ebro) o bien permanecieron fieles a las autoridades musulmanas aun siendo cristianos (los denominados mozárabes), conservaron su posición económica y social e incluso un alto grado de poder político y territorial (como Tudmir, que dominó una extensa zona del sureste).

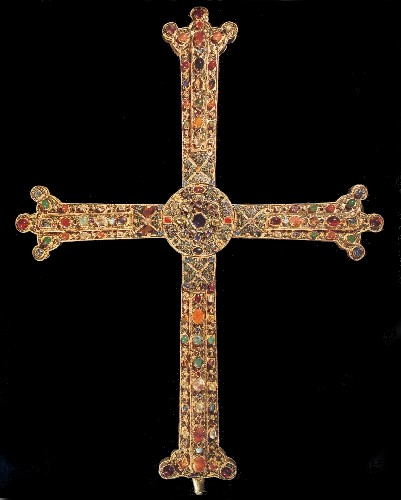
Cruz de la Victoria, Cámara Santa de la catedral de Oviedo

La sublevación inicial de Don Pelayo fracasó, pero en un nuevo intento del año 722 consiguió imponerse a una expedición de castigo musulmana en un pequeño reducto montañoso, lo que la historiografía denominó «batalla de Covadonga». La determinación de las características de ese episodio sigue siendo un asunto no resuelto, puesto que más que una reivindicación de legitimismo visigodo (si es que el propio Pelayo o los nobles que le acompañaban lo eran) se manifestó como una continuidad de la resistencia al poder central de los cántabros locales (a pesar del nombre que terminó adoptando el reino de Asturias, la zona no era de ninguno de los pueblos astures, sino la de los cántabros vadinienses). El «goticismo» de las crónicas posteriores asentó su interpretación como el inicio de la «Reconquista», la recuperación de todo el territorio peninsular, al que los cristianos del norte entendían tener derecho por considerarse legítimos continuadores de la monarquía visigoda.
Los núcleos cristianos orientales tuvieron un desarrollo inicial claramente diferenciado del de los occidentales. La continuidad de los godos de la Septimania, incorporados al reino franco, fue base de las campañas de Carlomagno contra el Emirato de Córdoba, con la intención de establecer una Marca Hispánica al norte del Ebro, de forma similar a como hizo con otras marcas fronterizas en los límites de su imperio. Demostrada imposible la conquista de las zonas del valle del Ebro, la Marca se limitó a la zona pirenaica, que se organizó en diversos condados en constantes cambios, enfrentamientos y alianzas tanto entre sí como con los árabes y muladíes del sur. Los condes, de origen franco, godo o local (vascones en el caso del condado de Pamplona) ejercían un poder de hecho independiente, aunque mantuvieran la subordinación vasallática con el Emperador o, posteriormente, el rey de Francia Occidentalis. El proceso de feudalización, que llevó a la descomposición de la dinastía carolingia, evidente en el siglo IX, fue estableciendo paulatinamente la transmisión hereditaria de los condados y su completa emancipación de la vinculación con los reyes francos. En todo caso, el vínculo nominal se mantuvo mucho tiempo: hasta el año 988 los condes de Barcelona fueron renovando su contrato de vasallaje.

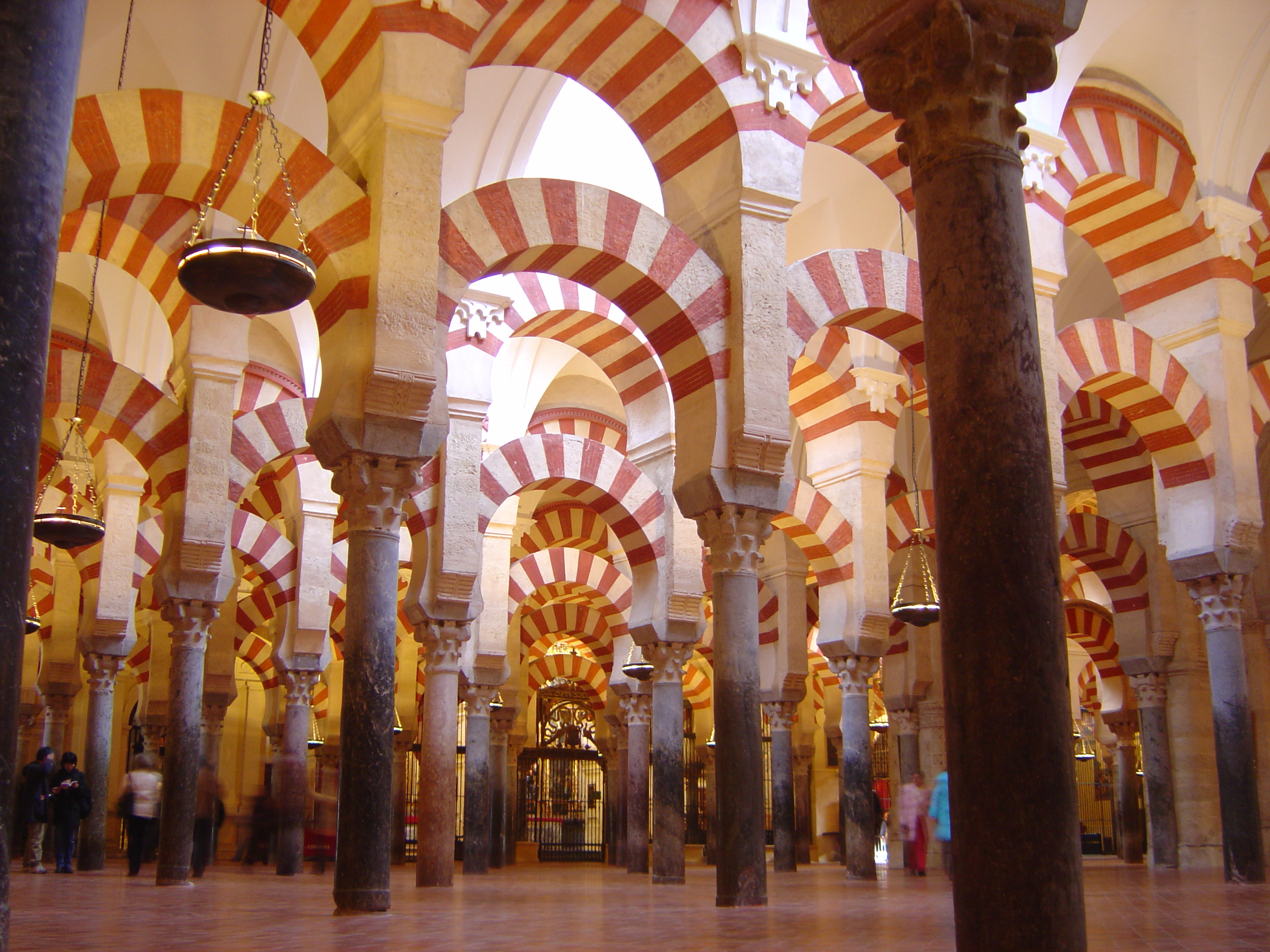
Interior de la mezquita-catedral de Córdoba, obra maestra del arte hispanomusulmán

En 756, Abderramán I (un Omeya superviviente del exterminio de la familia califal destronada por los abbasíes) fue acogido por sus partidarios en al-Ándalus y se impuso como emir. A partir de entonces, el Emirato de Córdoba fue políticamente independiente del Califato abasí (que trasladó su capital a Bagdad). La obediencia al poder central de Córdoba fue desafiada en ocasiones con revueltas o episodios de disidencia protagonizados por distintos grupos etno religiosos, como los bereberes de la Meseta del Duero, los muladíes del valle del Ebro o los mozárabes de Toledo, Mérida o Córdoba (jornada del foso de Toledo y Elipando, mártires de Córdoba y San Eulogio) y se llegó a producir una grave sublevación encabezada por un musulmán convertido al cristianismo (Omar ibn Hafsún, en Bobastro). Los núcleos de resistencia cristiana en el norte se consolidaron, aunque su independencia efectiva dependía de la fortaleza o debilidad que fuera capaz de demostrar el Emirato cordobés.

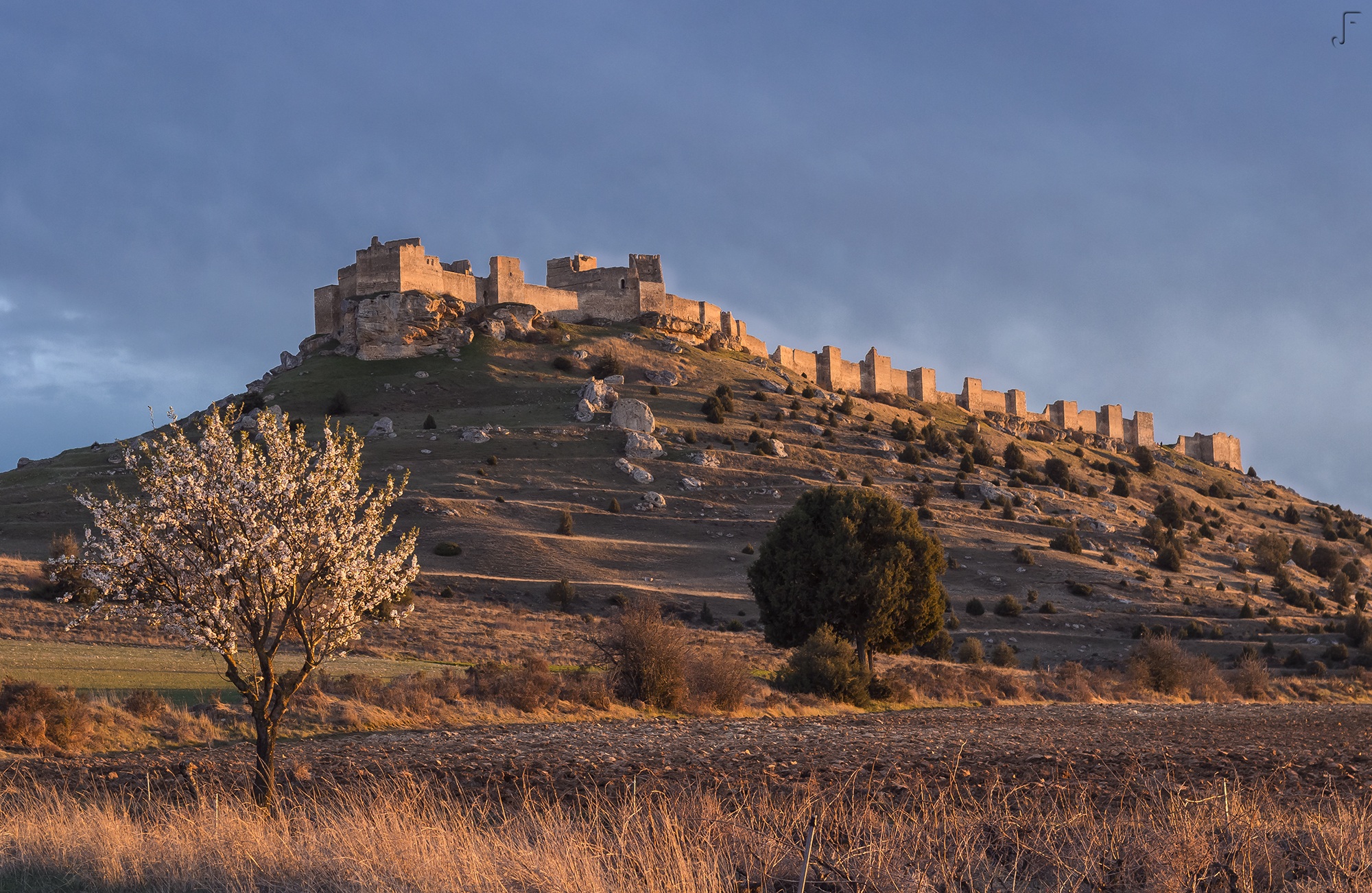
Castillo de Gormaz

En 929, Abderramán III se proclamó califa, manifestando su pretensión de dominio sobre todos los musulmanes. El Califato de Córdoba solo consiguió imponerse, más allá de la península ibérica, sobre un difuso territorio norteafricano; pero sí logró un notable crecimiento económico y social, con un gran desarrollo urbano y una pujanza cultural en todo tipo de ciencias, artes y letras, que lo hizo destacar tanto en el mundo islámico como en la entonces atrasada Europa cristiana (sumida en la «Edad Oscura» que siguió al renacimiento carolingio). Ciudades como Valencia, Zaragoza, Toledo o Sevilla se convirtieron en núcleos urbanos importantes, pero Córdoba llegó a ser, durante el califato de al-Hakam II, la mayor ciudad de Europa Occidental; quizá alcanzó el medio millón de habitantes, y sin duda fue el mayor centro cultural de la época, como muestran la construcción de Medina Azahara o el traslado de la Casa de la Moneda a la ciudad en 947.
A la muerte de Almanzor en 1002, tras su derrota ante una coalición cristiana en la batalla de Calatañazor, comenzaron una serie de enfrentamientos entre familias dirigentes musulmanas, que llevaron a la desaparición del califato y la formación de un mosaico de pequeños reinos, llamados de taifas.
El reino de Asturias, con su capital fijada en Oviedo desde el reinado de Alfonso II el Casto, se había transformado en reino de León en 910 con García I al repartir Alfonso III el Magno sus territorios entre sus hijos. En 914, muerto García, subió al trono Ordoño II, que reunificó Galicia, Asturias y León y fijó definitivamente en esta última ciudad su capital. Su territorio, que llegaba hasta el Duero, se fue paulatinamente repoblando mediante el sistema de presura (concesión de la tierra al primero que la roturase, para atraer a población en las peligrosas zonas fronterizas), mientras que los señoríos laicos o eclesiásticos (de nobles o monasterios) se fueron implantando posteriormente. En las zonas en que la frontera fue una condición más permanente y la defensa recaía en la figura social del caballero-villano, lo que ocurrió particularmente en la zona oriental del reino, se conformó un territorio de personalidad marcadamente diferenciada: el condado de Castilla (Fernán González). Un proceso hasta cierto punto similar (aprisio) se produjo en los condados catalanes de Cataluña la Vieja (hasta el Llobregat, por oposición a la Cataluña la Nueva conquistada a partir del siglo XII).

#### Plena Edad Media

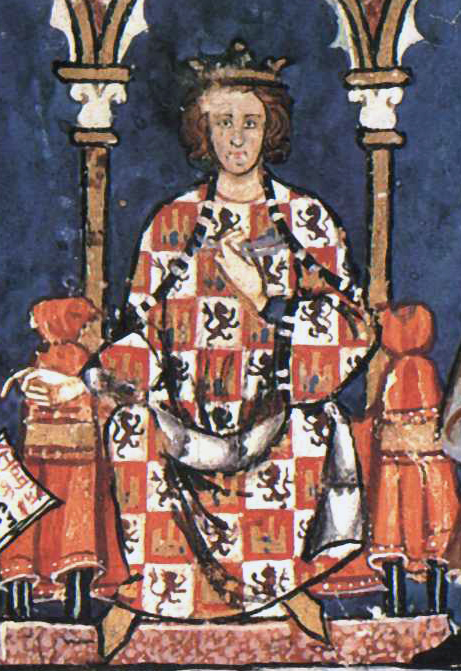
Alfonso X de Castilla tuvo una gran labor jurídica, cultural y de historiografía, acercando Castilla y León a las corrientes europeas

El siglo XI comenzó con el predominio entre los reinos cristianos del reino de Navarra. Sancho III el Mayor incorporó los condados pirenaicos centrales (Aragón, Sobrarbe y Ribagorza) y el condado leonés de Castilla, estableciendo un protectorado de hecho sobre el propio reino de León. Los enfrentamientos entre las taifas musulmanas, que recurrían a los cristianos como tropas mercenarias para imponerse unas sobre otras, aumentaron notablemente su poder, que llegó a ser suficiente como para someterlas al pago de parias.
Los territorios de Sancho el Mayor fueron distribuidos entre sus hijos tras su muerte. Fernando obtuvo Castilla. Su matrimonio con la hermana del rey leonés y el apoyo navarro le permitieron imponerse como rey de León tras la muerte de su cuñado en la batalla de Tamarón (1037). A la muerte de Fernando se volvió a realizar un reparto territorial que multiplicó el número de territorios que adquirieron el rango regio: reino de León, reino de Galicia, reino de Castilla, así como la ciudad de Zamora. Sucesivamente se produjeron reunificaciones y divisiones, siempre revertidas, excepto en el caso del condado de Portugal, convertido en reino. La conquista de Toledo por Alfonso VI (1085) permitió la repoblación de la amplia región entre los ríos Duero y Tajo mediante la concesión de fueros y cartas pueblas a concejos con jurisdicción sobre amplias zonas (comunidad de villa y tierra) sobre los que ejercían una especie de «señorío colectivo». Un proceso similar se produjo en el valle del Ebro, repoblado (en parte con mozárabes emigrados del sur peninsular) a partir de la conquista de Zaragoza (1118) por Alfonso I el Batallador, rey de Navarra y Aragón, que incluso llegó a ser rey consorte de Castilla y León (en un accidentado matrimonio con Urraca I de Castilla, que terminó anulándose). A su muerte sin herederos directos se separaron definitivamente sus reinos: mientras que Navarra quedó marginada en la Reconquista, sin crecimiento hacia el sur, Aragón se vinculó con Cataluña en 1137 por el matrimonio de la reina Petronila I de Aragón con el conde Ramón Berenguer IV de Barcelona, quienes formaron la Corona de Aragón.

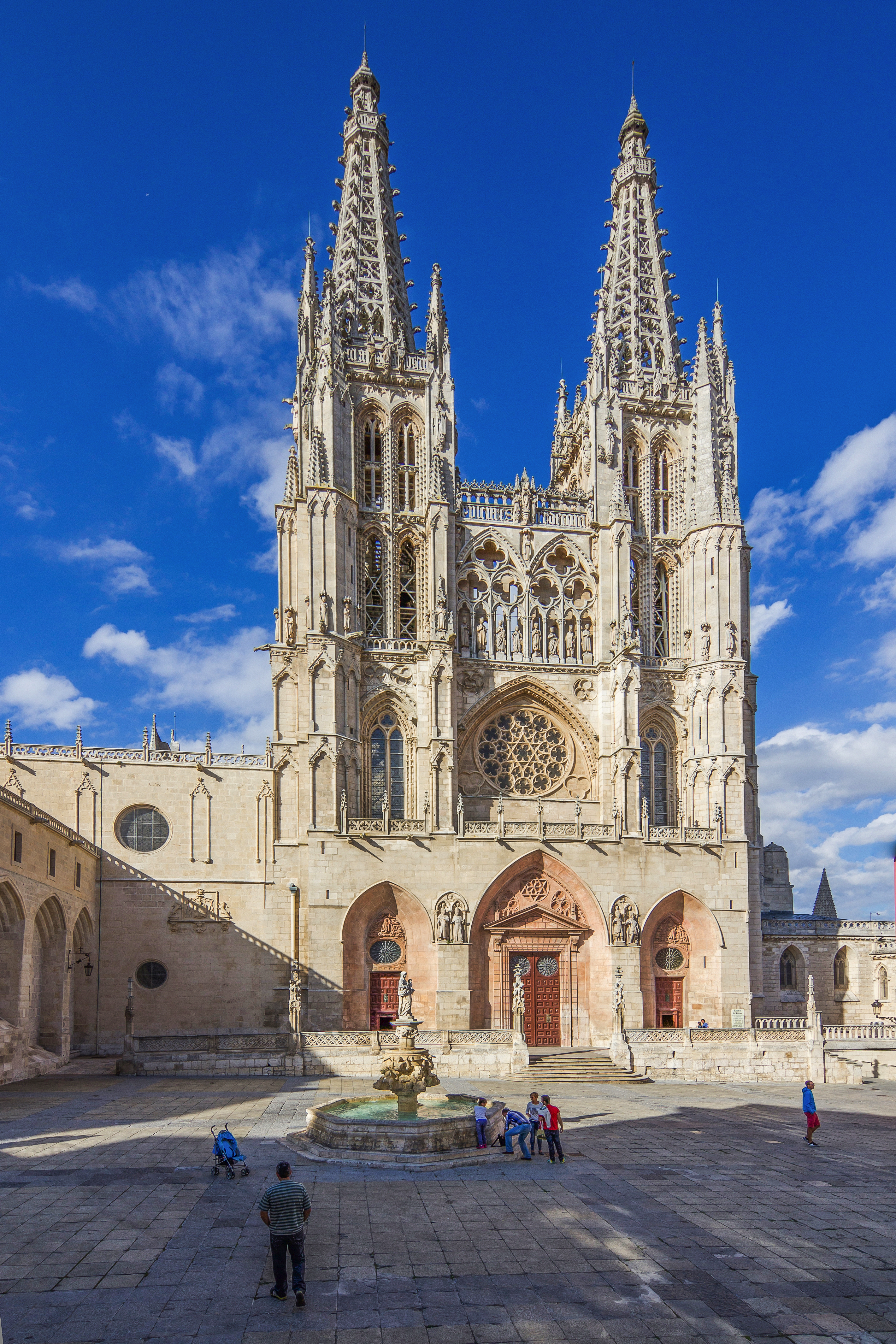
Catedral de Burgos, gótica, como muchas otras catedrales de España. Burgos fue sede del Consulado del Mar de la Corona de Castilla en sus relaciones comerciales con Europa, heredera de la Hermandad de las Marismas de Vitoria

Por su parte, la conformación de la Corona de Castilla como conjunto de reinos, con un único rey y unas únicas Cortes, no se consolidó hasta el siglo XIII. Los distintos territorios conservaban diversas particularidades jurídicas, así como su condición de reino, perpetuada en la intitulación regia: «rey de Castilla, de León, de Galicia, de Nájera, de Toledo,... señor de Vizcaya y de Molina», añadiendo sucesivamente los títulos de soberanía de los nuevos reinos que se fueran conquistando o adquiriendo. Alfonso VII adoptó el título de Imperator totius Hispaniae. La repoblación de la amplia zona entre el Tajo y Sierra Morena, relativamente despoblada, se confió a las órdenes militares (Santiago, Alcántara, Calatrava, Montesa).

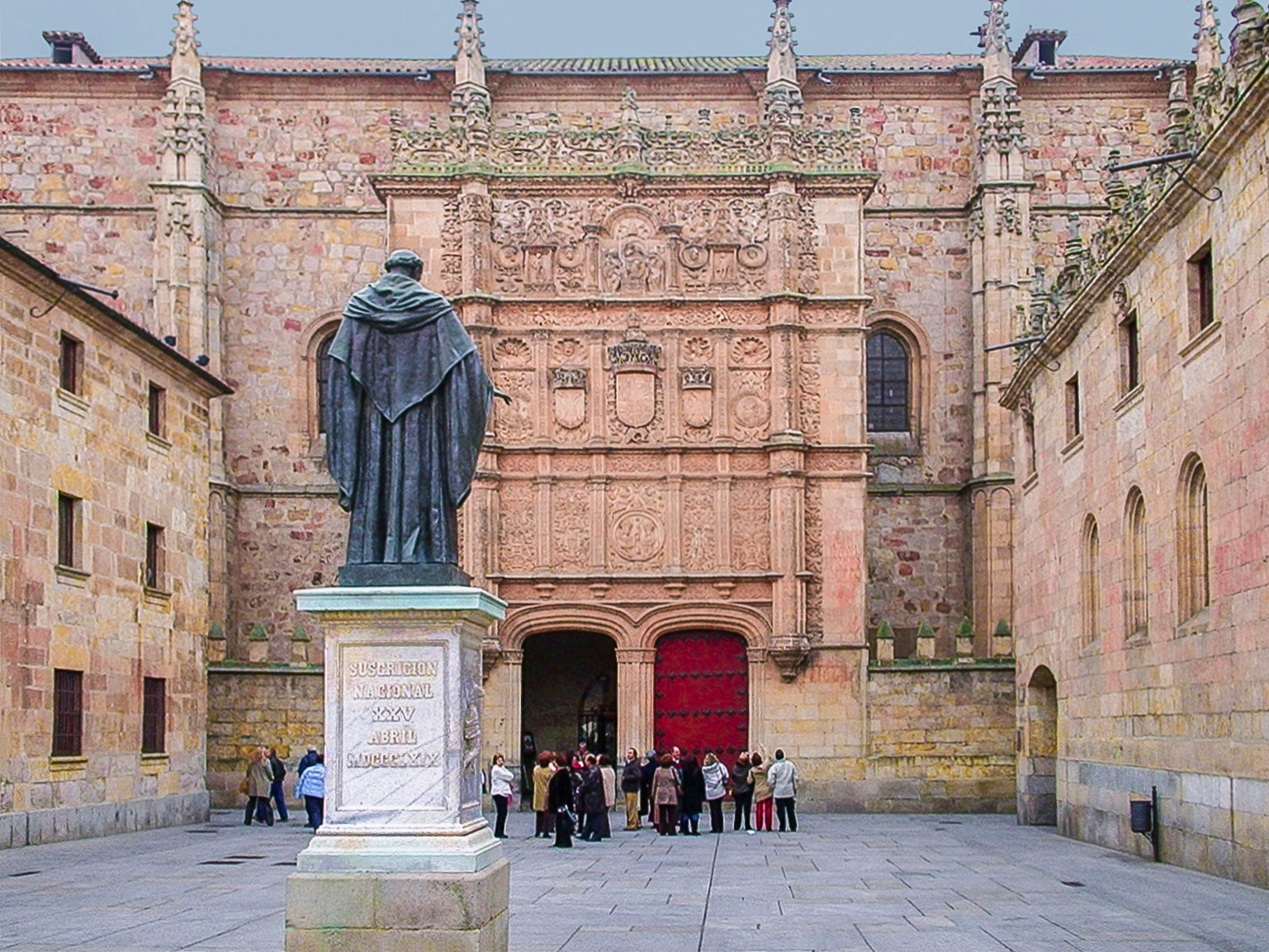
Universidad de Salamanca, fundada como universidad plena en 1252

Los avances cristianos hacia el sur fueron confrontados sucesivamente por dos intervenciones norteafricanas: la de los almorávides (batallas de Zalaca, 1086, y Uclés, 1108) y la de los almohades (batalla de Alarcos, 1195), que unificaron bajo una concepción más rigorista del islam a las taifas, cuyos gobernantes eran acusados de corruptos y contemporizadores con los cristianos. Sin embargo, la batalla de las Navas de Tolosa (1212) significó una decisiva imposición del predominio cristiano y a los pocos años quedó un único reducto musulmán en la península, el reino nazarí de Granada. La decadencia política y militar de al-Ándalus fue simultánea a su mayor esplendor en los campos artístico y cultural (palacio de la Aljafería, Alhambra de Granada, Averroes, Ibn Hazm).
La Corona de Castilla, con Fernando III el Santo, conquistó en los años centrales del siglo XIII la totalidad del valle del Guadalquivir (reinos de Jaén, de Córdoba y de Sevilla) y el reino de Murcia; mientras la Corona de Aragón, tras frustrarse su expansión al norte de los Pirineos (cruzada albigense), conquistaba los reinos de Valencia y de Mallorca (Jaime I el Conquistador). El acuerdo entre ambas coronas definió las respectivas zonas de influencia, e incluso enlaces matrimoniales (de Alfonso X el Sabio con Violante de Aragón). La repoblación por los cristianos de estas zonas, densamente habitadas por musulmanes, muchos de los cuales permanecieron tras la conquista (mudéjares), se realizó mediante el repartimiento de lotes de fincas rurales y urbanas de distinta importancia según la categoría social de los que habían intervenido en la toma de cada una de las ciudades. La convivencia entre cristianos, musulmanes y judíos produjo un intercambio cultural de altísimo nivel (escuela de traductores de Toledo, tablas alfonsíes, obras de Raimundo Lulio) al tiempo que se abrían varios studium arabicum et hebraicum (Toledo, Murcia, Sevilla, Valencia, Barcelona) y los studia generalia, que se convirtieron en las primeras universidades (Palencia, Salamanca, Valladolid, Alcalá, Lérida, Perpiñán).

#### Baja Edad Media

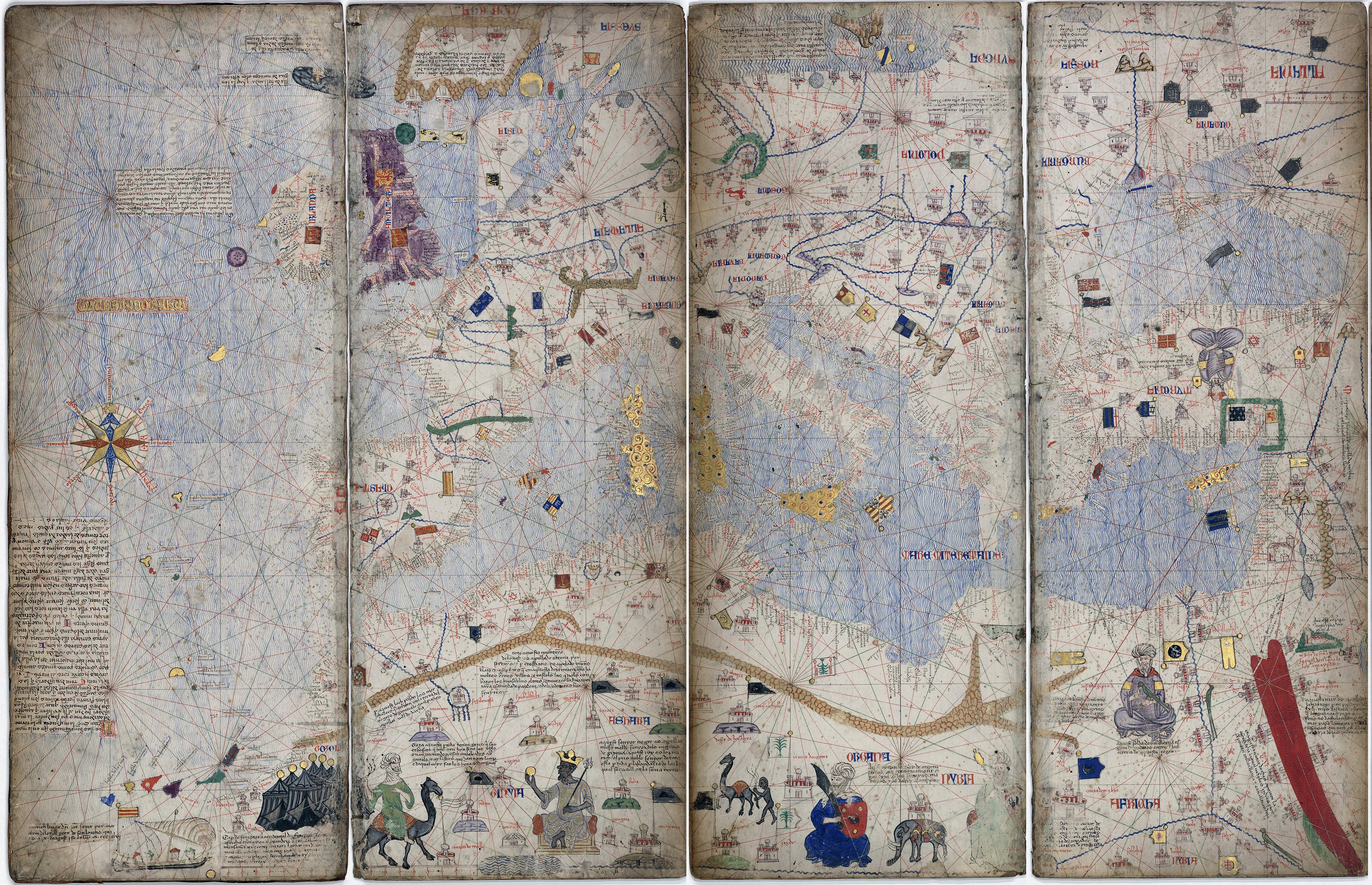
Mapa del mundo mediterráneo contenido en el Atlas Catalán, libro del considerado una de las obras cartográficas más destacadas de la Edad Media

A partir de las vísperas sicilianas (1282), la Corona de Aragón inició una expansión por el Mediterráneo en la que incorporó Cerdeña, Sicilia e incluso, brevemente, los ducados de Atenas y Neopatria. En competencia con Portugal, la Corona de Castilla optó por una expansión atlántica, basada en su control del Estrecho. En 1402 comenzó la conquista de las islas Canarias, hasta entonces habitadas exclusivamente por los guanches. La ocupación inicial fue llevada a cabo por señores normandos (Jean IV de Béthencourt) que rendían vasallaje al rey Enrique III de Castilla. El proceso de conquista no concluyó hasta 1496, culminado por la propia acción de la Corona. El deslindamiento de las zonas de influencia portuguesa y castellana se acordó en el tratado de Alcaçovas (1479), que reservaba a los portugueses las rutas del Atlántico Sur y por tanto la circunnavegación de África que permitiera una ruta marítima hasta la India.

La gran mortandad provocada por la Gran Peste de 1348, particularmente grave en la corona de Aragón, precedida de las malas cosechas del ciclo de 1333 (lo mal any primer), provocaron una gran inestabilidad tanto económica y social como política e ideológica. En Castilla se desató la primera guerra civil castellana (1351-1369) entre los partidarios de Pedro I el Cruel y su hermanastro Enrique de Trastámara. En Aragón, a la muerte de Martín I el Humano, representantes de los tres Estados de la Corona eligieron como sucesor, en el Compromiso de Caspe (1412), a Fernando de Antequera, de la castellana Casa de Trastámara. La expansión mediterránea aragonesa continuó con la conquista del Reino de Nápoles durante el reinado de Alfonso V el Magnánimo.
La crisis fue particularmente intensa en Cataluña, cuya expresión política fueron las disputas entre Juan II de Aragón y su hijo, Carlos de Viana, aprovechadas por las instituciones representativas del poder local (la Generalidad o comisión permanente de las Cortes y el Consejo de Ciento o regimiento de la ciudad de Barcelona) para manifestar el escaso poder efectivo que la monarquía aragonesa tenía sobre el particularismo (pactismo, foralismo) de cada uno de sus territorios, donde prevalecían las constituciones, usos y costumbres tradicionales (usatges, observancias) sobre la voluntad real. Simultáneamente estallaron las tensiones sociales entre la Biga y la Busca (alta y baja burguesía de la ciudad de Barcelona) y las revueltas de los payeses de remença (campesinos sometidos a un régimen de sujeción personal particularmente duro), todo lo cual hizo estallar la guerra civil catalana (1462-1472). El debilitamiento de Barcelona y Cataluña benefició a Valencia, que se convirtió en el puerto marítimo que centralizó la expansión comercial de la Corona de Aragón y alcanzó los 75 000 habitantes a mediados de siglo XV, con un auge cultural que permite definirlo como Siglo de Oro valenciano. El reino de Aragón, sin salida al mar y centrado en actividades fundamentalmente agropecuarias, limitó su desarrollo económico y social. Los privilegios de ricoshombres y nobleza laica y eclesiástica impidieron el desarrollo de una burguesía pujante, y su peso relativo en el equilibrio entre los Estados de la Corona aragonesa disminuyó.
En 1479, con la subida al trono de Fernando el Católico, segundo hijo y heredero de Juan II, y rey consorte de Castilla por su matrimonio con Isabel la Católica, las tensiones sociales se redujeron, incluida la conflictividad campesina —Sentencia Arbitral de Guadalupe de 1486—. El creciente antisemitismo, estimulado por predicadores católicos como San Vicente Ferrer o el Arcediano de Écija, había explotado en la revuelta antijudía de 1391, que al provocar conversiones masivas originó el problema del converso: la discriminación de los cristianos nuevos por los cristianos viejos, que llegó incluso a la persecución violenta (revuelta anticonversa de Pedro Sarmiento en Toledo, 1449) y suscitó la creación de la Inquisición española (1478).

### Edad Moderna

Localización del movimiento comunero sobre el territorio de la Corona de Castilla. En morado, las ciudades pertenecientes al bando comunero; en verde, aparecen las que se mantuvieron leales al rey. Las ciudades que estuvieron presentes en ambos bandos aparecen en ambos colores.

El matrimonio de Isabel y Fernando (1469), y la victoria del bando que los apoyaba en la guerra de sucesión castellana, determinaron la unión dinástica de las coronas de Castilla y Aragón. La unificación territorial peninsular se incrementó con la guerra de Granada (1482-1492) y la anexión de Navarra (1512), y se prosiguió la expansión territorial por el norte de África e Italia. La política matrimonial de los Reyes Católicos, que casaron a sus hijos con herederos de todas las casas reales de Europa occidental excepto con la francesa (Portugal, Inglaterra y los Estados Habsburgo), provocó una azarosa concentración de reinos en su nieto Carlos de Habsburgo (Carlos I como rey de España -1516-, Carlos V como emperador -1521-), la cual, junto con la enorme dimensión territorial de la recientemente descubierta América gracias al navegante Cristóbal Colón (1492), convertida en un verdadero imperio colonial, hizo de la Monarquía Hispánica la más poderosa del mundo. En el mismo annus mirabilis de 1492 se decretó la expulsión de los judíos y apareció la Gramática castellana de Antonio de Nebrija.

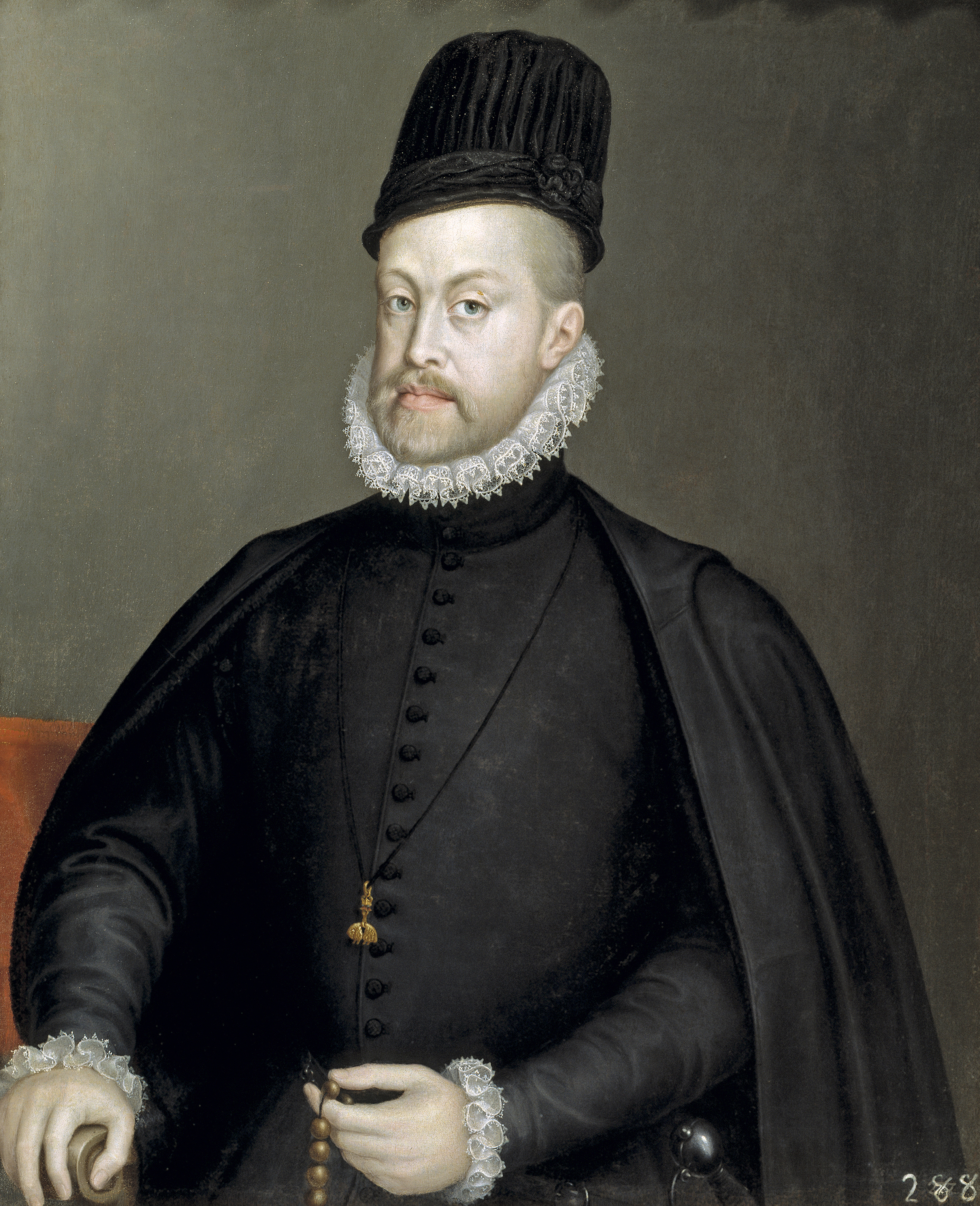
Retrato de Felipe II, atribuido tradicionalmente a Alonso Sánchez Coello y recientemente a Sofonisba Anguissola, 1570

El poder de los «imperiales» no se afianzó en Castilla sin vencer una fuerte oposición en la guerra de las Comunidades de Castilla, que evidenció la centralidad de los reinos españoles en el Imperio de Carlos. A pesar de su triunfo en las guerras de Italia frente a Francia, el fracaso de la idea imperial de Carlos V (en gran medida causado por la oposición de los príncipes protestantes alemanes) llevó al emperador a planificar la división de sus Estados entre su hermano Fernando I (Archiducado de Austria e Imperio germánico) y su hijo Felipe II (Flandes, Italia y España, junto con el imperio ultramarino). La alianza entre los Austrias de Viena y los Austrias de Madrid se mantuvo entre 1559 y 1700. La hegemonía española se vio incluso incrementada con la unión ibérica con Portugal, mantenida entre 1580 y 1640; y fue capaz de enfrentarse a conflictos abiertos por toda Europa: las guerras de religión de Francia, la revuelta de Flandes (1568-1648, que terminó con la división del territorio en un norte protestante —Países Bajos— y un sur católico —los Países Bajos españoles—) y el creciente poder turco en el Mediterráneo, frenado en la batalla de Lepanto de 1571. El dominio de los mares fue desafiado por holandeses e ingleses, que consiguieron resistir a la llamada Armada Invencible de 1588. Dentro de España se sofocaron con dureza las alteraciones de Aragón (1590) y la rebelión de las Alpujarras (1568). Esta fue una manifestación de la no integración de los moriscos, que no encontró solución hasta su radical expulsión de 1609, ya en el siguiente reinado, que en zonas como Valencia causó una grave despoblación y la decadencia de la productiva agricultura característica de este grupo social.

Imperios español y portugués en 1790

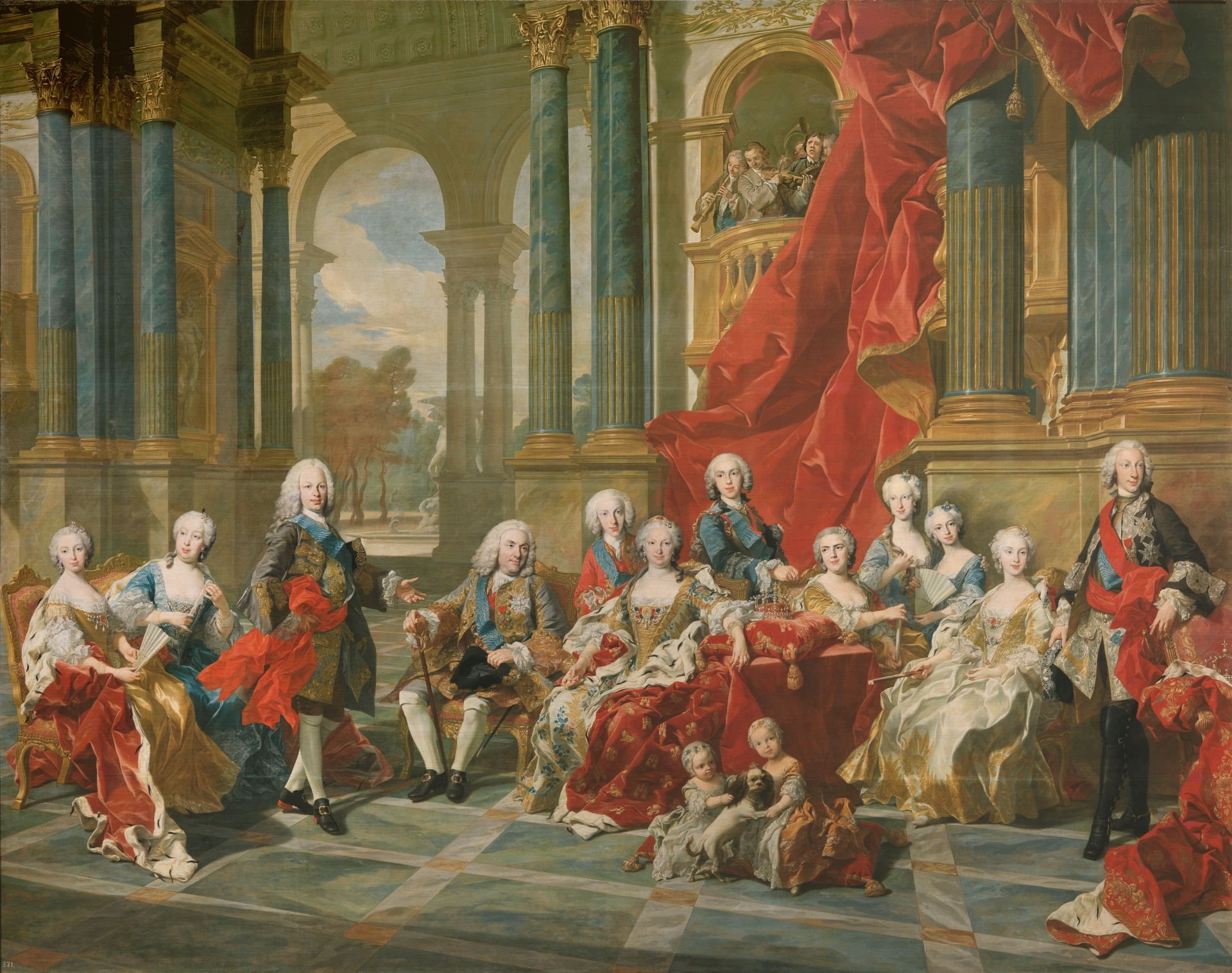
La familia de Felipe V, de Louis Michel Van Loo, 1743

La revolución de los precios del siglo XVI fue provocada por la masiva llegada de plata a Castilla, que monopolizaba el comercio americano, y causó el hundimiento de las actividades productivas locales, mientras se realizaban importaciones de productos manufacturados europeos. La crisis del siglo XVII afectó especialmente a España, que bajo los llamados Austrias menores (Felipe III, Felipe IV y Carlos II) entró en una evidente decadencia. Simultáneamente, el arte y la cultura española vivía los momentos más brillantes del Siglo de Oro. Superada la coyuntura crítica de la crisis de 1640, en que estuvo a punto de disolverse (revuelta de los catalanes, revuelta de Masaniello en Nápoles, alteraciones andaluzas, independencia de Portugal), la Monarquía Hispánica se redefinió, ya sin Portugal y con la frontera francesa fijada en el tratado de los Pirineos (1659).
La guerra de sucesión española (1700-1715) y los Tratados de Utrecht y Rastadt determinaron el cambio de dinastía, imponiéndose en el trono la Casa de Borbón (con la que se mantuvieron los Pactos de Familia durante casi todo el siglo XVIII), aunque significara la pérdida de los territorios de Flandes e Italia en beneficio de Austria y onerosas concesiones en el comercio americano en beneficio de Inglaterra, que también retuvo Gibraltar y Menorca. Dentro de España se impuso un modelo político que adaptaba el absolutismo y centralismo francés a las instituciones de la Corona de Castilla, que se impusieron en la Corona de Aragón (Decretos de Nueva Planta). Únicamente las provincias vascas y Navarra mantuvieron su régimen foral. En el contexto de una nueva coyuntura de crecimiento, se procuró la reactivación económica y la recuperación colonial en América, con medidas mercantilistas en la primera mitad del siglo, que dieron paso al nuevo paradigma de la libertad de comercio, ya en el reinado de Carlos III. El motín de Esquilache (1766) permite comparar el diferente grado de desarrollo sociopolítico con Francia, que en una coyuntura hasta cierto punto similar desembocó en la Revolución, mientras que en España la crisis se cerró con la sustitución del equipo de ministros ilustrados y el freno de su programa reformista, la expulsión de los jesuitas y un reequilibrio de posiciones en la corte entre las facciones de golillas y manteístas.

### Edad Contemporánea

#### SigloXIX
Artículos principales: Guerra de la Independencia española, Guerra de Independencia Hispanoamericana, España durante la guerra de Independencia española, España napoleónica, Restauración absolutista en España, Reinado de Isabel II de España, Revolución de 1868, Sexenio democrático, Revolución industrial en España y Restauración borbónica en España.

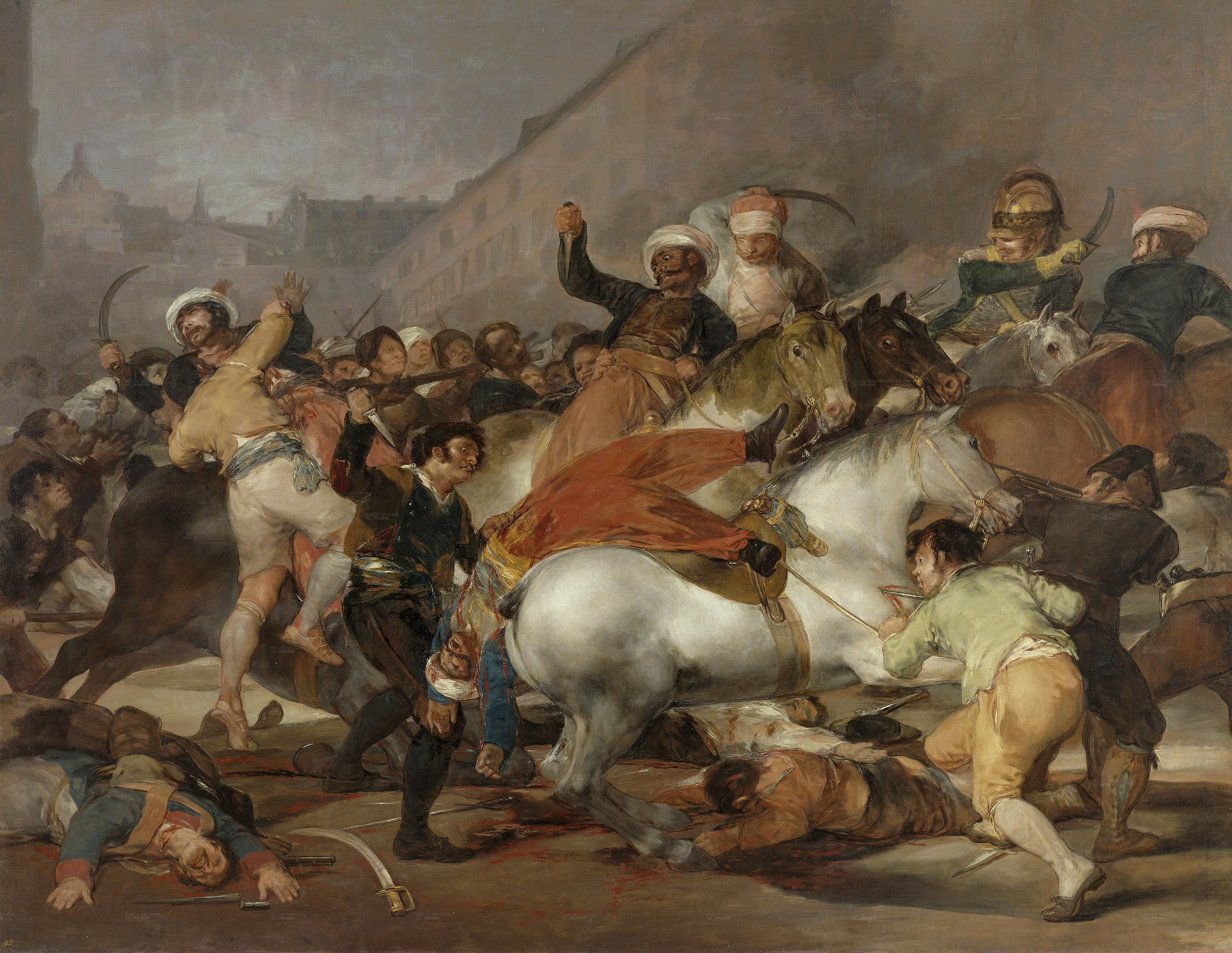
El dos de mayo de 1808 en Madrid, de Goya, muestra el levantamiento del 2 de mayo del pueblo de Madrid contra el ejército invasor francés y que desencadenó la guerra de la Independencia española

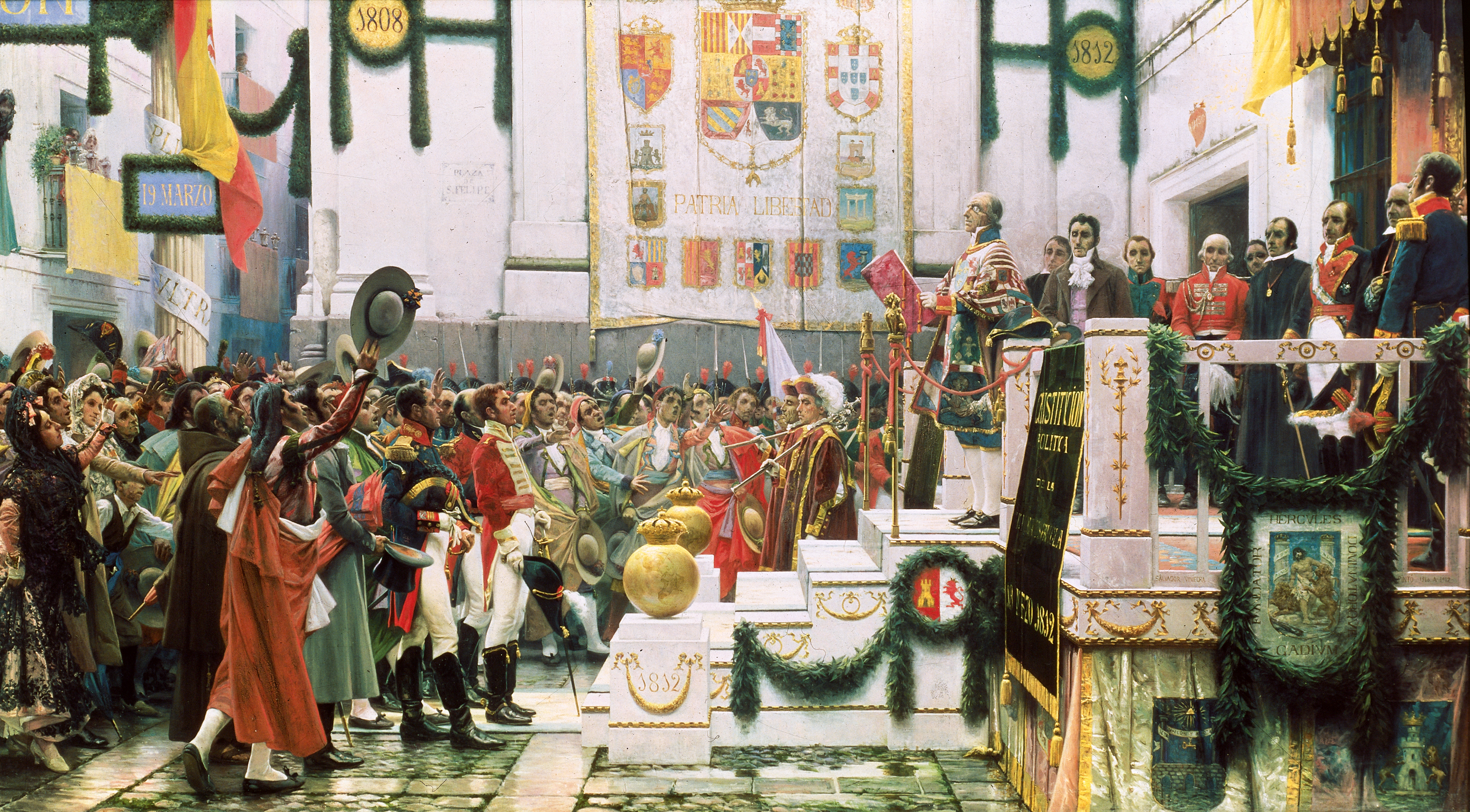
La promulgación de la Constitución de 1812, obra de Salvador Viniegra (Museo de las Cortes de Cádiz)

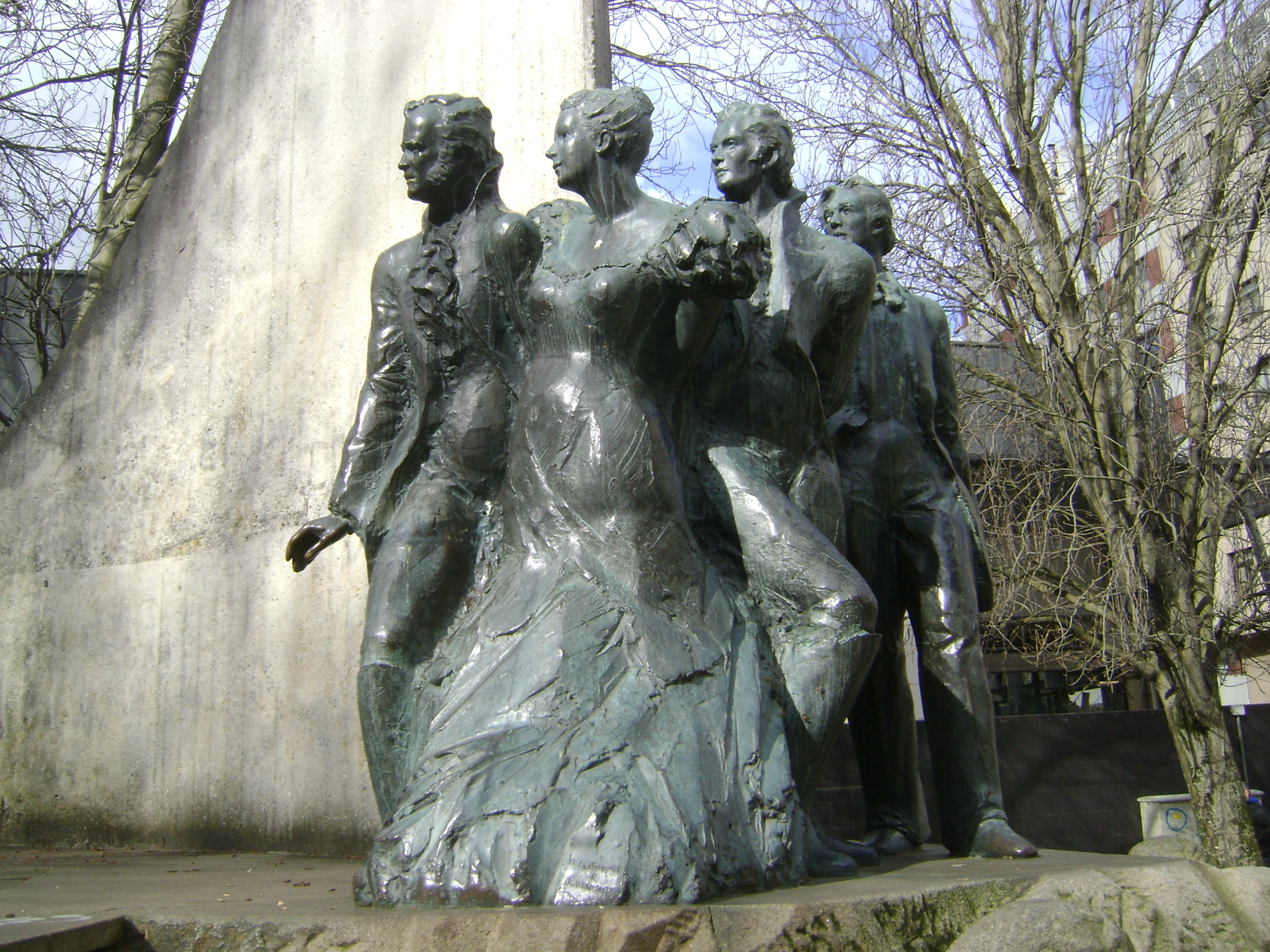
Monumento a los liberales del situado en el barrio Agra del Orzán, La Coruña

La Edad Contemporánea no empezó muy bien para España. En 1805, en la batalla de Trafalgar, una escuadra hispano-francesa fue derrotada por el Reino Unido, lo que significó el fin de la supremacía española en los mares en favor del Reino Unido, mientras Napoleón Bonaparte, emperador de Francia que había tomado el poder en el país galo en el complejo escenario político planteado tras el triunfo de la Revolución Francesa, aprovechó las disputas entre Carlos IV y su hijo Fernando y ordenó el envío de su poderoso ejército a España en 1808. Su pretexto era invadir Portugal, para lo que contaba con la complicidad del primer ministro del rey español, Manuel Godoy, a quien había prometido el trono de una de las partes en las que pensaba dividir el país luso. El emperador francés impuso a su hermano José I en el trono, lo que desató la guerra de la Independencia española, que duraría cinco años. En ese tiempo se elaboró la primera Constitución española, de marcado carácter liberal, en las denominadas Cortes de Cádiz. Fue promulgada el 19 de marzo de 1812, festividad de San José, por lo que popularmente se la conoció como «la Pepa». Tras la derrota de las tropas de Napoleón, que culminó en la batalla de Vitoria en 1813, Fernando VII volvió al trono de España.
Durante el reinado de Fernando VII la Monarquía Española experimentó el paso del Antiguo Régimen al Estado Liberal. Tras su llegada a España, Fernando VII derogó la Constitución de 1812 y persiguió a los liberales constitucionalistas, dando comienzo a un rígido absolutismo. Mientras tanto, la Guerra de Independencia Hispanoamericana continuó su curso y, a pesar del esfuerzo bélico de los realistas, al concluir el conflicto únicamente las islas de Cuba y Puerto Rico, en América, seguían bajo gobierno español. Terminada la Década Ominosa y con el apoyo de los políticos liberales a la Pragmática Sanción de 1830, España se organizó nuevamente en monarquía parlamentaria. De esta forma ambos procesos revolucionarios dieron origen a los nuevos Estados nacionales existentes en la actualidad. El final del reinado de Fernando VII señaló también la extinción del absolutismo en todo el mundo hispánico. La muerte de Fernando VII en 1833 abrió un nuevo período de fuerte inestabilidad política y económica. Su hermano Carlos María Isidro, apoyado en los partidarios absolutistas, se rebeló contra la designación de Isabel II, hija de Fernando VII, como heredera y reina constitucional, y contra la derogación del Reglamento de sucesión de 1713, que impedía la sucesión de mujeres en la Corona. Estalló así la primera guerra carlista.

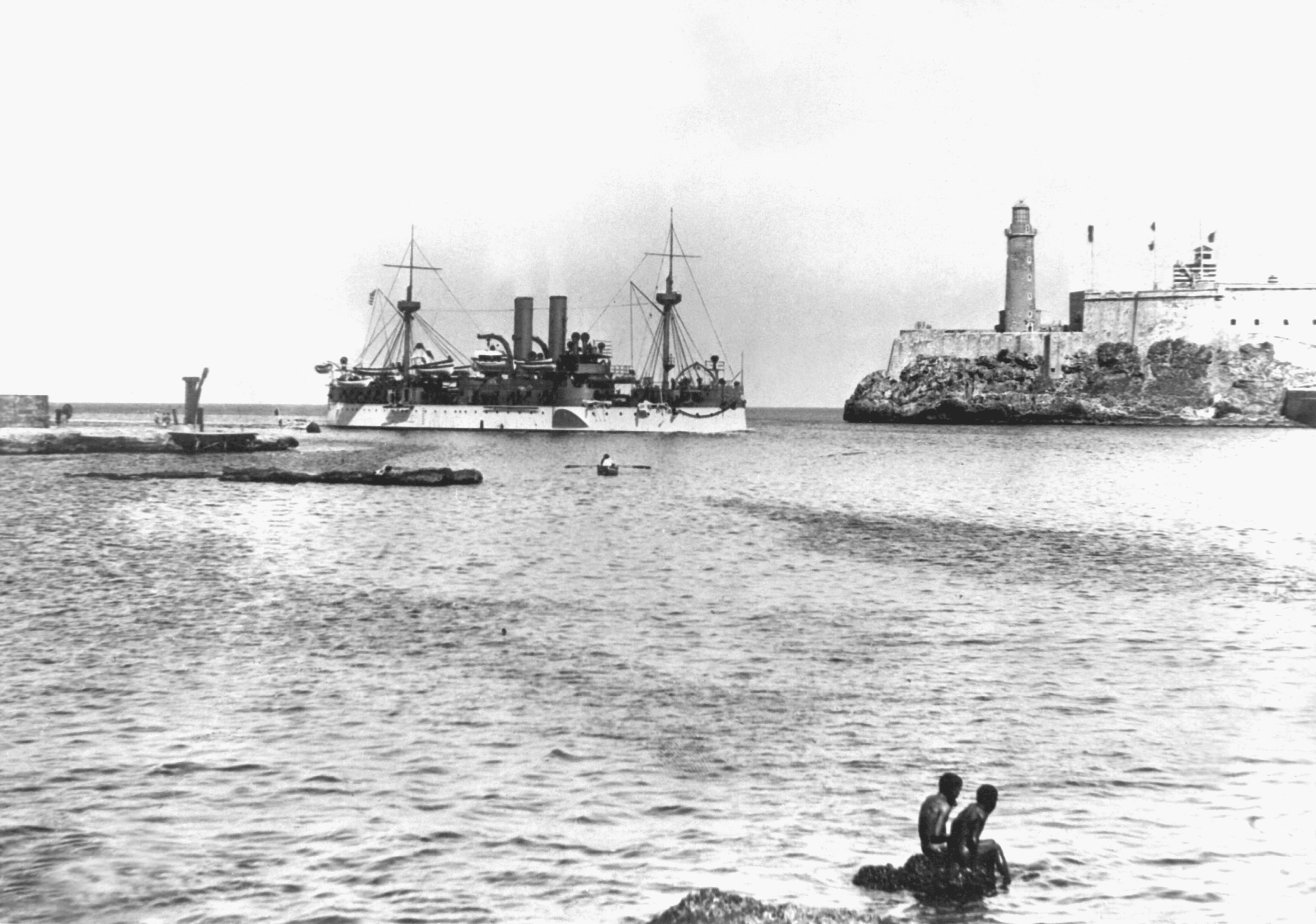
Entrada del USS Maine en el puerto de La Habana, semanas antes de su explosión, casus belli que dio lugar a la guerra hispano-estadounidense de 1898

El reinado de Isabel II se caracterizó por la alternancia en el poder de progresistas y moderados, si bien esta alternancia estaba más motivada por los pronunciamientos militares de ambos signos que por una pacífica cesión del poder en función de los resultados electorales. La Revolución de 1868, denominada «la Gloriosa», obligó a Isabel II a abandonar España. Se convocaron Cortes Constituyentes que se pronunciaron por el régimen monárquico y, a iniciativa del general Juan Prim, se ofreció la Corona a Amadeo de Saboya, hijo del rey de Italia. Su reinado fue breve por el cansancio que le provocaron los políticos del momento y el rechazo a su persona de importantes sectores de la sociedad, a lo que se sumó la pérdida de su principal apoyo, el mencionado general Prim, asesinado antes de que Amadeo llegara a pisar en España. Seguidamente se proclamó la Primera República, que tampoco gozó de larga vida, aunque sí muy agitada: en once meses tuvo cuatro presidentes: Figueras, Pi y Margall, Salmerón y Castelar. Durante este convulso período se produjeron graves tensiones territoriales y enfrentamientos bélicos, como la declaración de independencia del Cantón de Cartagena, máximo exponente del cantonalismo. Finalizó esta etapa en 1874 con los pronunciamientos de los generales Martínez-Campos y Pavía, que disolvió el Parlamento. España formó parte del proceso de industrialización occidental comenzada a principios del siglo, aunque su desarrollo económico e industrial fue escaso y tardío en comparación con las grandes potencias europeas.
La Restauración borbónica proclamó rey a Alfonso XII, hijo de Isabel II. España experimentó una gran estabilidad política gracias al sistema de gobierno preconizado por el político conservador Antonio Cánovas del Castillo, que se basaba en el turno pacífico de los partidos Conservador (Cánovas del Castillo) y Liberal (Práxedes Mateo Sagasta) en el gobierno. En 1885 murió Alfonso XII y se encargó la regencia a su viuda María Cristina, hasta la mayoría de edad de su hijo Alfonso XIII, nacido tras la muerte de su padre. La rebelión independentista de Cuba en 1895 indujo a los Estados Unidos a intervenir en la zona. Tras el confuso incidente de la explosión del acorazado USS Maine el 15 de febrero de 1898 en el puerto de La Habana, los Estados Unidos declararon la guerra a España. Derrotada por la nación norteamericana, España perdió sus últimas posesiones americanas y asiáticas: Cuba, Filipinas, Guam y Puerto Rico, un episodio que resultó en un trauma permanente para la clase dirigente española, conocida como «Desastre del 98».

#### SigloXX

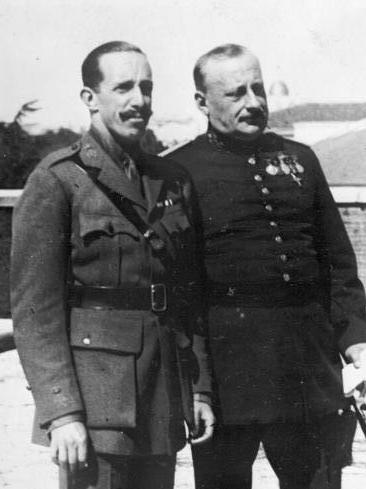
Alfonso XIII y Miguel Primo de Rivera en 1930

El siglo xx comenzó con una gran crisis económica y la subsiguiente inestabilidad política. Hubo un paréntesis de prosperidad comercial propiciado por la neutralidad española en la Primera Guerra Mundial, pero la sucesión de crisis gubernamentales, la marcha desfavorable de la guerra del Rif, que se agudizó como consecuencia de la oposición tribal autóctona al Protectorado español de Marruecos, la agitación social y el descontento de parte del ejército, desembocaron en el golpe de Estado del general Miguel Primo de Rivera el 13 de septiembre de 1923. Estableció una dictadura militar que fue aceptada por gran parte de las fuerzas sociales y por el propio rey Alfonso XIII. Durante la dictadura se suprimieron libertades y derechos, lo que, sumado a la difícil coyuntura económica y el crecimiento de los partidos republicanos, hizo la situación cada vez más insostenible. En 1930, Primo de Rivera presentó su dimisión al rey y se marchó a París, donde murió al poco tiempo. Le sucedió en la jefatura del Directorio el general Dámaso Berenguer y después, por breve tiempo, el almirante Aznar. Este período es conocido como «dictablanda».

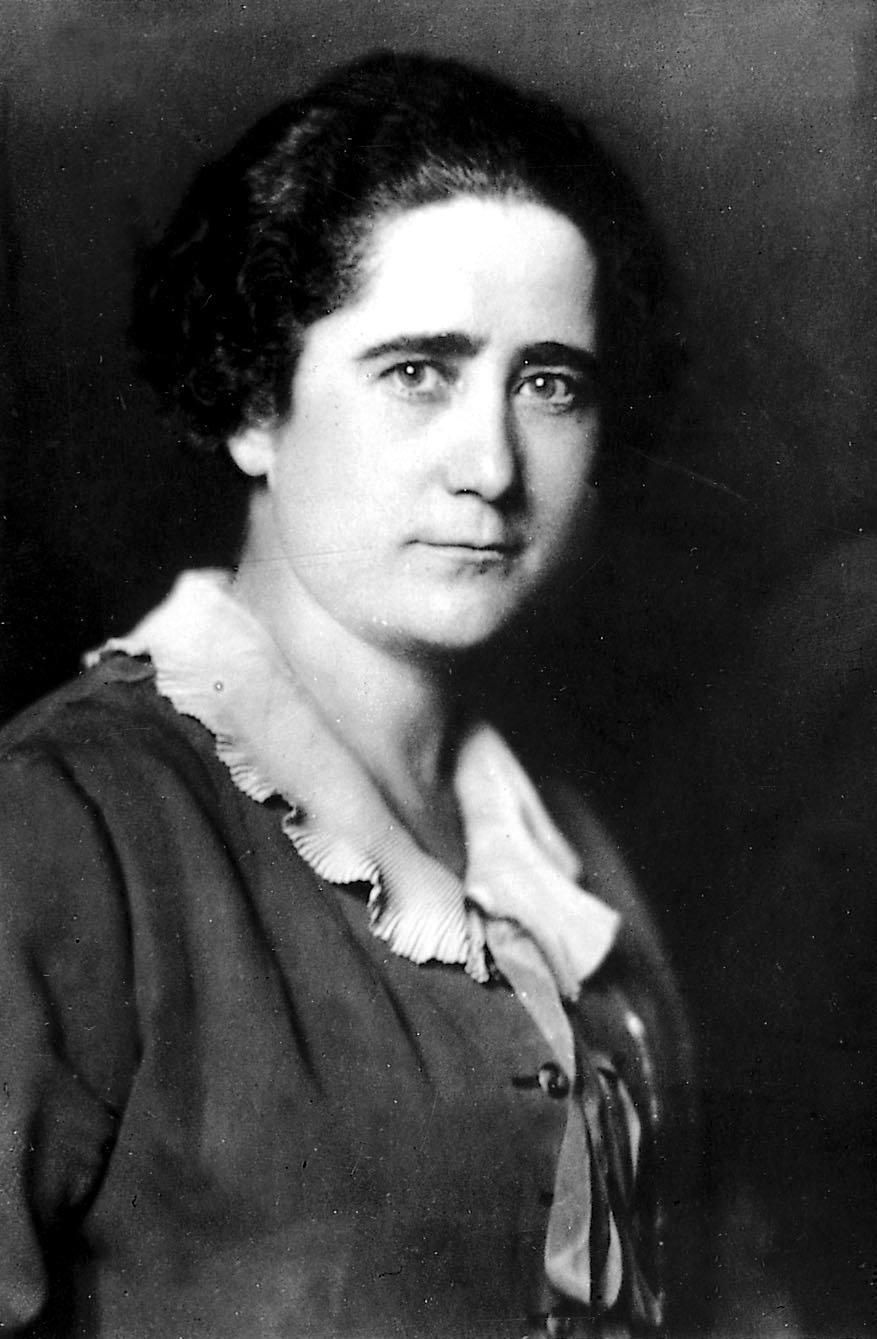
Clara Campoamor una de las principales impulsoras del sufragio femenino en España, que se incluyó en la Constitución de 1931 y fue ejercido por primera vez en las elecciones de 1933

El rey propició la celebración de elecciones municipales el 12 de abril de 1931, tomadas como un plebiscito sobre la continuidad de la monarquía. Estas dieron una rotunda victoria a las candidaturas republicano-socialistas en las grandes ciudades y capitales de provincia, donde el caciquismo no tenía influencia. Las manifestaciones organizadas exigiendo la instauración de una república democrática llevaron al rey a abandonar el país y a la proclamación de la misma el 14 de abril de ese mismo año. Durante la Segunda República se produjo una gran agitación política y social, marcada por una acusada radicalización de izquierdas y derechas. Los líderes moderados fueron boicoteados y los distintos gobiernos aplicaron legislaciones cambiantes. Durante los dos primeros años, gobernó una coalición de partidos republicanos y socialistas. En las elecciones celebradas en 1933 triunfó la derecha y en 1936, la izquierda.

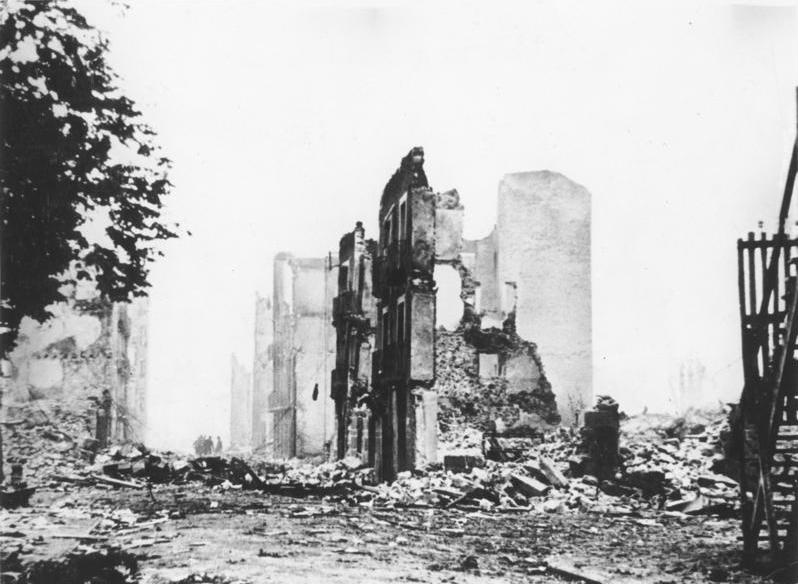
Bombardeo de Guernica por parte de la Legión Cóndor durante la guerra civil española (26 de abril de 1937)

Entre los episodios relevantes de este corto periodo destacan la sublevación monárquica del militar José Sanjurjo de 1932, la revolución de 1934 y numerosos atentados contra líderes políticos rivales. Por otra parte, es también durante la Segunda República cuando se inician importantes reformas para modernizar el país —Constitución democrática, reforma agraria, reestructuración del ejército, primeros Estatutos de Autonomía— y se amplían los derechos de los ciudadanos como el reconocimiento del derecho a voto de las mujeres, instaurándose el sufragio universal. El 17 y 18 de julio de 1936 se produjo un golpe de Estado cuyo fracaso parcial dejó a España dividida en dos zonas: una bajo la autoridad del Gobierno republicano —en la que se produjo la Revolución social de 1936— y otra controlada por los sublevados. La situación desembocó en la guerra civil española, en la que el general Francisco Franco fue investido jefe supremo de los sublevados. El apoyo alemán de Hitler e italiano de Mussolini a los sublevados, más firme que el soporte soviético de Stalin y mexicano de Lázaro Cárdenas a los republicanos, sumado a la política de no intervención de las democracias occidentales, y los continuos enfrentamientos entre las distintas facciones republicanas, entre otras razones, desembocaron en la victoria de los franquistas el 1 de abril de 1939.

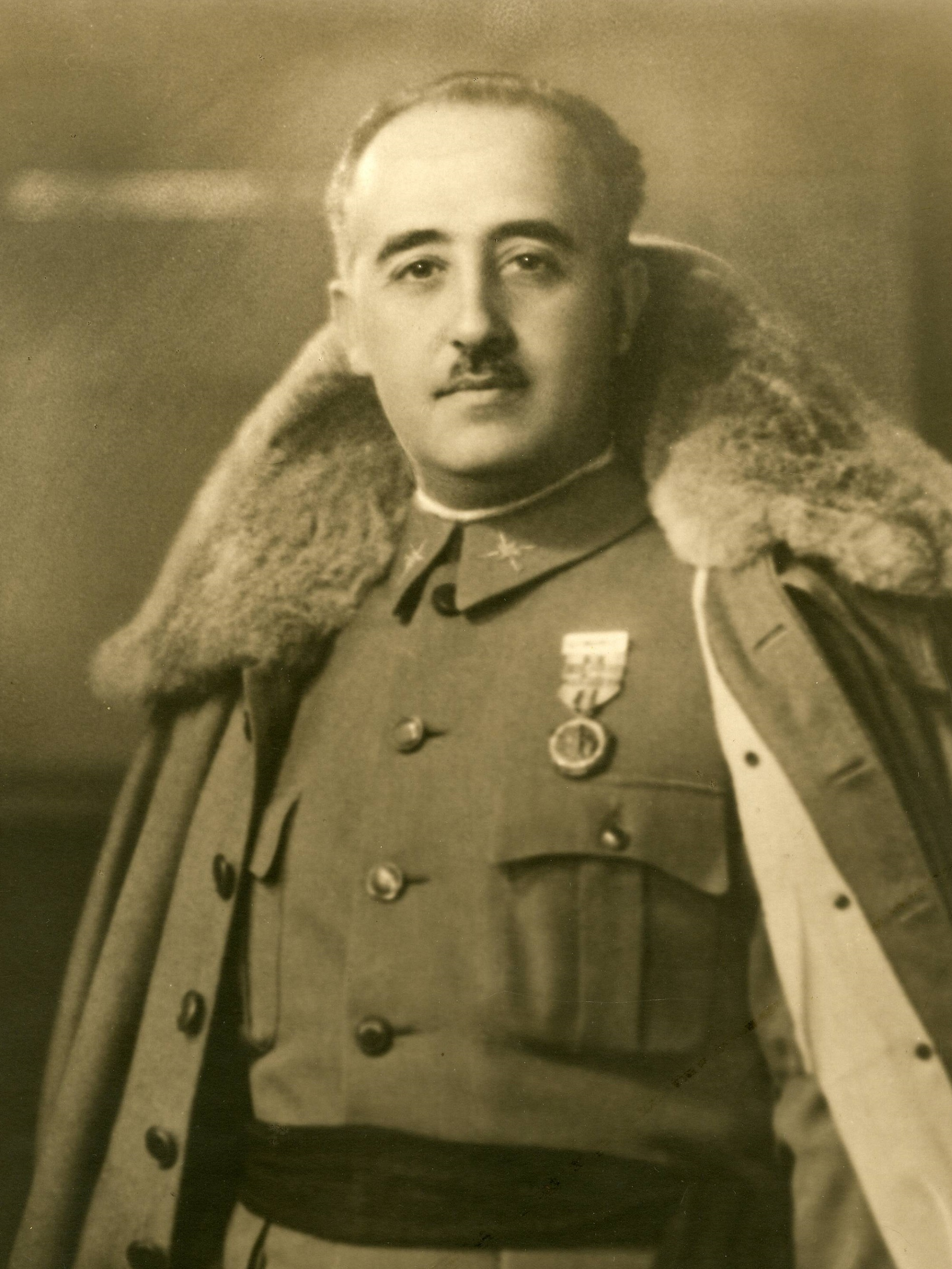
Francisco Franco, dictador de España de 1939 a 1975

La victoria del general Franco supuso la instauración de un régimen dictatorial. El desarrollo de una fuerte represión sobre los vencidos obligó al exilio de cientos de miles de españoles y condenó a otros tantos a la muerte o al encarcelamiento. El apoyo de España a las Potencias del Eje durante la Segunda Guerra Mundial la condujo a un aislamiento internacional de carácter político y económico. No obstante, el anticomunismo del régimen español hizo que, durante la Guerra Fría entre los Estados Unidos y la Unión Soviética y sus respectivos aliados, el régimen franquista fuera tolerado y finalmente reconocido por las potencias occidentales. A finales de los años 1950 finalizó su aislamiento internacional con la firma de varios acuerdos con los Estados Unidos que permitieron la instalación de bases militares conjuntas en España. En 1956, Marruecos, que había sido protectorado español y francés, adquirió su independencia y se puso en marcha un plan de estabilización económica del país. En 1968, Franco concedió la independencia a la Guinea Española y al año siguiente nombró a Juan Carlos de Borbón, nieto de Alfonso XIII, como su sucesor a título de rey. Aunque la represión política continuó, las reformas gubernamentales, la apertura al exterior a través del turismo de masas, la fase final de la industrialización y las divisas obtenidas de los millones de emigrantes, condujeron a un fuerte crecimiento económico —conocido como milagro económico español— y al progreso social de la sociedad.

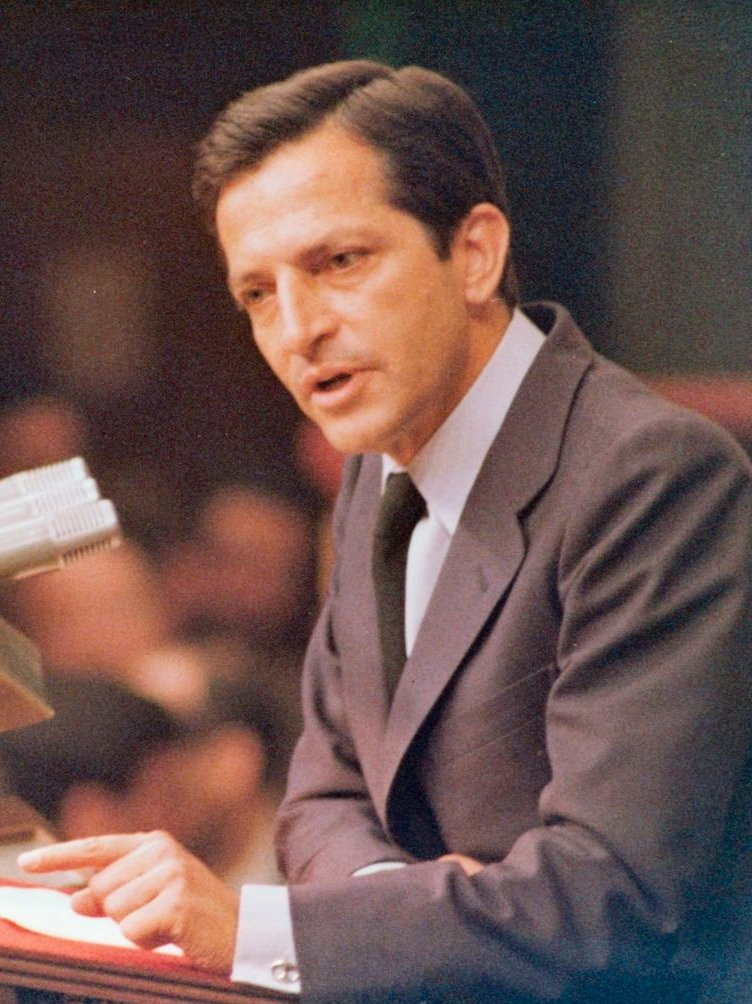
Adolfo Suárez, primer presidente del Gobierno de la democracia actual

Francisco Franco murió el 20 de noviembre de 1975 y Juan Carlos I fue proclamado rey dos días después. Se abrió entonces un período conocido como transición a la democracia. Adolfo Suárez fue nombrado presidente del Gobierno por el rey y en noviembre de 1976 consiguió aprobar la Ley para la Reforma Política en las Cortes franquistas. En junio de 1977 se celebraron elecciones democráticas y en octubre se aprobó la ley de Amnistía. En 1978 se promulgó la Constitución española que estableció un Estado social y democrático de derecho con la monarquía parlamentaria como forma de gobierno. En 1979, tras las primeras elecciones bajo la nueva constitución, Unión de Centro Democrático (UCD) obtuvo mayoría simple en el Congreso de los Diputados y Adolfo Suárez fue investido presidente de Gobierno. El 29 de enero de 1981 dimitió por presiones internas de su propio partido. Durante la sesión de votación de investidura del sucesor de Suárez, Leopoldo Calvo-Sotelo (UCD), el 23 de febrero de 1981, tuvo lugar un intento de golpe de Estado promovido por altos mandos militares. El Palacio de las Cortes fue tomado por el teniente coronel Antonio Tejero, pero la intentona golpista fue abortada el mismo día por la intervención del rey Juan Carlos I en defensa del orden constitucional. La transición también se caracterizó por la fuerte presencia de elementos terroristas, tanto de extrema derecha y parapoliciales —terrorismo tardofranquista— como de extrema izquierda e independentistas, de los que Euskadi Ta Askatasuna (ETA) fue el grupo terrorista más activo y longevo. En 1981 se firmó en Bruselas el protocolo de adhesión de España a la OTAN, dando inicio al proceso de integración en la Alianza que terminó en la primavera de 1982, durante el Gobierno de UCD.

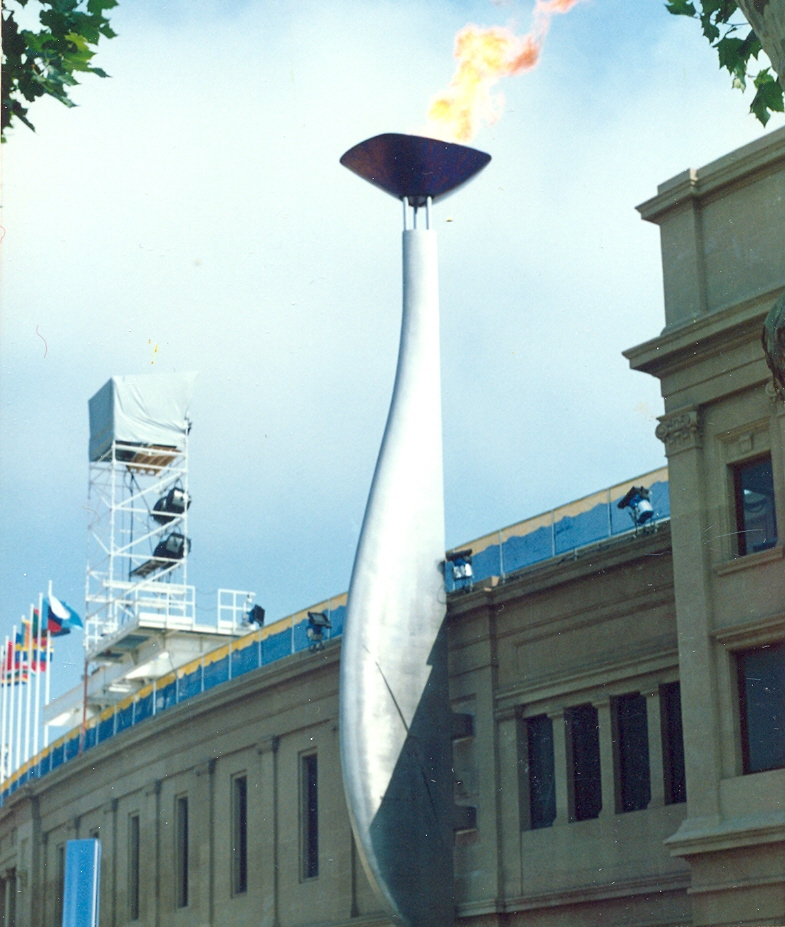
La Llama olímpica durante los Juegos Olímpicos de Barcelona 1992 en Montjuïc

En las elecciones generales de 1982 venció por mayoría absoluta el Partido Socialista Obrero Español (PSOE) liderado por Felipe González, que fue nombrado presidente del Gobierno y se mantuvo en el poder durante cuatro legislaturas. En 1986, España se incorporó a la Comunidad Económica Europea, precursora de la Unión Europea, y se celebró un referéndum sobre la permanencia de España en la OTAN en el que ganó el sí.

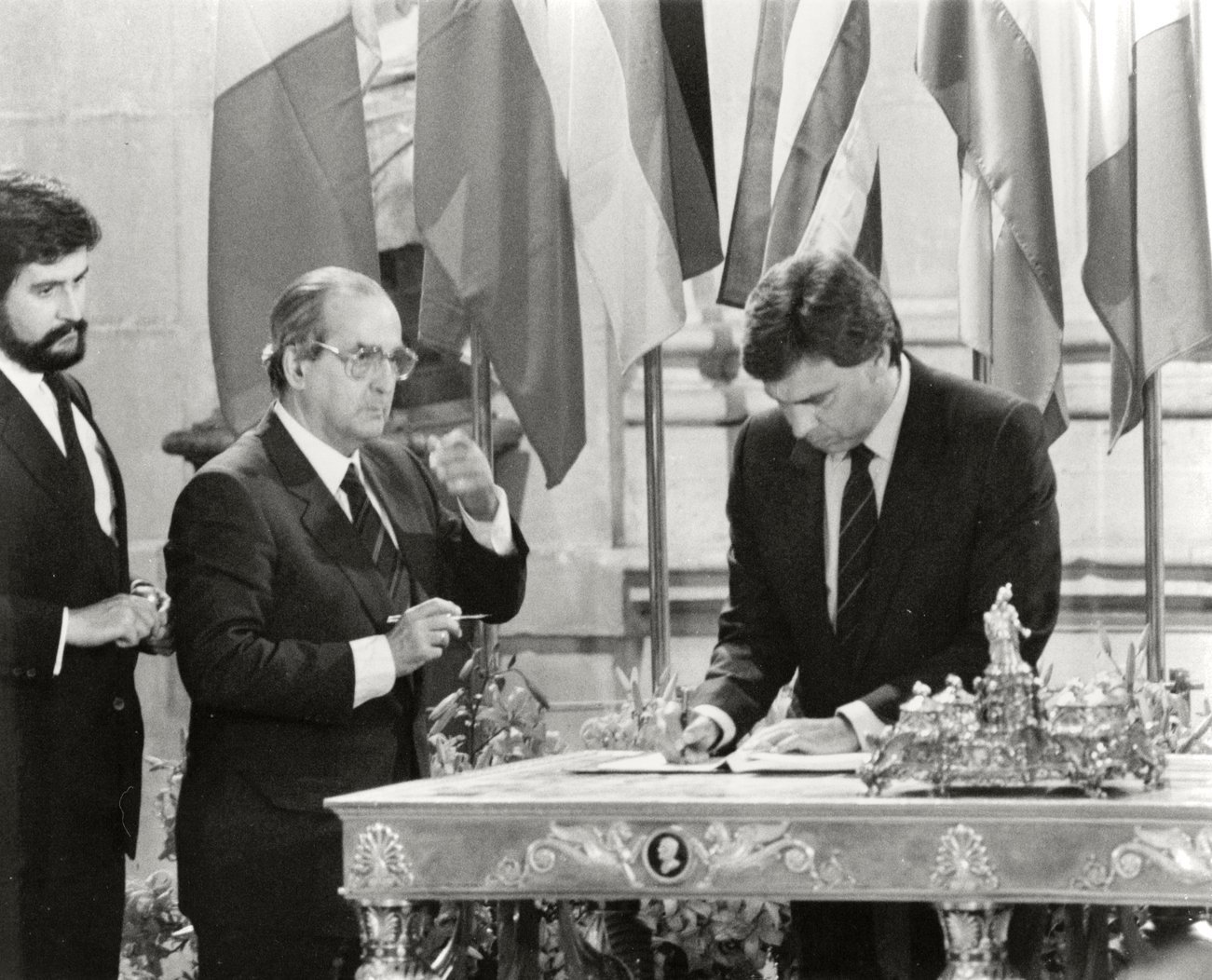
Felipe González firmando el Acta de Adhesión de España a la Comunidad Económica Europea

Durante este período se produjo una profunda modernización de la economía y la sociedad española, caracterizada por las reconversiones industriales y la sustitución del modelo económico tardofranquista por otro de corte más liberal —lo que condujo a tres importantes huelgas generales—, la generalización del pensamiento y los valores contemporáneos en la sociedad española, el desarrollo del Estado autonómico y del bienestar, la transformación de las fuerzas armadas y el enorme desarrollo de las infraestructuras civiles. Sin embargo, hubo también una situación de elevado desempleo y hacia el final de este período se produjo un importante estancamiento económico, que no inició su recuperación hasta 1999 —cuando la tasa de desempleo descendió del 23 % al 15 %—. En 1992, España apareció de forma llamativa en el escenario internacional, ofreciendo una imagen de un país sólido y moderno, con la celebración de los Juegos Olímpicos de 1992 en Barcelona, la declaración de Madrid como Ciudad Europea de la Cultura y la celebración en Sevilla de la Exposición Universal. 1994 y 1995 se caracterizaron en cambio por la multiplicación y descubrimiento de los casos de corrupción: el terrorismo de Estado de los Grupos Antiterroristas de Liberación (GAL), el caso Roldán, las escuchas del CESID, etc.
En las elecciones generales anticipadas de 1996 venció el Partido Popular (PP), consolidando el turnismo político en España. No obstante, no obtuvo la mayoría absoluta, por lo que José María Aznar tuvo que pactar con los partidos nacionalistas periféricos para poder ser investido presidente de Gobierno. Su Gobierno tuvo ante sí un reto clave: la mejora de los datos económicos que permitiera a España formar parte de los países miembros de la Unión Europea que compartirían la nueva moneda única, el euro, hito conseguido a finales de 1997. El 10 de julio de 1997, ETA secuestró al concejal del PP de Ermua Miguel Ángel Blanco y amenazó con asesinarle si el Gobierno no cumplía sus exigencias. Dos días después, los etarras acabaron con su vida. Su muerte provocó un multitudinario movimiento de repulsa en el País Vasco y en el resto de España conocido como el Espíritu de Ermua.

#### SigloXXI

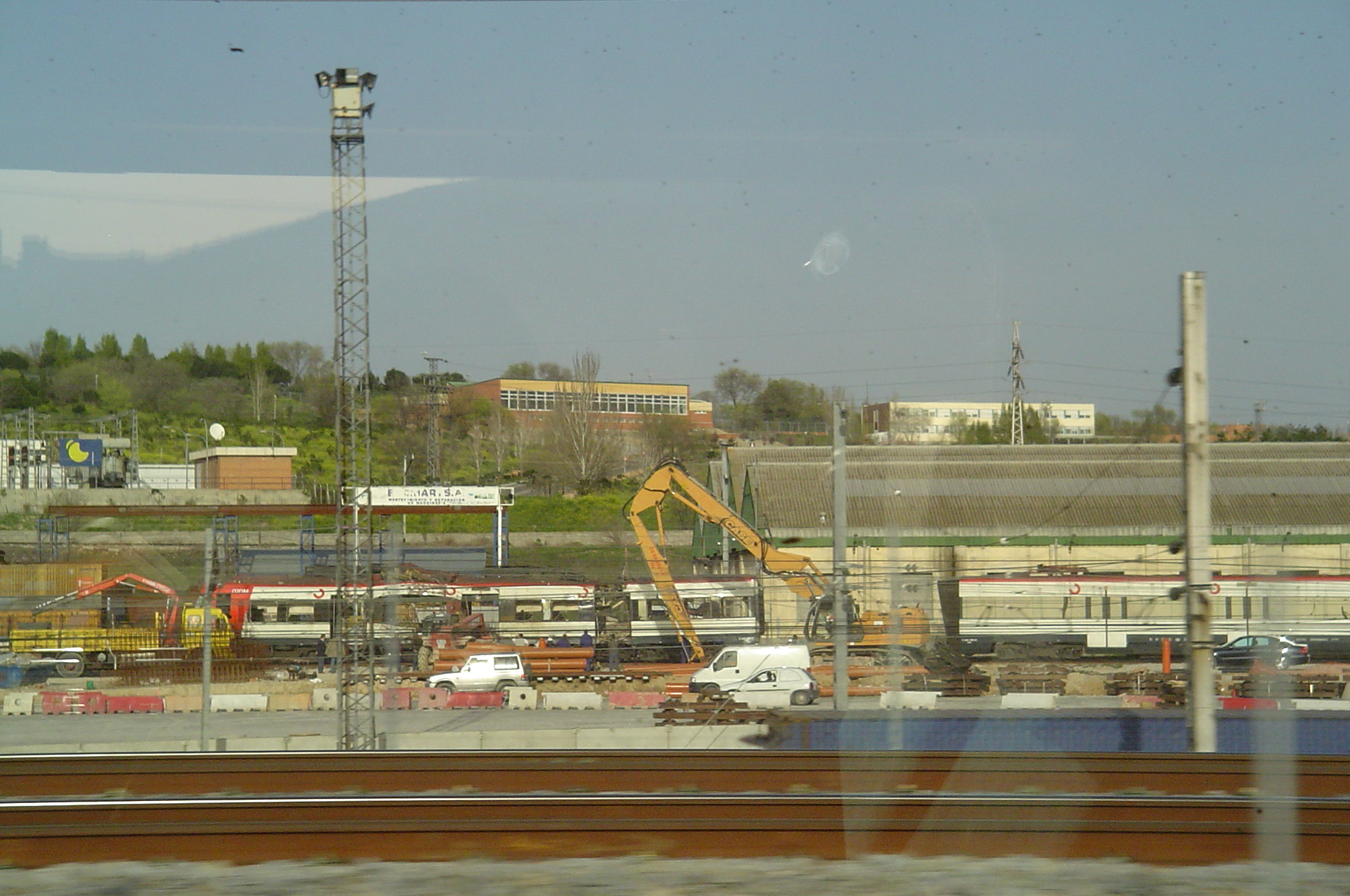
Restos de uno de los trenes siniestrados en los atentados del 11 de marzo de 2004

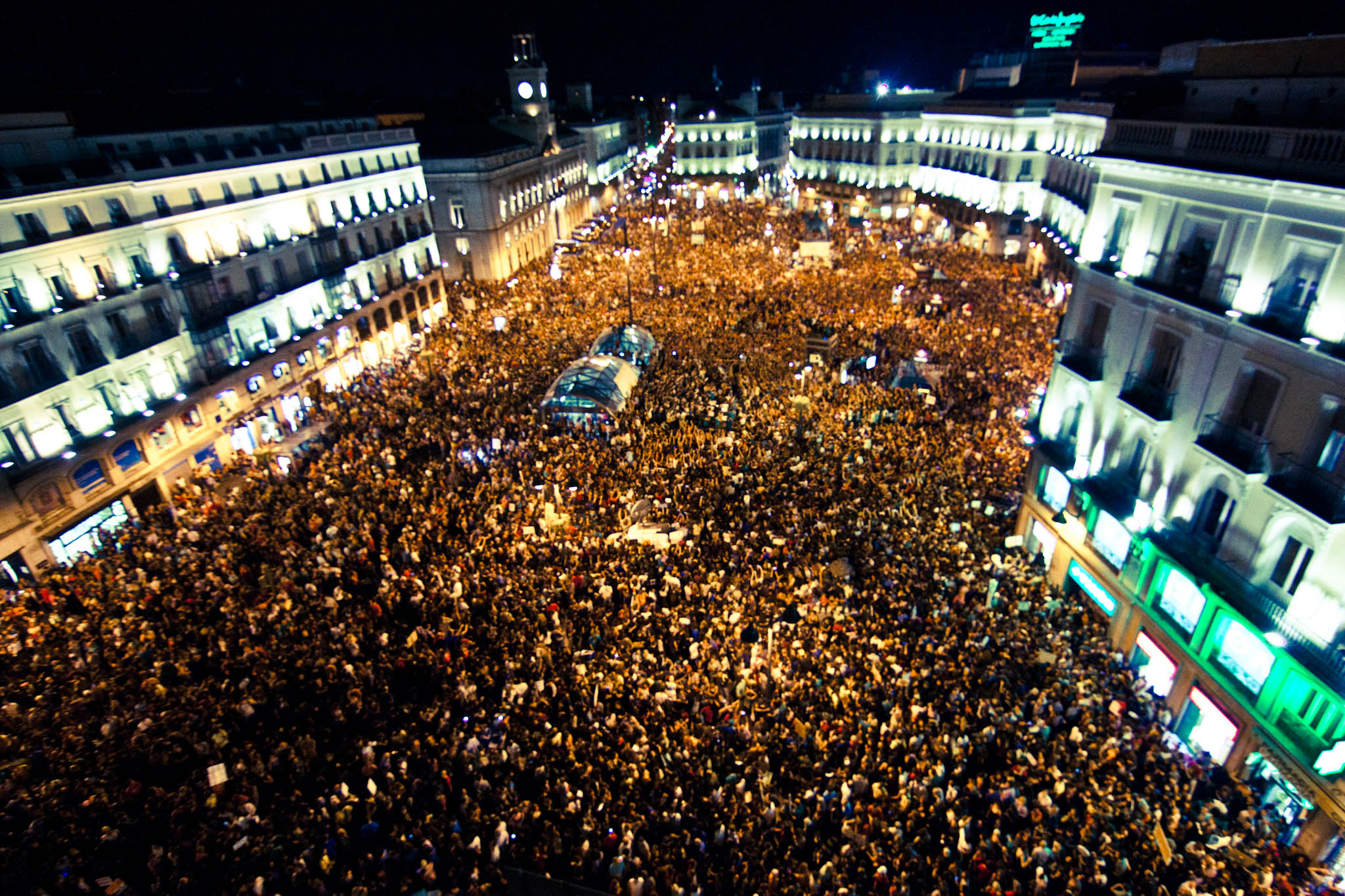
Manifestación en Madrid del 15 de octubre de 2011; durante la crisis económica —comenzada en 2008— hubo una alta contestación social, incluidas dos huelgas generales en 2012

El siglo XXI empezó con una brutal escalada terrorista de ETA en el año 2000 y con los efectos de los ataques terroristas del 11-S en Estados Unidos, que provocaron que España apoyara las intervenciones militares estadounidenses en Afganistán (2001) y en Irak (2003), a pesar de que esta última se realizó sin el apoyo de la ONU y el rechazo generalizado de la opinión pública española y mundial. En 2002 el euro entró en circulación en España y en otros once países que conformaron la eurozona, sustituyendo a la peseta y a las respectivas monedas nacionales. Este cambio monetario provocó la subida encubierta de los precios. Entre 1994 y 2007 se produjo una importante expansión de la economía española, basada fundamentalmente en el sector de la construcción. A finales del siglo XX y a lo largo del siglo XXI España, que tradicionalmente había sido un país de emigrantes, recibió una gran cantidad de inmigrantes de países iberoamericanos, así como de diferentes zonas de África, Asia y Europa. El fuerte crecimiento económico de tipo expansivo que presentó el país entre 1994 y 2007 requirió de una gran cantidad de mano de obra.
El jueves 11 de marzo de 2004 se produjeron en Madrid los atentados del 11M, el mayor atentado terrorista de la historia de España, que provocó la muerte de 192 personas y cerca de 1500 heridos. Se produjeron diez explosiones casi simultáneas en cuatro trenes en hora punta de la mañana en la red ferroviaria de cercanías de Madrid. Los ataques fueron reivindicados por el terrorismo yihadista. La consternación social ante los atentados y ante la discutida reacción del Gobierno causó una enorme movilización popular, en la que 11 millones de ciudadanos se manifestaron por las calles de casi todas las ciudades del país. Tres días después de los atentados se celebraron las elecciones generales de 2004. La agitación popular resultó definitiva en la resolución de las elecciones en las que el PSOE obtuvo la victoria. José Luis Rodríguez Zapatero se convirtió en el quinto presidente del Gobierno.
Con Zapatero como presidente del Gobierno se retiraron las tropas españolas que combatían en Irak. Ello ocasionó un considerable enfriamiento de las relaciones diplomáticas con Estados Unidos. Se firmó la Constitución Europea y se realizó el referéndum de la Constitución Europea, en el que los ciudadanos españoles aprobaron el tratado. Sin embargo, el rechazo en referéndum en Francia y Países Bajos hizo que fracasara. También se aprobó el matrimonio homosexual, convirtiéndose en el tercer país del mundo en hacerlo. El 30 de diciembre de 2006, ETA colocó una furgoneta bomba en la T4 del aeropuerto de Madrid-Barajas, matando a dos personas y poniendo fin a su segundo alto al fuego.

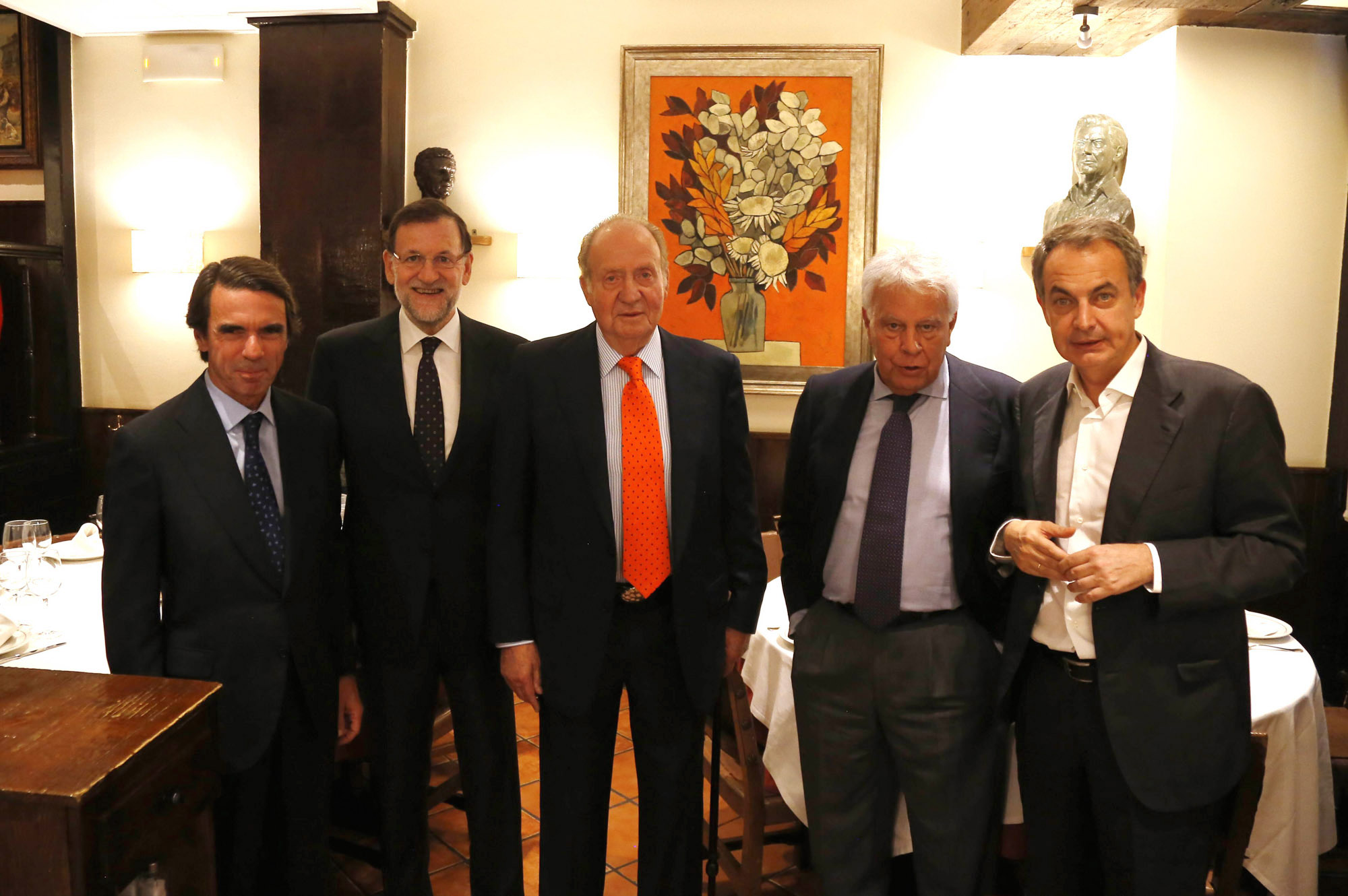
Fotografía del rey emérito, el presidente del Gobierno y los expresidentes vivos en el momento de la fotografía, julio de 2015; de izquierda a derecha: José María Aznar, Mariano Rajoy, Juan Carlos I, Felipe González y José Luis Rodríguez Zapatero

Las elecciones de 2008 dieron la victoria de nuevo al PSOE y Zapatero formó su segundo Gobierno; estas elecciones consolidaron y reforzaron el bipartidismo. Ese mismo año se celebró en Zaragoza la Expo 2008, cuyo eje temático fue el agua y el desarrollo sostenible. La Gran Recesión mundial y el pinchazo de la burbuja inmobiliaria provocaron una grave crisis económica en España, cuyo principal efecto fue la histórica escalada del desempleo sufrido hasta 2013. A partir de mayo de 2011 aparecieron movimientos sociales conocidos como «indignados» o 15-M que reclamaban una democracia más participativa y cambios políticos y económicos. En septiembre se reformó la constitución con el objeto de garantizar la estabilidad presupuestaria. El 20 de octubre de 2011, la organización terrorista ETA anunció el «cese definitivo de su actividad armada» e hizo efectiva su disolución el 3 de mayo de 2018. Las elecciones generales anticipadas en 2011 dieron mayoría absoluta al PP y Mariano Rajoy fue investido presidente del Gobierno. Rajoy tuvo que afrontar una situación económica y social particularmente difícil, tensiones territoriales en Cataluña y un creciente descrédito de la clase política, agudizados tras los fuertes recortes presupuestarios y la solicitud de un rescate bancario a la UE en 2012. En junio de 2014, el rey Juan Carlos I abdicó la Corona en favor de su hijo, Felipe VI, proclamado rey de España ante las Cortes Generales el 19 de junio del mismo año.
Las elecciones generales de 2015 vio la entrada de dos nuevos partidos: Podemos y Ciudadanos, conduciendo a un escenario de cuatro partidos que no consiguieron investir a un presidente del Gobierno. En 2016, se volvieron a celebrar elecciones generales con resultados parecidos. Rajoy fue investido y formó su segundo Gobierno, tras la abstención del PSOE. España volvió a ser víctima de un atentado yihadista donde murieron 16 personas en Barcelona y Cambrils en agosto de 2017. El 1 de octubre, se realizó un referéndum de independencia de Cataluña no reconocido por el Estado; el parlamento catalán proclamó la independencia (27 octubre) y el Gobierno aplicó el artículo 155 de la Constitución y convocó elecciones autonómicas; el presidente del gobierno de Cataluña Carles Puigdemont huyó del país.

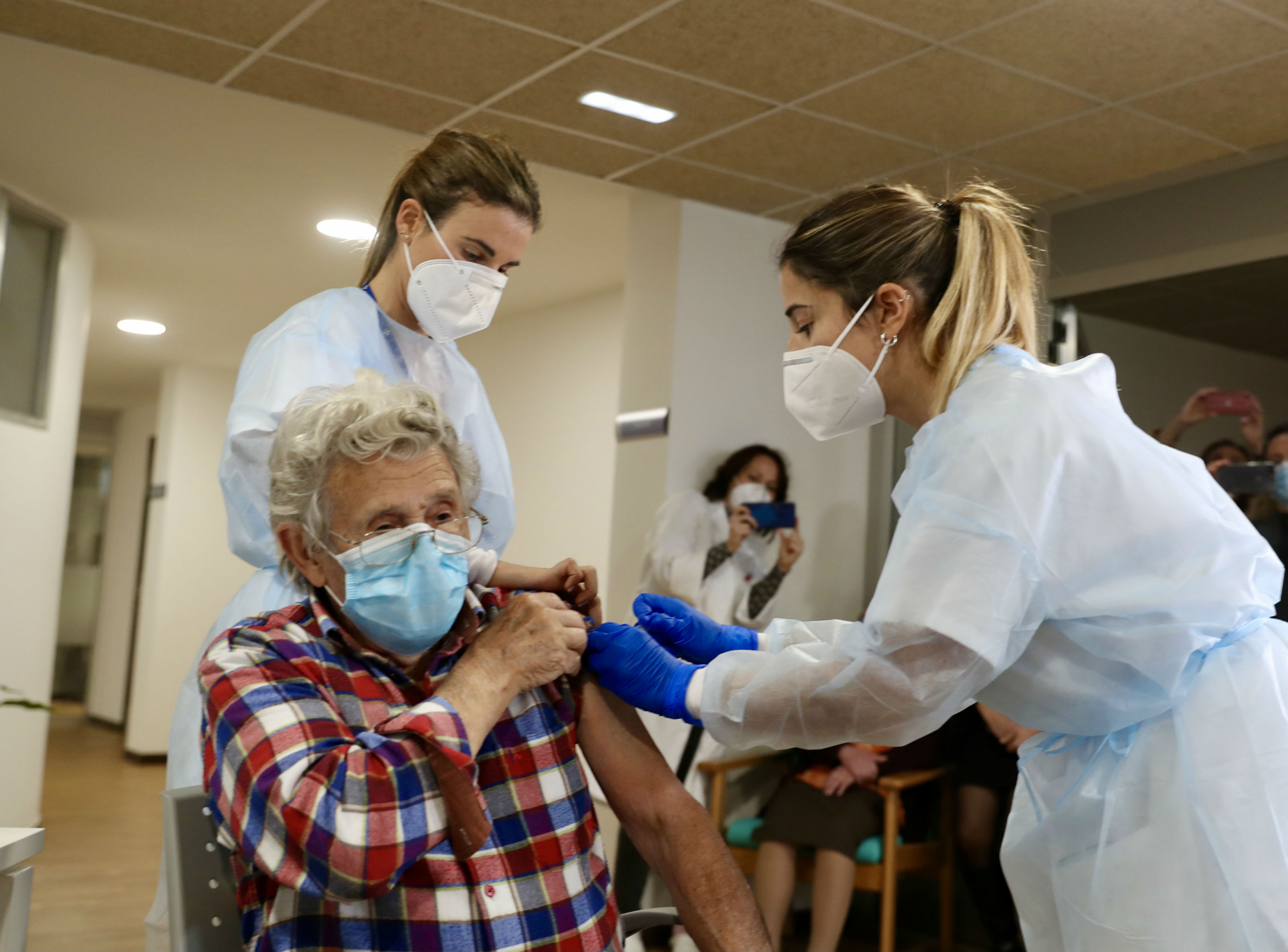
Personal sanitario vacunando contra la COVID-19 el 27 de diciembre de 2020. Ese día comenzó la vacunación en España y en toda la UE

El 2 de junio de 2018, Pedro Sánchez tomó posesión como presidente del Gobierno a consecuencia de la una moción de censura a Mariano Rajoy. A lo largo de 2019 se celebraron dos elecciones generales en el país. Durante esos meses de gobierno en funciones, cabe resaltar la exhumación de Franco del Valle de los Caídos y la sentencia del Tribunal Supremo a los miembros del procés, que derivó en una semana de fuertes protestas en Cataluña. En enero de 2020, Sánchez fue investido presidente y formó el primer gobierno de coalición desde la Segunda República con Unidas Podemos. En el mes de marzo, el país, junto al resto del planeta, sufrió la pandemia de COVID-19, acompañada de severas restricciones para frenar su propagación. En 2021, España se convirtió en el sexto país del mundo en aprobar la eutanasia como forma legal de finalizar la vida de un paciente.
El 29 de mayo de 2023, tras el fracaso del PSOE en las elecciones autonómicas y locales, Sánchez convocó elecciones generales para el 23 de julio del mismo año. El 16 de noviembre, tras la investidura fallida de Alberto Núñez Feijóo, Sánchez fue investido por tercera vez como presidente del gobierno al lograr el voto a favor de Sumar y de 5 partidos independentistas, siendo esta la primera vez en la Historia de España que no gobernó el partido más votado en las elecciones.

## Política y administración
España es un Estado social y democrático de derecho que tiene como forma política la monarquía parlamentaria. La soberanía nacional reside en el pueblo español, del que emanan los poderes del Estado.

La Constitución se fundamenta en la indisoluble unidad de la Nación española, patria común e indivisible de todos los españoles, y reconoce y garantiza el derecho a la autonomía de las nacionalidades y regiones que la integran y la solidaridad entre todas ellas.
Constitución española de 1978, artículo 2.

### División de poderes

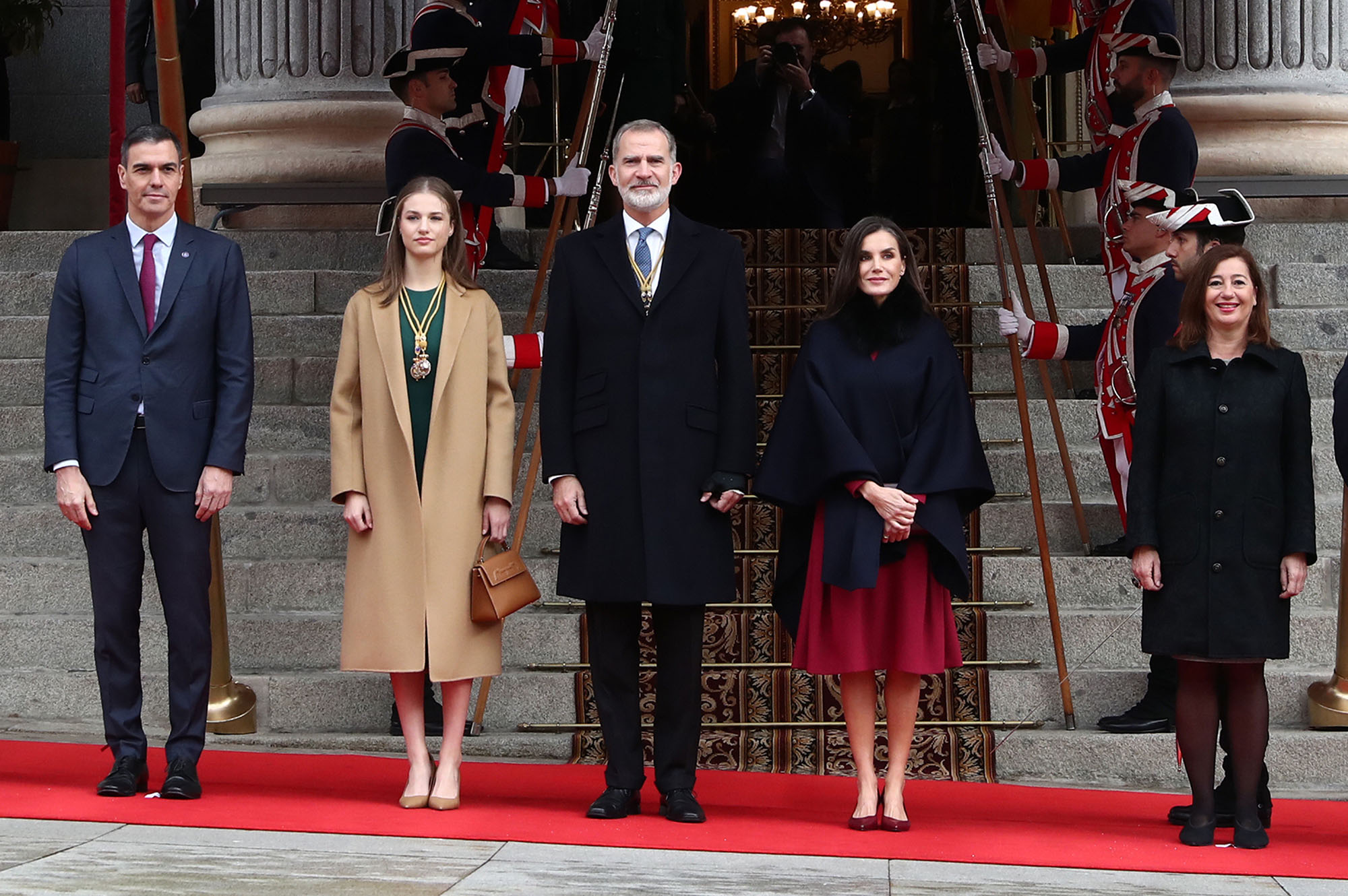
De izq. a dcha.: el presidente del Gobierno, Pedro Sánchez, la princesa de Asturias, Leonor de Borbón, el rey Felipe VI, la reina Letizia y la presidenta del Congreso de los Diputados, Francina Armengol. 2023

El jefe de Estado es el rey de España, quien arbitra y modera el funcionamiento regular de las instituciones y asume la más alta representación del Estado español en las relaciones internacionales, además de simbolizar la unidad y permanencia de la nación. En cualquier caso, no tiene iniciativa propia en sus actos políticos —salvo aquellos que competan a su Real Casa y Familia—, dado que no es responsable de ellos y siempre deben estar refrendados por la autoridad política competente.
El poder ejecutivo —la política interior y exterior y la administración civil y militar—, así como la potestad reglamentaria, son ejercidos por el Gobierno. El Consejo de Ministros es presidido por el presidente del Gobierno, que designa a sus ministros y tiene las funciones propias de un jefe de Gobierno en un sistema parlamentario. Es responsable ante las Cortes Generales. Al comienzo de cada legislatura, el rey realiza una ronda de consultas con los líderes de los grupos políticos y propone a un candidato a la Presidencia del Gobierno. El Congreso de los Diputados vota la investidura del presidente del Gobierno, que requiere de mayoría absoluta en primera votación o de mayoría simple en segunda votación. Las primeras décadas de la actual democracia española se caracterizaron por gobiernos «monocolor» —formados por un solo partido o coalición preelectoral—; sin embargo, desde 2020, cuando se constituyó el segundo gobierno de Pedro Sánchez, los gobiernos han sido de coalición entre dos fuerzas políticas del mismo espectro ideológico. Hasta entonces, siempre había resultado elegido presidente del Gobierno el líder del partido o coalición preelectoral que obtuviera un mayor número de votos y escaños, incluso aunque solo dispusieran del respaldo parlamentario de una mayoría relativa. El Congreso de los Diputados puede deponer al presidente del Gobierno mediante una moción de censura constructiva, en la que además se debe determinar quién le sustituye en su puesto.
El poder legislativo es ejercido por las Cortes Generales, el órgano supremo de representación del pueblo español. Las Cortes Generales son un parlamento bicameral compuesto por el Congreso de los Diputados —Cámara Baja— y el Senado —Cámara Alta—. Las elecciones generales se celebran cada cuatro años por sufragio universal, en el que tienen derecho al voto los españoles mayores de 18 años. El Congreso de los Diputados está formado por 350 miembros elegidos mediante escrutinio proporcional plurinominal con listas cerradas y bloqueadas. Los escaños se reparten entre las candidaturas mediante el sistema D'Hondt. La circunscripción electoral es la provincia. El Senado es la cámara de representación territorial y cuenta actualmente con 266 miembros elegidos mediante un sistema mixto, 208 de elección directa y 58 designados. Los senadores de elección directa son elegidos mediante escrutinio mayoritario plurinominal parcial con listas abiertas. Los senadores designados son elegidos por los órganos legislativos autonómicos, en momentos distintos a los de las elecciones generales, también por un período de cuatro años.
El poder judicial está formado por el conjunto de juzgados y tribunales, integrado por jueces y magistrados, que tienen la potestad de administrar justicia en nombre del rey. Los jueces son funcionarios de carrera cuya cúspide es el Tribunal Supremo, el órgano jurisdiccional superior en todos los órdenes excepto en materia de garantías constitucionales —competencia exclusiva del Tribunal Constitucional—. El órgano de gobierno del poder judicial es el Consejo General del Poder Judicial, que controla los nombramientos, ascensos, inspección y régimen disciplinario de los jueces y magistrados. Los miembros de esa institución, así como los del Tribunal Constitucional —que como órgano constitucional ajeno al poder judicial resuelve los recursos de inconstitucionalidad y los conflictos de competencia entre el Estado y las comunidades autónomas del país—, son elegidos por distintas instancias políticas. Esto último ha devenido en una vinculación implícita de cada uno ellos al partido político que los designa, en contradicción con su teórica independencia y el modelo jurídico kelseniano en que se basa, circunstancia explícitamente puesta de manifiesto por los medios de comunicación y el debate político e intelectual. Asimismo, también existe un tribunal especial, la Audiencia Nacional, que conoce de delitos especialmente graves.

Sedes de las principales instituciones que ejercen los distintos poderes del Estado
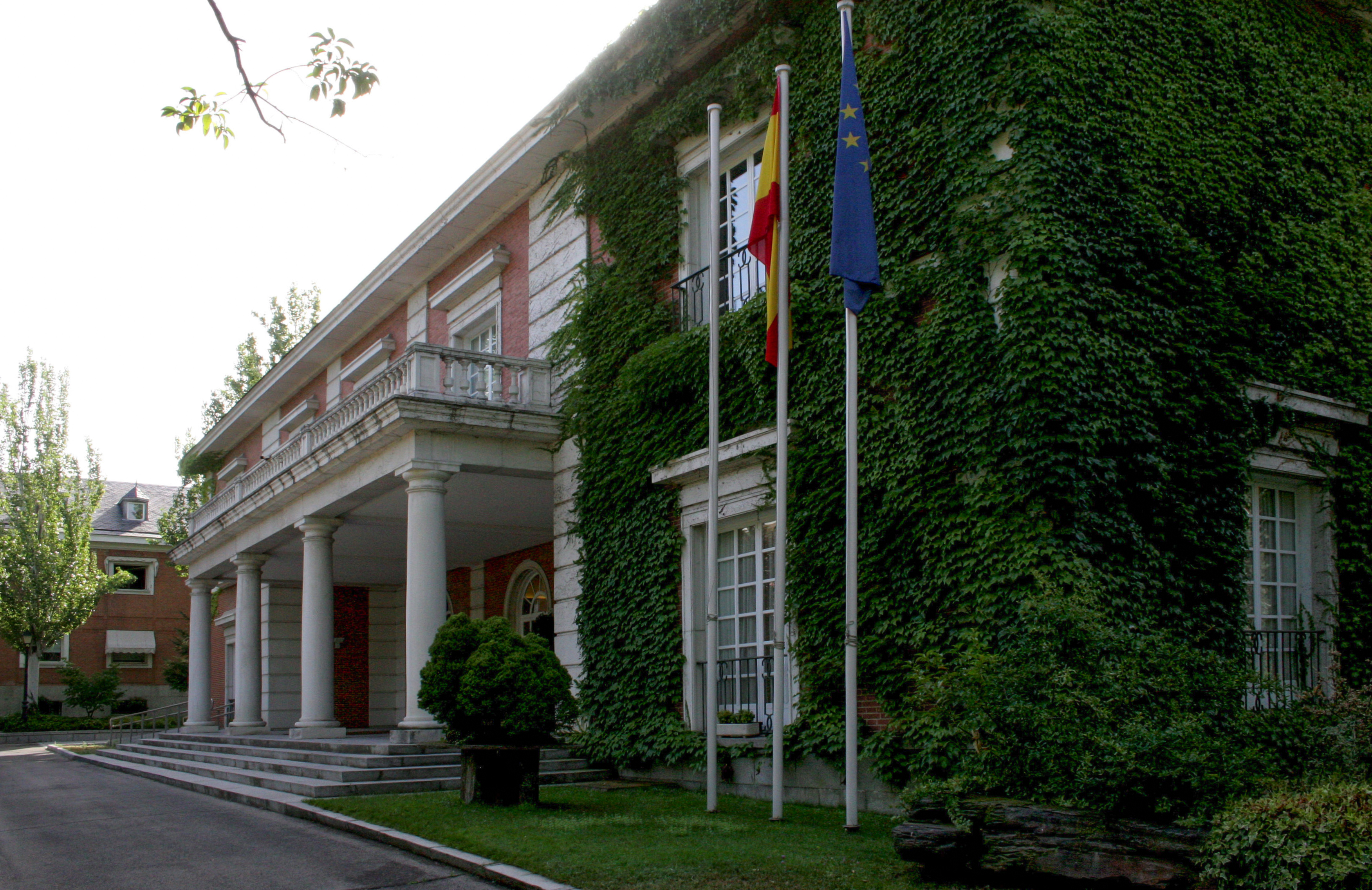
Palacio de la Moncloa, residencia oficial del Presidente del Gobierno.
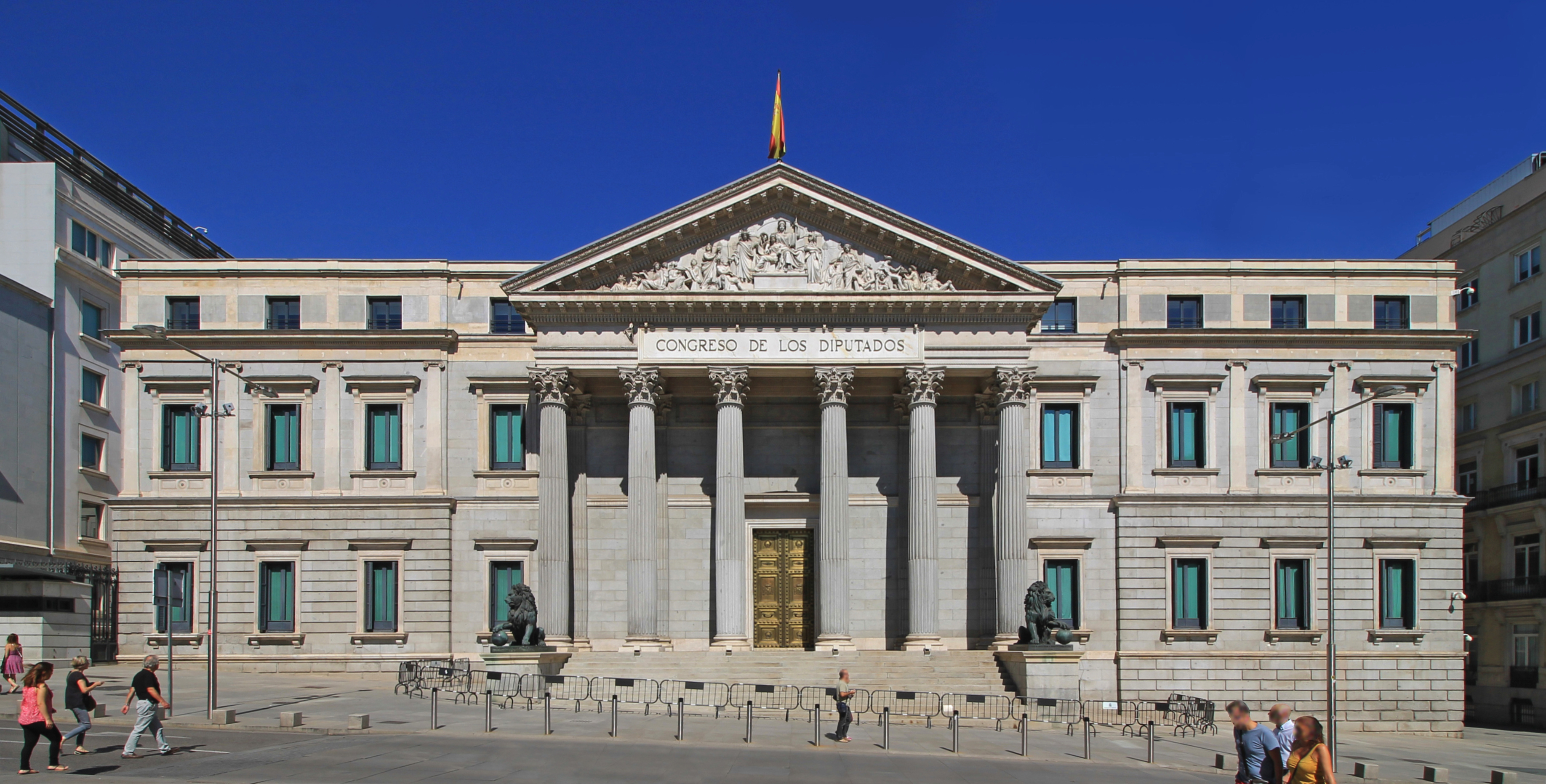
Palacio de las Cortes, sede del Congreso de los Diputados.
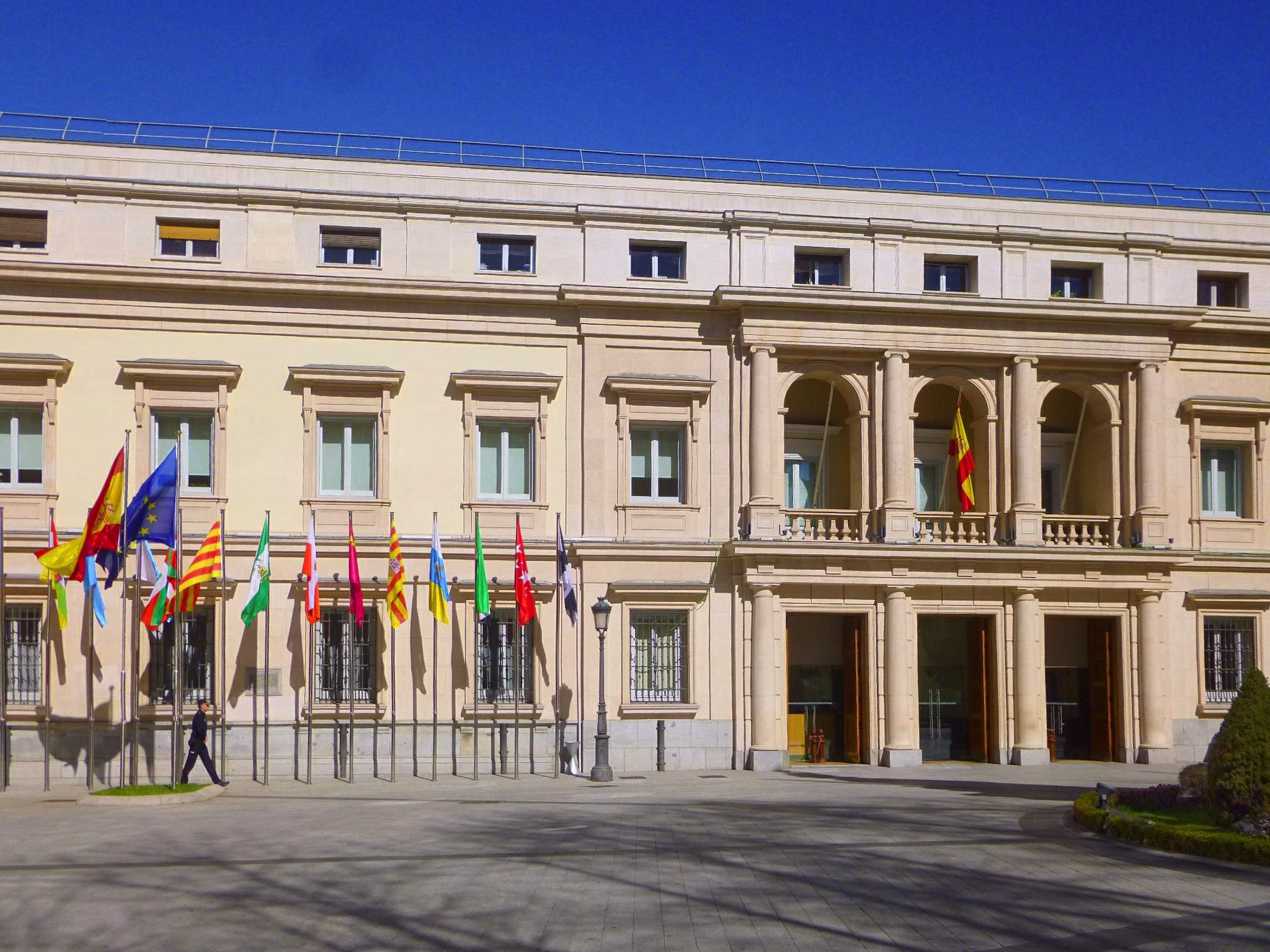
Palacio del Senado, sede de la Cámara Alta.
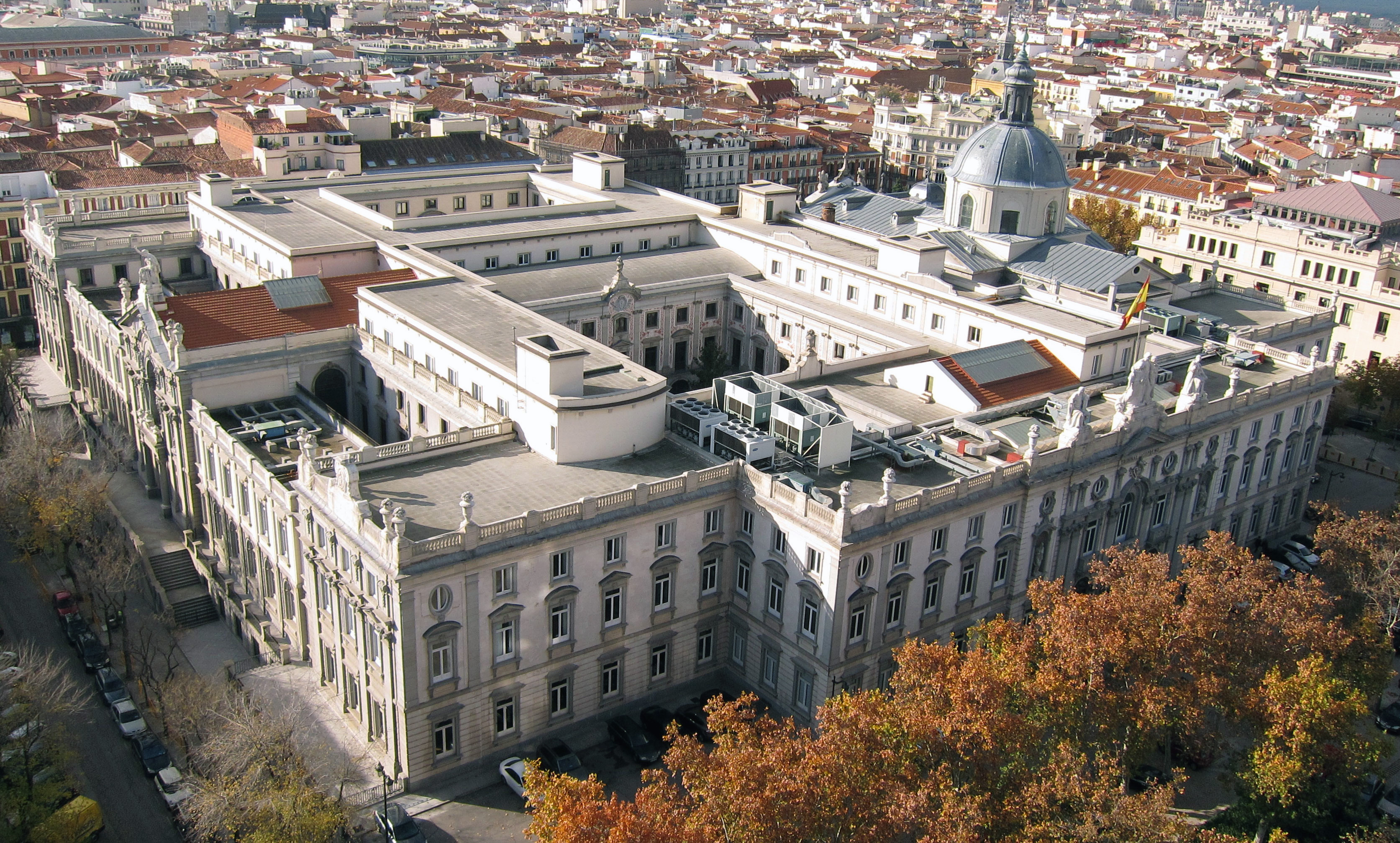
Convento de las Salesas Reales, sede del Tribunal Supremo.

### Relaciones exteriores

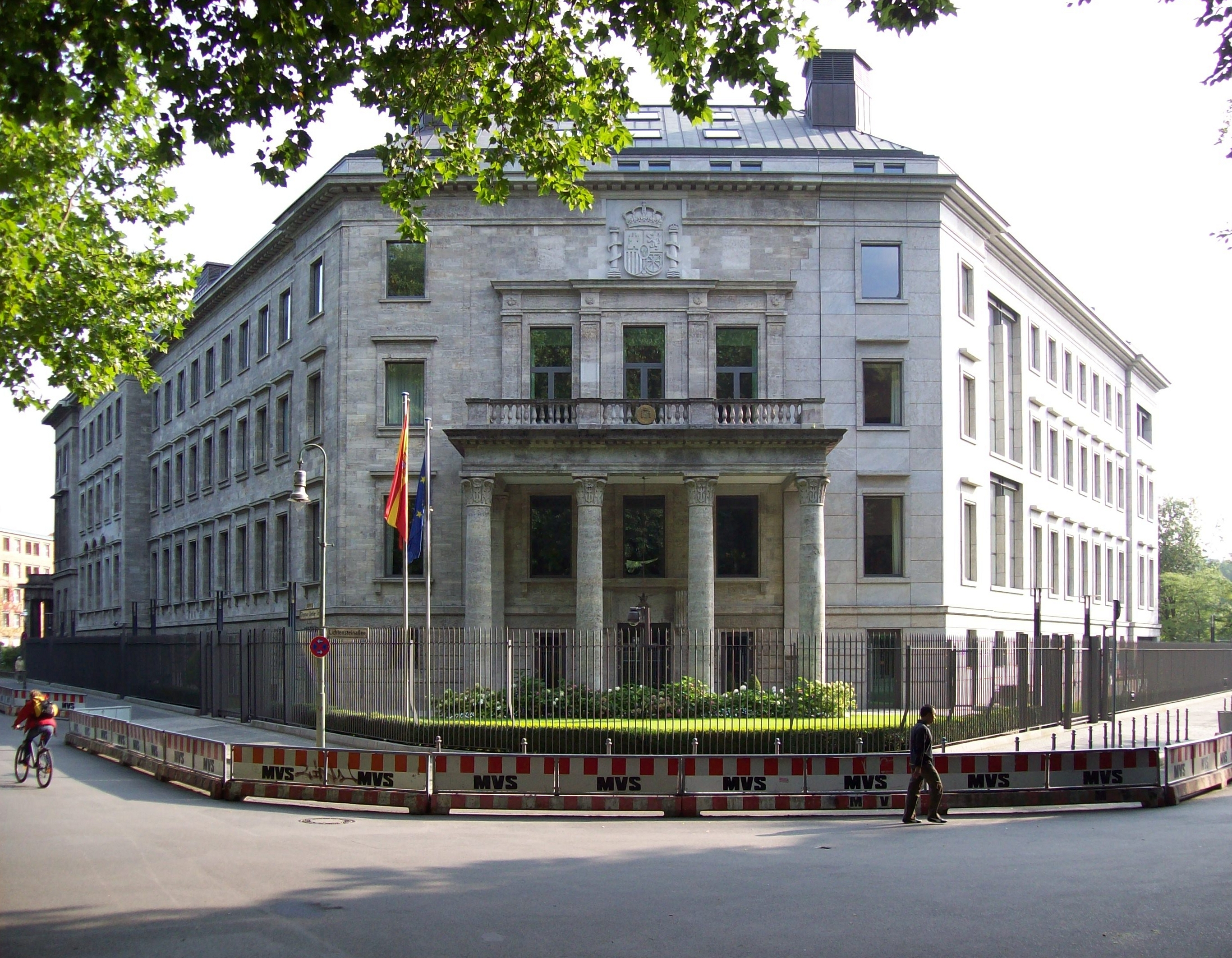
Embajada de España en Alemania, situada en la ciudad de Berlín

España cuenta con una red de 217 embajadas y consulados por todo el mundo, donde prestan servicio unos 7500 funcionarios y profesionales (2021). En el último medio siglo, especialmente tras la restauración de la democracia, el país ha enfatizado en la ampliación de sus relaciones con el resto del mundo, tras el periodo de relativo aislamiento durante la dictadura.
España es Estado de la Unión Europea desde el 1 de enero de 1986. Desde entonces, una parte importante de su política exterior se articula a través de las políticas comunitarias, la conocida Política Exterior y de Seguridad Común (PESC) y la Política Común de Seguridad y Defensa (PCSD), junto al resto de Estados comunitarios, hasta el punto de que el Gobierno de España considera al espacio territorial de la UE «su marco natural de desarrollo político y económico».
El otro pilar fundamental de la acción exterior española es Iberoamérica, región de proyección exterior preferente para el país por sus profundos vínculos históricos de carácter cultural y económico. En este sentido, España ha tratado de ampliar sus lazos con los países de la región, especialmente en materia de cooperación política o empresarial, constituyendo un puente entre Latinoamérica y Europa. Otro foco de actuación de su diplomacia ha sido históricamente el Magreb, con Marruecos y Argelia ocupando una posición preponderante en las prioridades de la política exterior española por su carácter estratégico.
El país forma parte de organizaciones internacionales de referencia como son la Organización de las Naciones Unidas (desde el 14 de diciembre de 1955), la Organización del Tratado del Atlántico Norte (desde el 30 de mayo de 1982) y la Organización para la Cooperación y el Desarrollo Económicos; continentales como la Organización para la Seguridad y la Cooperación en Europa; y organizaciones que estrechan lazos históricos y culturales del vínculo transatlántico como la Organización de Estados Iberoamericanos para la Educación, la Ciencia y la Cultura, la Unión Latina, la Comunidad Iberoamericana de Naciones y la ABINIA. El Gobierno español contribuye a la financiación de la ONU con un 2,14 % de su presupuesto anual para el periodo 2019-2021.

### Fuerzas armadas

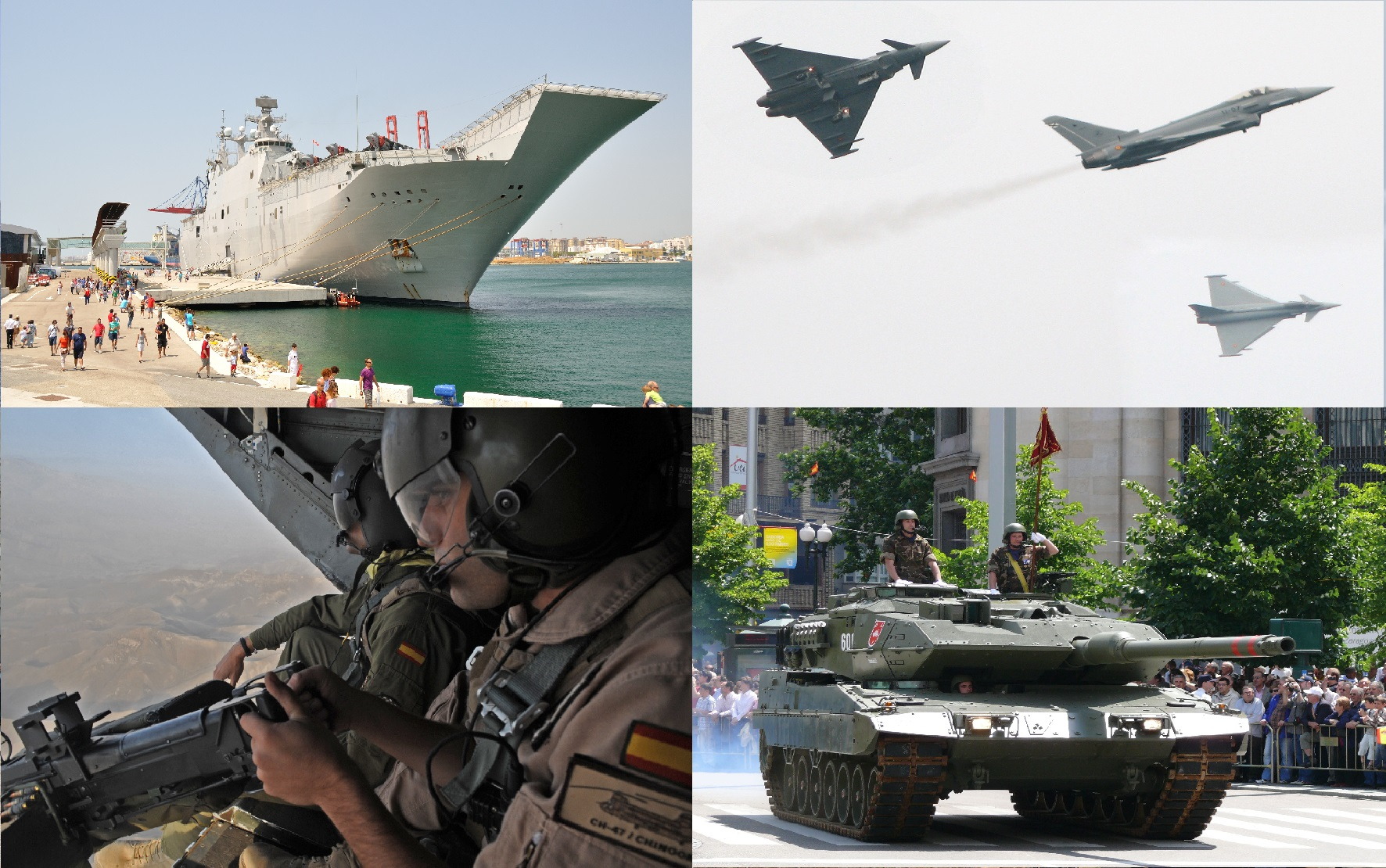
El buque Juan Carlos I (L-61), cazas Eurofighter, militares españoles en Afganistán y tanque Leopard 2E

Las Fuerzas Armadas, subordinadas al poder civil a través del Ministerio de Defensa, son las responsables de la defensa nacional, que según lo establecido en el artículo octavo de la Constitución, tienen por cometido «garantizar la soberanía e independencia de España, defender su integridad territorial y el ordenamiento constitucional». Estas se han dividido tradicionalmente en tres armas: el Ejército de Tierra, la Armada, y el Ejército del Aire y del Espacio. En la actualidad, a estas armas se suman la Guardia Real —un cuerpo protocolario segregado, al servicio del rey, que realiza labores fundamentalmente de seguridad— y la Unidad Militar de Emergencias —el cuerpo integrante de más reciente creación, que tiene por misión intervenir de forma rápida en cualquier lugar del territorio nacional en caso de catástrofe u otras necesidades públicas—, estando ambas formadas por personal de los tres ejércitos principales. España posee la sexta armada más poderosa, el cuerpo de Infantería de Marina más antiguo del mundo y las dos unidades militares permanentes más antiguas del mundo: el Regimiento de Infantería Inmemorial del Rey n.º 1 y el Regimiento de Infantería Ligera «Soria» n.º 9.
El Ejército español estaba constituido en su conjunto por 144 285 efectivos —en activo y reserva — a 31 de diciembre de 2022 según la Intervención General de la Administración del Estado; el tamaño del ejército se ha reducido en las últimas décadas, especialmente tras la suspensión del servicio militar obligatorio en 2001 y el proceso de profesionalización de las Fuerzas Armadas. El gasto militar de España fue de 20 306 millones de dólares en 2022, según el SIPRI, mientras que el presupuesto del Ministerio de Defensa para 2023 fue de 14 058 millones de euros. España vivió una contracción notable de su gasto militar nominal en el periodo 2010-2020, aunque respecto a la riqueza del país, los gastos de defensa han seguido una tendencia descendente desde 1985, dado que estos como porcentaje del PIB evolucionaron de un 2,9 % en 1985 a un 1,2 % en 2019, con un mínimo del 1,1 % en 2016, según el SIPRI. Por su parte The World Factbook, publicación de la CIA, sostiene que los gastos militares como porcentaje del PIB fueron apenas del 0,92 % de media en el periodo 2017-2019.

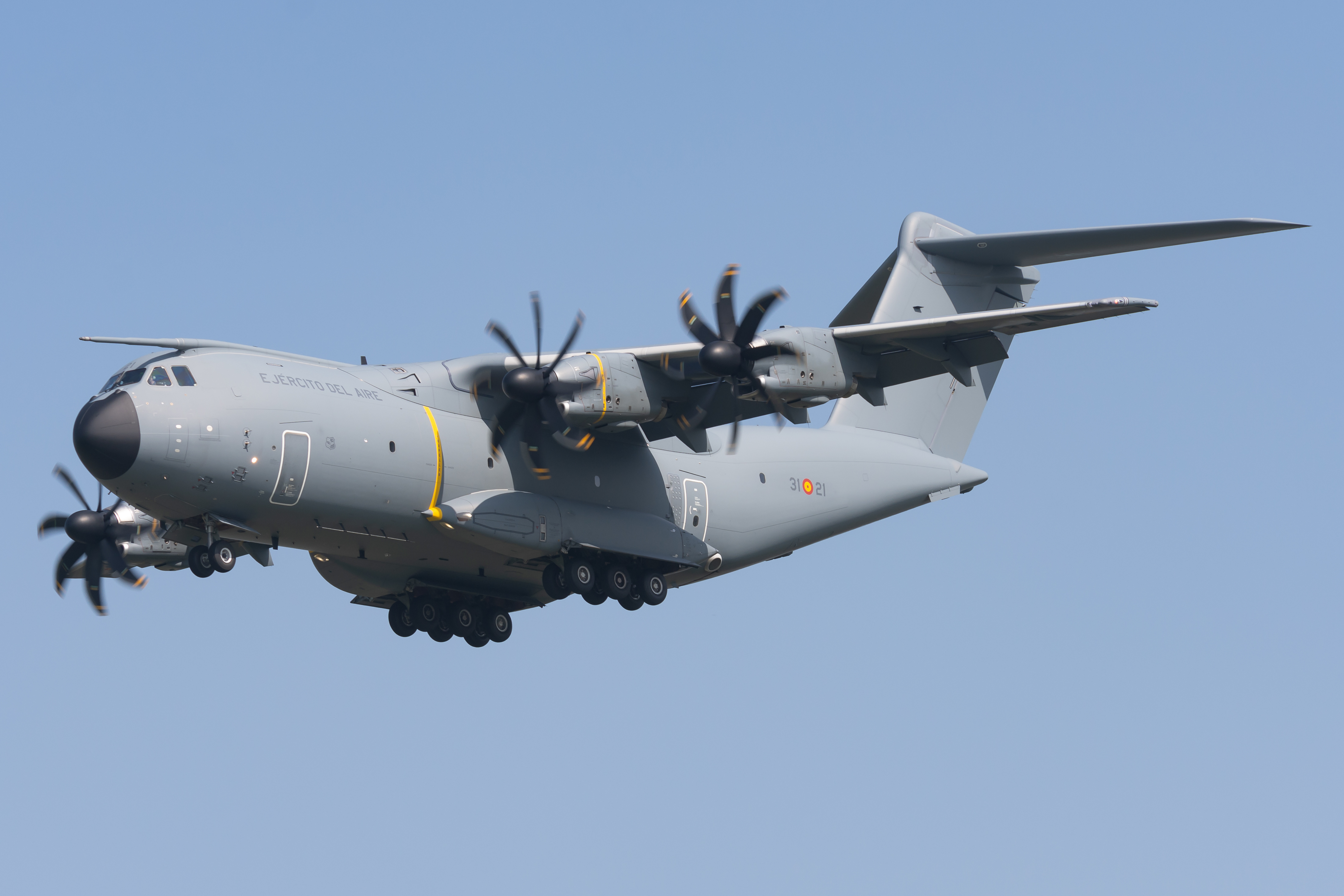
El Airbus A400M Atlas, entre cuyos principales operadores está España, tiene su línea de ensamblaje en Sevilla

España es una de las naciones más importantes de la Fuerza de la Unión Europea (EUFOR) y del Eurocuerpo. Asimismo, ocupa una posición destacada en la estructura de la Organización del Tratado del Atlántico Norte (OTAN), en la que ingresó en 1982. Las Fuerzas Armadas han intervenido en distintas operaciones militares internacionales bajo mandato de Naciones Unidas, la Unión Europea o la OTAN; a diciembre de 2020 las Fuerzas Armadas españolas participaban en 16 misiones internacionales con un despliegue de hasta 2900 efectivos entre soldados y guardias civiles. Por otro lado, España permite la presencia de fuerzas militares de Estados Unidos en su territorio desde los pactos de Madrid de 1953, guarnición de varios miles de efectivos presente en la Base Naval de Rota y en la Base Aérea de Morón.
España tiene una próspera industria militar y acceso a tecnología de vanguardia: sus proveedores son principalmente de ámbito nacional y europeo, aunque también estadounidenses. La industria militar española tiene capacidad para desarrollar y fabricar soluciones tecnológicas avanzadas a través de empresas con proyección global como Airbus —sector aeroespacial—, Navantia —empresa pública de construcción naval—, Santa Bárbara, ITP o Indra, compañías donde el Estado español tiene una notable influencia. En la década de 2010, este sector vivió un notable auge que convirtió a España en el séptimo mayor exportador de armamento del mundo en 2020, al haber triplicado el valor de sus exportaciones militares en la última década.

### Derechos humanos
En materia de derechos humanos, respecto a la pertenencia a los siete organismos de la Carta Internacional de Derechos Humanos, que incluyen al Comité de Derechos Humanos (HRC), España ha firmado o ratificado:
| España | Tratados internacionales | Tratados internacionales | Tratados internacionales | Tratados internacionales | Tratados internacionales | Tratados internacionales | Tratados internacionales | Tratados internacionales | Tratados internacionales | Tratados internacionales | Tratados internacionales | Tratados internacionales | Tratados internacionales | Tratados internacionales | Tratados internacionales | Tratados internacionales  | Tratados internacionales | Tratados internacionales |
| --- | ------------------------ | ------------------------ | ------------------------ | ------------------------ | ------------------------ | --- | ------------------------ | ------------------------ | ------------------------ | --- | ------------------------ | ------------------------ | ------------------------ | ------------------------ | ------------------------ | ------------------------- | ------------------------ | ------------------------ |
| España | CESCR                    | CESCR                    | CCPR                     | CCPR                     | CCPR                     | CERD | CED                      | CEDAW                    | CEDAW                    | CAT | CAT                      | CRC                      | CRC                      | CRC                      | CRC                      | MWC                       | CRPD                     | CRPD                     |
| España | CESCR                    | CESCR-OP                 | CCPR                     | CCPR-OP1                 | CCPR-OP2-DP              | CERD | CED                      | CEDAW                    | CEDAW-OP                 | CAT | CAT-OP                   | CRC                      | CRC-OP-AC                | CRC-OP-SC                | CRC-OP-CP                | MWC                       | CRPD                     | CRPD-OP                  |
| Pertenencia | Firmado y ratificado.    | Firmado y ratificado.    | Firmado y ratificado.    | Firmado y ratificado.    | Firmado y ratificado.    | España ha reconocido la competencia de recibir y procesar comunicaciones individuales por parte de los órganos competentes. | Firmado y ratificado.    | Firmado y ratificado.    | Firmado y ratificado.    | España ha reconocido la competencia de recibir y procesar comunicaciones individuales por parte de los órganos competentes. | Firmado y ratificado.    | Firmado y ratificado.    | Firmado y ratificado.    | Firmado y ratificado.    | Sin información.         | Ni firmado ni ratificado. | Firmado y ratificado.    | Firmado y ratificado.    |
| Firmado y ratificado, firmado, pero no ratificado, ni firmado ni ratificado, sin información, ha accedido a firmar y ratificar el órgano en cuestión, pero también reconoce la competencia de recibir y procesar comunicaciones individuales por parte de los órganos competentes. |                          |                          |                          |                          |                          | |                          |                          |                          | |                          |                          |                          |                          |                          |                           |                          |                          |

En la firma y ratificación de la Convención contra la Tortura y Otros Tratos o Penas Crueles, Inhumanos o Degradantes (CAT) y en la Convención Internacional sobre la Eliminación de todas las Formas de Discriminación Racial (CERD), España ha reconocido la competencia de recibir y procesar comunicaciones individuales por parte del Comité para la Eliminación de Discriminación Racial perteneciente a la Comisión de Derechos Humanos.

### Organización territorial
En España existen tres niveles administrativos: La Administración General del Estado —encabezada por el Gobierno de España—, la Administración autonómica —formada por los gobiernos y administraciones de las comunidades y ciudades autónomas—, y la Administración local —compuesta por las diputaciones provinciales, los municipios y las entidades de ámbito territorial inferior al municipio—. Desde 2003 se ha adoptado la Nomenclatura de las Unidades Territoriales Estadísticas, o unidades NUTS, de tres niveles, con fines meramente estadísticos basados en las normativas europeas y fijados por el Eurostat. Para los niveles NUTS-1 se han creado los grupos de comunidades autónomas. Las diecisiete comunidades autónomas se encuentran clasificadas en los niveles NUTS-2. Las cincuenta provincias españolas y las dos ciudades autónomas se encuentran clasificadas en los niveles NUTS-3.

#### Comunidades autónomas
España constituye un «Estado de las autonomías» o «Estado autonómico», un país unitario con gran descentralización, lo que ha llevado a que en ocasiones sea definida como una federación sui géneris descentralizada de comunidades autónomas, cada una de ellas con diferentes niveles de autogobierno.
España es una nación organizada territorialmente en diecisiete comunidades autónomas y dos ciudades autónomas. El Título VIII de la Constitución establece la organización territorial del Estado en municipios, provincias y comunidades autónomas, estas con competencias para gestionar sus propios intereses con un amplio nivel de autonomía, poderes legislativos, presupuestarios, administrativos y ejecutivos en las competencias exclusivas que el Estado les garantiza a través de la Constitución y de cada Estatuto de Autonomía. Aunque Navarra no se constituyó propiamente en comunidad autónoma, siendo de iure una comunidad foral, y no habiendo desarrollado un Estatuto de Autonomía, sino articulando un amejoramiento de sus fueros tradicionales, es considerada comunidad autónoma a todos los efectos, según la interpretación del Tribunal Constitucional. En cada comunidad, el Gobierno de la Nación cuenta con una Delegación del Gobierno.
Hoy en día, España está considerada como uno de los países europeos más descentralizados, ya que todos sus diferentes territorios administran de forma local sus sistemas sanitarios y educativos, así como algunos aspectos del presupuesto público; algunos de ellos, como el País Vasco y Navarra, además administran su financiación pública sin casi contar (a excepción del cupo) con la supervisión del gobierno central español. En el caso de Cataluña, Canarias, Navarra y el País Vasco, están equipados con sus propios cuerpos policiales, totalmente operativos y completamente autónomos que reemplazan las funciones de la Policía Nacional en estos territorios, salvo en Navarra y Canarias, todavía en proceso de traspaso.

#### Provincias
Cada comunidad autónoma está formada por una o varias provincias. España tiene un total de 50 provincias, de las cuales 44 están gobernadas por su diputación provincial, encabezada por su presidente de la diputación. La elección de los diputados se hace por elección indirecta, no se vota por ellos, sino que se les asigna a los partidos que más concejales hayan sacado en las elecciones municipales, por lo que se favorece a los grandes partidos, que se presentan a la mayoría de ayuntamientos. En las comunidades autónomas uniprovinciales los gobiernos autonómicos suplen esta función. En cada provincia, el Gobierno de la Nación cuenta con una Subdelegación del Gobierno.

#### Municipios
Existen en España un total de 8132 municipios. Cada municipio está gobernado por su ayuntamiento, encabezado por su alcalde. España es el tercer miembro de la Unión Europea con mayor número de municipios. El 84 % de los municipios tiene menos de 5000 habitantes.

#### Entidades de ámbito territorial inferior al municipio
Como entidad de ámbito territorial inferior al municipio existen las entidades locales menores en Aragón, Castilla-La Mancha, Castilla y León, Galicia y Comunidad Valenciana, las entidades locales autónomas en Andalucía, las entidades municipales descentralizadas en Cataluña, las juntas vecinales en Cantabria y las parroquias rurales en el Principado de Asturias.

#### Reclamaciones territoriales y territorios en disputa

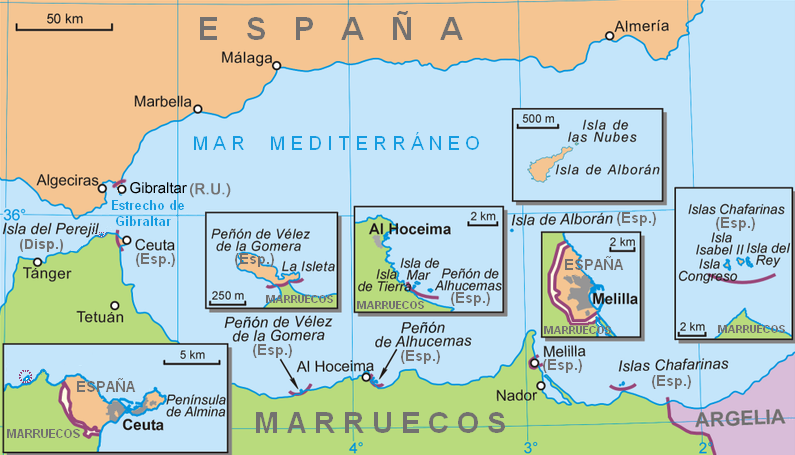
Territorios españoles en el norte de África, llamados «plazas de soberanía»

España reclama históricamente la retrocesión de la colonia, actualmente con estatus de territorio británico de ultramar, de Gibraltar, si bien se ha mostrado últimamente favorable a fórmulas de soberanía compartida. La reclamación comenzó desde el momento en que tropas angloholandesas tomaron la plaza en nombre del archiduque Carlos durante la guerra de sucesión española (1704), pasando posteriormente a manos británicas mediante el Tratado de Utrecht (1713). La reivindicación, que incluyó operaciones militares, fue particularmente intensa durante el siglo XVIII, languideció durante el XIX y la primera mitad del XX y fue llevada por el gobierno franquista a la Organización de las Naciones Unidas durante la década de 1960. Allí, encuadrada en los procesos descolonizadores, España obtuvo el respaldo a su postura al reconocer las resoluciones al efecto (2231 y 2353) que el proceso descolonizador debía respetar el derecho a la integridad territorial de España y que los intereses, y no los deseos de los gibraltareños, debían ser respetados. España no reconoce, sin embargo, la soberanía británica sobre el istmo que une el continente con el peñón.
Por otra parte, Portugal no reconoce la soberanía española sobre la comarca pacense de Olivenza, que incluye los municipios de Olivenza y Táliga (si bien no reclama activamente su soberanía), cedida por Portugal a España mediante el Tratado de Badajoz (1801). Las resoluciones del Congreso de Viena son interpretadas de forma divergente por ambos países. Mientras que Portugal estima que aquellas obligaban a España a devolver Olivenza, España opina que se trata de una simple declaración de buenos deseos, sin capacidad resolutiva, razón por la que Olivenza siguió unida a España. Finalmente, aunque España reconoce la soberanía portuguesa sobre las islas Salvajes (un diminuto archipiélago deshabitado en el Atlántico, a 160 kilómetros al norte de Canarias y a 280 al sur de Madeira), se opone a la pretensión de Portugal de establecer una zona económica exclusiva (ZEE) de 200 millas en torno al territorio, reconociendo solo 12 millas de mar territorial.
También la soberanía sobre la deshabitada isla de Perejil se encuentra disputada con Marruecos, lo que llevó incluso a un incidente armado en 2002, aunque por acuerdo entre ambos países no se encuentra asentada allí ninguna fuerza militar o policial, sin que ninguna de las partes haya renunciado a sus pretensiones de soberanía. Por otra parte, Marruecos reclama informalmente la cesión de las ciudades autónomas de Ceuta y Melilla, así como las denominadas plazas de soberanía en el continente africano. Algunos movimientos irredentistas en Marruecos, como el Partido Istiqlal, reclaman la inclusión de las islas Canarias en el denominado «Gran Marruecos».

#### El caso del Sahara Occidental

Límites territoriales del Sáhara Occidental. Para la ONU es un territorio no autónomo que es de iure de soberanía española, a pesar de la renuncia española materializada en el Acuerdo Tripartito de Madrid

En 1975, mediante el Acuerdo Tripartito de Madrid, el Estado español renunció formalmente a la administración del Sahara Occidental, territorio no autónomo según el Comité Especial de Descolonización de la Organización de las Naciones Unidas, pasando esta a ser temporalmente marroquí y mauritana. La propia ONU, en su documento S/2002/161, establece:

El 14 de noviembre de 1975 España, Marruecos y Mauritania emitieron en Madrid una declaración de principios sobre el Sáhara Occidental (el «Acuerdo de Madrid»), con arreglo al cual las facultades y responsabilidades de España, como Potencia administradora del Territorio, se transfirieron a una administración temporal tripartita. El Acuerdo de Madrid no transfirió la soberanía sobre el Territorio ni confirió a ninguno de los signatarios la condición de Potencia administradora, condición que España, por sí sola, no podía haber transferido unilateralmente. La transferencia de la autoridad administrativa sobre el Territorio a Marruecos y Mauritania en 1975 no afectó la condición internacional del Sáhara Occidental como Territorio no autónomo.

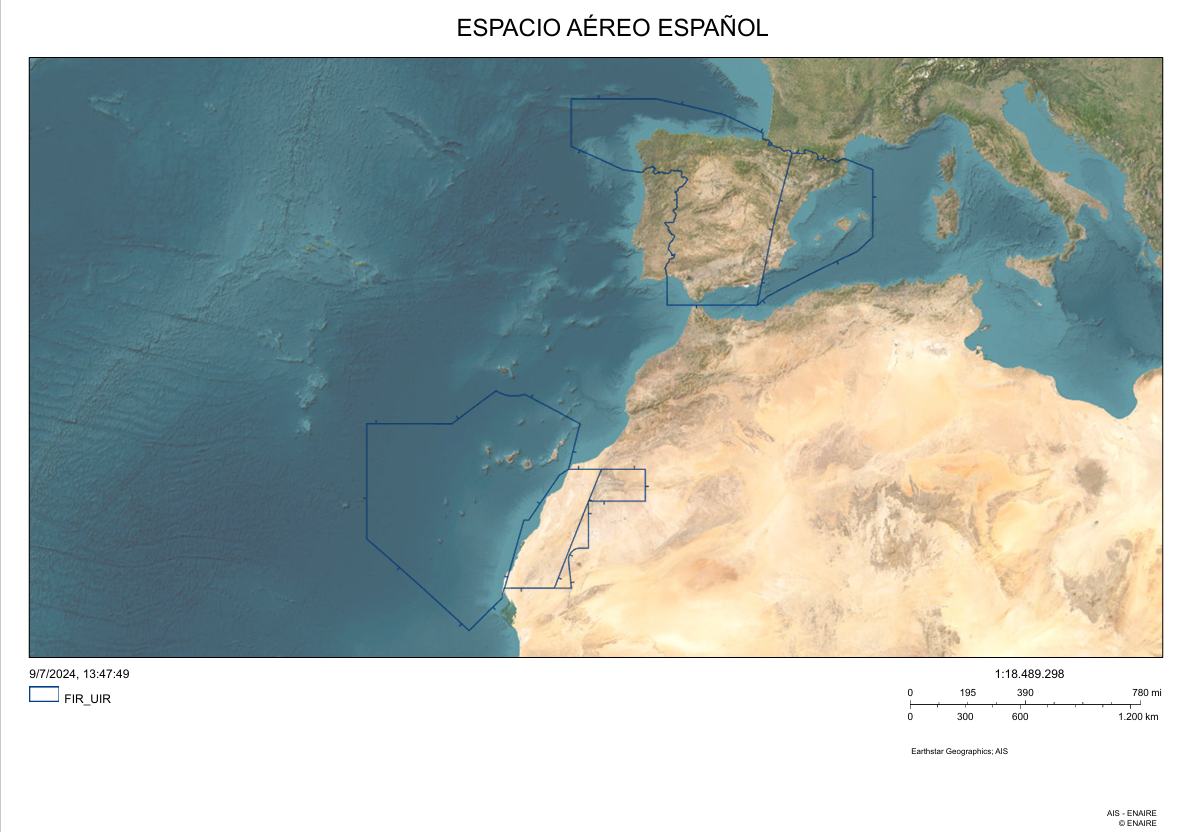
Mapa que muestra el espacio aéreo controlado por España, en el que se incluye el territorio del Sahara Occidental

Por tanto, España seguiría siendo la potencia administradora del Sahara Occidental, y el territorio seguiría siendo de iure de soberanía española. Incluso en 2014, la propia Fiscalía de la Audiencia Nacional española, en la investigación de dos causas en las que se investigan posibles crímenes de genocidio y lesa humanidad que habrían cometido altas autoridades marroquíes contra la población del territorio, estableció que «por la legalidad internacional, ese territorio no puede ser considerado marroquí» y, en consecuencia, «España de iure, aunque no de facto, sigue siendo la potencia administradora», criterio que asumió la Sala de lo Penal de la Audiencia Nacional.
No obstante lo anterior, lo cierto es que en la actualidad España mantiene de facto algunas competencias administrativas sobre el territorio, en el campo del espacio aéreo y de las áreas de salvamento y rescate marino. Así pues, el espacio aéreo del Sahara Occidental se encuentra dentro del espacio aéreo de España, que tiene que otorgar los permisios de vuelo sobre el territorio. En el mismo sentido, la región SAR de las Islas Canarias incluye toda la costa sahariana.

## Geografía
| Fronteras                              | Fronteras | Fronteras | Fronteras |
| -------------------------------------- | --------- | --------- | --------- |
|                                        |           |           |           |
| País                                   | Total     |           |           |
| Portugal                               | 1232 km   |           |           |
| Francia                                | 623 km    |           |           |
| Andorra                                | 63,7 km   |           |           |
| Marruecos Melilla 9,6 km, Ceuta 6,3 km | 15,9 km   |           |           |
| Gibraltar                              | 1,2 km    |           |           |
| Terrestre                              | 1917,8 km |           |           |

Situada en Europa Occidental y en el norte de África, ocupa la mayor parte de la península ibérica y, fuera de ella, dos archipiélagos principales (el de las islas Canarias en el océano Atlántico y el de las islas Baleares en el mar Mediterráneo), dos ciudades, Ceuta y Melilla, en el norte de África, la isla de Alborán y una serie de islas e islotes se encuentran frente a las costas peninsulares, como las islas Columbretes. Además, consta de territorios menores no continentales como las islas Chafarinas, el peñón de Vélez de la Gomera y el peñón de Alhucemas, todos frente a la costa africana.
En extensión territorial es el cuarto país de Europa, por detrás de Rusia, Ucrania y Francia, y el segundo de la Unión Europea.
Los límites físicos de España son los siguientes: al oeste, Portugal y el océano Atlántico; el mar Mediterráneo al este; el estrecho de Gibraltar, océano Atlántico y mar Mediterráneo al sur; y los Pirineos, junto con el golfo de Vizcaya en el mar Cantábrico al norte.

### Clima
| Mediterráneo continental Mediterráneo litoral Mediterráneo semiárido Oceánico continental Oceánico litoral De montaña Subtropical |

Mapa de las distintas regiones climáticas en España

España tiene un clima muy diverso a lo largo de todo su territorio. Predomina el carácter mediterráneo en casi toda su geografía. Las costas del sur y mediterráneas tienen un clima denominado mediterráneo de costa que también posee el valle del Guadalquivir: temperaturas suaves, precipitaciones abundantes casi todo el año excepto en verano.
A medida que se adentra en el interior, el clima es más extremo debido a que se trata del clima mediterráneo continental, el cual abarca casi toda la península ibérica, temperaturas bajas en invierno, altas en verano y precipitaciones irregulares (dependiendo de la posición geográfica). Por lo general, las comunidades occidentales reciben más precipitaciones que las orientales. Así pues, Galicia y el Cantábrico poseen un clima oceánico, caracterizado por la abundancia de precipitaciones durante todo el año especialmente en invierno, y unas temperaturas frescas.
El clima de montaña se puede observar en altitudes altas, Cordillera Cantábrica, Montes de León, Pirineos, altos puntos de la Cordillera Ibérica, Sistema Central y Cordilleras Béticas, así como en altitudes altas en Canarias, donde se dan temperaturas bajas (inviernos fríos o muy fríos) y precipitaciones generalmente abundantes.
Los climas áridos o semiáridos (menos de 300 mm anuales) los encontramos en ciertos puntos peninsulares del este: Almería (famoso el desierto de Tabernas) o el parque natural del Cabo de Gata-Níjar (donde se registran menos de 200 mm anuales), Granada (Guadix), Murcia, Alicante y valle del Ebro donde el efecto Foehn es el principal causante de tan bajas precipitaciones.
El carácter subtropical es característico de las islas Canarias, con unas temperaturas cálidas durante todo el año y pocas precipitaciones (más abundantes en las islas occidentales). Sin embargo, este clima también se da en las costas sureñas de la península (Málaga, Granada, Almería), donde tienen temperaturas relativamente suaves durante todo el año, aunque las precipitaciones son algo más abundantes que en Canarias.

### Medio ambiente
España es un país con vastas superficies geográficas con algún tipo de protección medioambiental. En 2019, más del 40 % de su superficie terrestre y marítima estaba protegida —27 % superficie terrestre y 13 % marítima—. Los espacios protegidos españoles incluyen 16 parques nacionales, 152 parques naturales, 291 reservas —las Reservas de la Biosfera ocupan por sí solas el 12 % del territorio nacional— y unas 800 áreas protegidas en diversos grados.
Desde el año 1996, las emisiones de dióxido de carbono (CO2) se incrementaron notablemente hasta 2007, incumpliendo de largo con los objetivos del Protocolo de Kioto sobre el cambio climático sobre emisiones generadoras de efecto invernadero y contribuyentes del cambio climático. Sin embargo, la década de 2010 supuso para España una fuerte reducción de sus emisiones de CO2 —especialmente intensa entre 2008 y 2013, coincidiendo con la crisis económica que azotó el país—, hasta el punto de que en 2020 las emisiones de España fueron menores que en 1990, cumpliendo así con sus compromisos establecidos en el Protocolo de Kioto.
España es un país especialmente afectado por el fenómeno de la sequía: durante el período 1880-2000 más de la mitad de los años se han calificado como de secos o muy secos. En la década de 1980, siete años se han considerado secos o muy secos y cinco en los años 1990. El cambio climático preludia para España gravísimos problemas medioambientales, agravando los rasgos climáticos más extremos. Según Al Gore, España es el país europeo más vulnerable al cambio climático. Por otro lado, el secretario general de la ONU, Ban Ki-moon pidió a España un «liderazgo todavía más activo» en la lucha contra el cambio climático.
Según la OMS, más del 23 % de las muertes en el mundo, pueden estar causadas por la contaminación atmosférica. Según la Agencia Europea de Medio Ambiente, en los países europeos podrían ser 800 000 las muertes prematuras al año, por diversos contaminantes en el aire. El CSIC, confirma la relación entre polución del aire y el riesgo de muerte. En España, si bien, los diferentes estudios sobre causas de muerte por contaminación, exponen cifras de 2700 y hasta 30 000 muertes cada año, una cantidad cercana a 10 000 muertes prematuras al año, podría ser una cifra equilibrada. El Parlamento español declaró el «estado de emergencia climática» en 2019 y aprobó la Ley de cambio climático y transición energética en 2021.

### Sistemas montañosos

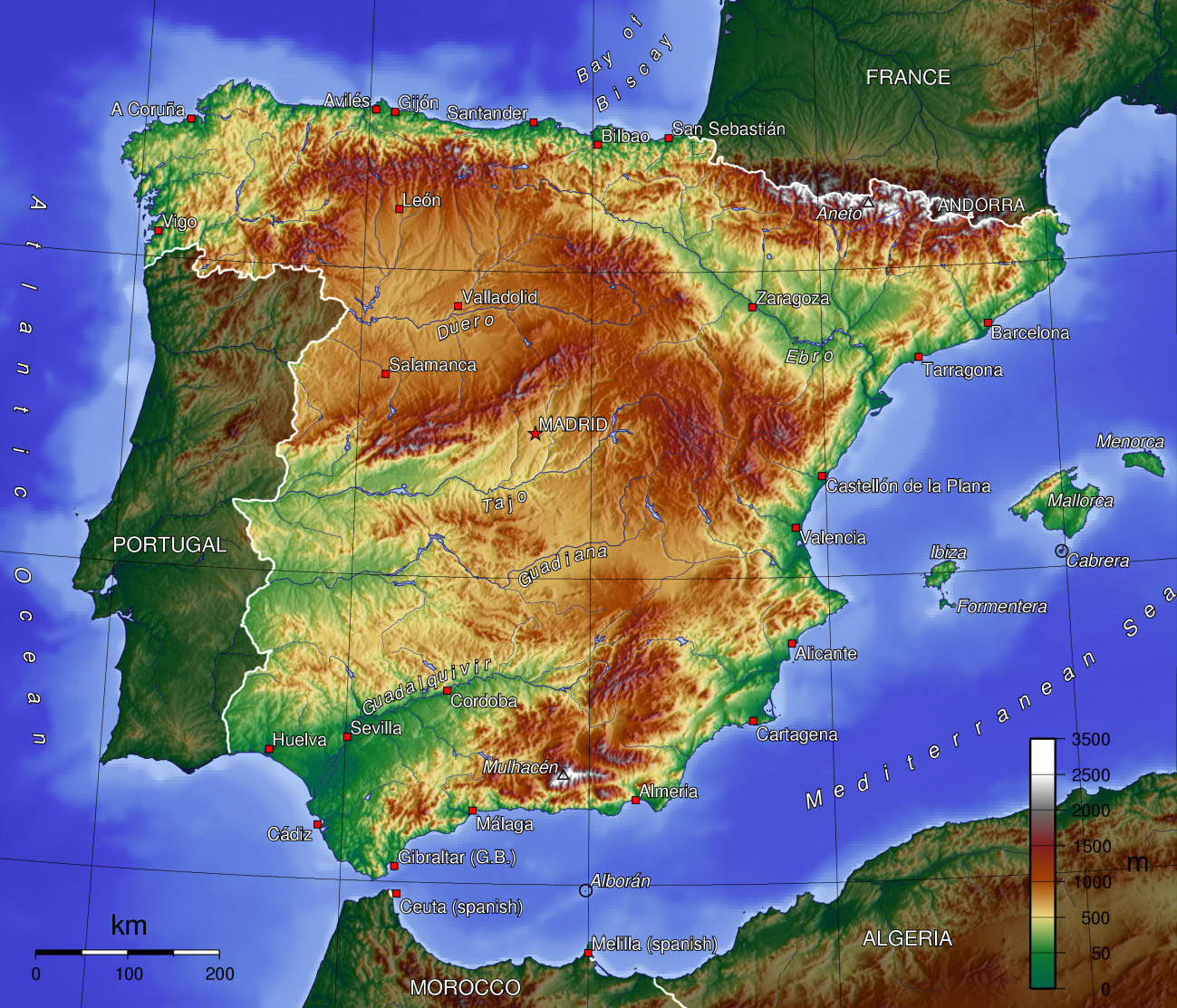
Relieve de la España peninsular y Baleares

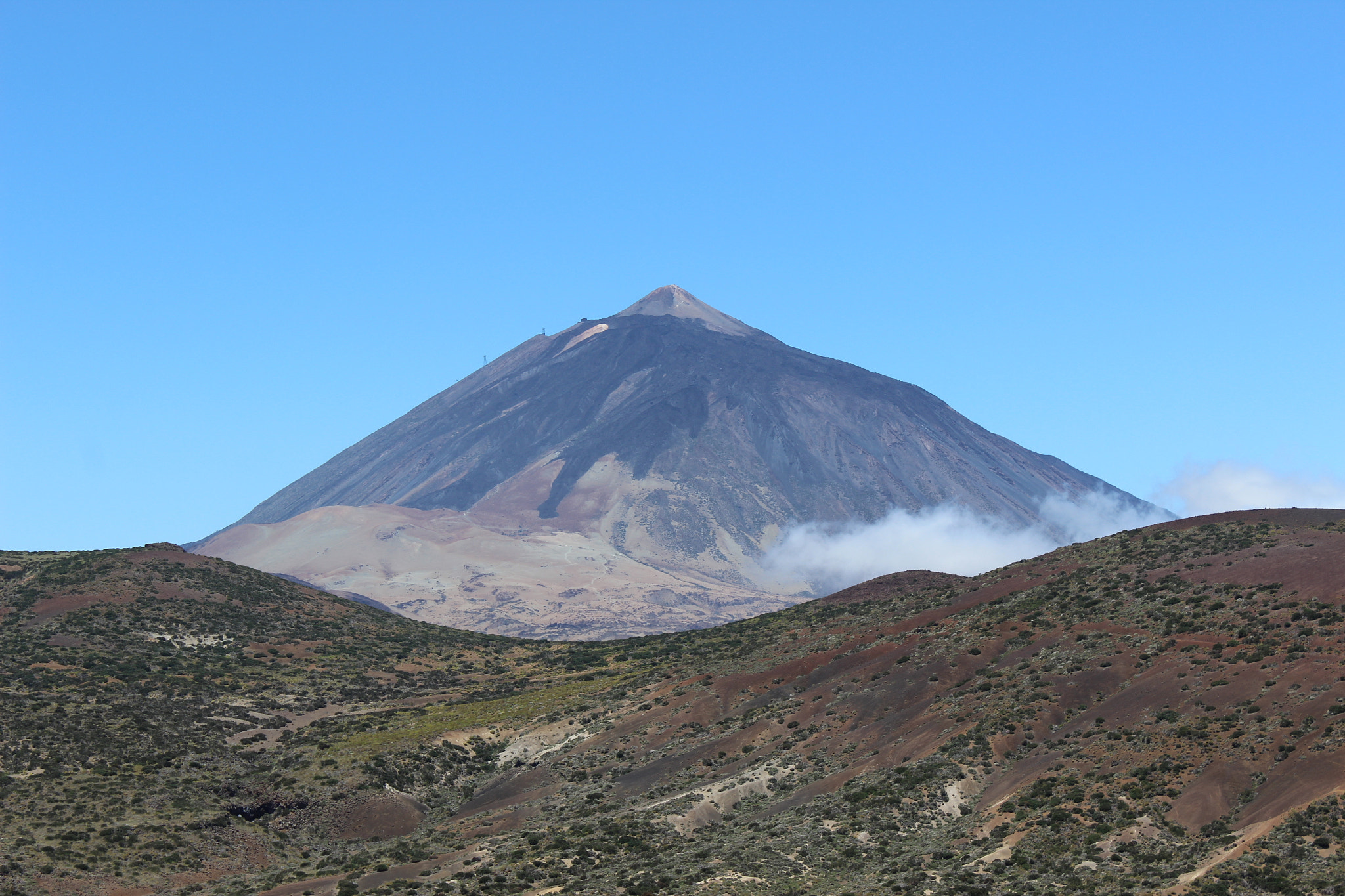
El pico del volcán del Teide, con de altura, es el punto más elevado del país

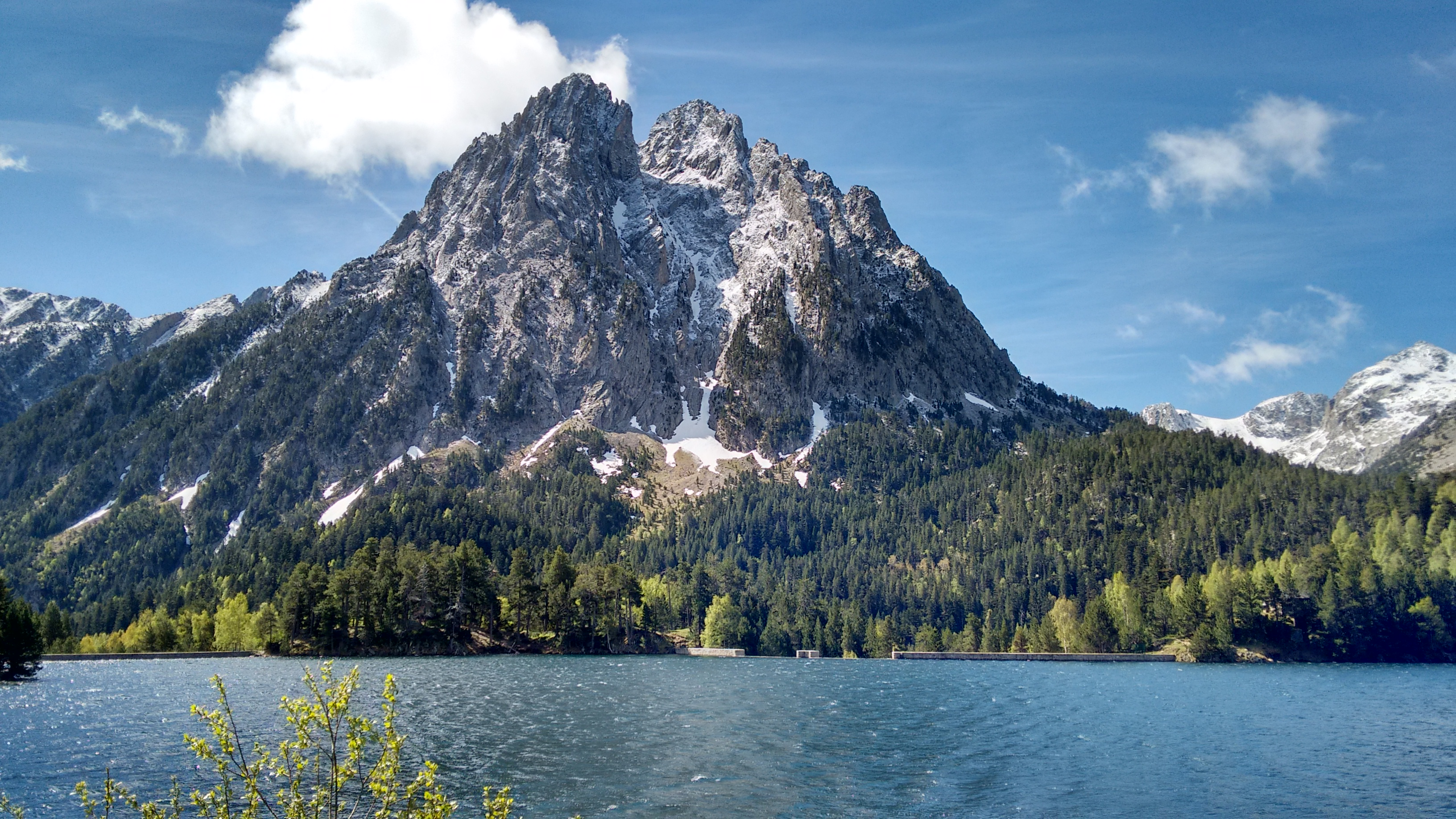
Los Encantados, dos picos emblemáticos de los Pirineos en el parque nacional de Aiguas Tortas y Lago de San Mauricio

El relieve de España se caracteriza por ser bastante elevado, con una altitud media de 660 m, y montañoso si se compara con el resto de países de Europa, con excepción de Suiza, Austria y los microestados de Andorra y Liechtenstein, cuya altitud promedio es bastante mayor.[cita requerida] En la España peninsular, el relieve se articula en torno a una gran Meseta Central que ocupa la mayor parte del centro de la península ibérica y que tiene una altitud media de 660 m.[cita requerida] Fuera de la meseta, está la depresión del río Guadalquivir, situada en el suroeste de la península, y la del río Ebro, en el noreste de la misma.[cita requerida] Los principales sistemas montañosos son: Pirineos, sistema Ibérico, cordillera Cantábrica, Montes de León, sistema Central y cordilleras Béticas (Subbética y Penibética).[cita requerida]
| Pico                | Provincia              | Altitud (m s. n. m.) | Coordenadas                                 |
| ------------------- | ---------------------- | -------------------- | ------------------------------------------- |
| Teide               | Santa Cruz de Tenerife | 3718                 | 28°16′17″N 16°38′37″O / 28.27139, -16.64361 |
| Mulhacén            | Granada                | 3479                 | 37°03′12″N 3°18′41″O / 37.05333, -3.31139   |
| Aneto               | Huesca                 | 3404                 | 42°37′56″N 0°39′28″E / 42.63222, 0.65778    |
| Veleta              | Granada                | 3396                 | 37°03′02″N 3°20′54″O / 37.05056, -3.34833   |
| La Alcazaba         | Granada                | 3369                 | 37°04′02″N 3°18′05″O / 37.06722, -3.30139   |
| Posets              | Huesca                 | 3369                 | 42°39′56″N 0°25′28″E / 42.66556, 0.42444    |
| Monte Perdido       | Huesca                 | 3355                 | 42°40′26″N 0°02′00″E / 42.67389, 0.03333    |
| Cilindro de Marboré | Huesca                 | 3325                 | 42°41′34″N 00°00′42″E / 42.69278, 0.01167   |
| Perdiguero          | Huesca                 | 3321                 | 42°41′30″N 0°31′07″E / 42.69167, 0.51861    |
| Pico de la Maladeta | Huesca                 | 3312                 | 42°38′50″N 0°38′22″E / 42.64722, 0.63944    |

### Flora
La vegetación de España varía en función de factores como el relieve, el clima o la latitud, entre otros. El territorio español se reparte en diferentes regiones fitogeográficas (boreoalpina, eurosiberiana, mediterránea y macaronésica —esta última, representada en España por las Islas Canarias—), cada una con características florísticas propias resultantes en buena medida de la interacción de diferentes factores bióticos y abióticos.
Dentro del territorio europeo, España cuenta con el mayor número de especies vegetales (7.600 plantas vasculares) de todos los países europeos.

### Fauna
La fauna de España presenta una amplia diversidad que se debe en gran parte la posición geográfica de la península ibérica, entre el Atlántico y el Mediterráneo; y entre África y Eurasia, y la gran diversidad de hábitats y biotopos, consecuencia de una variedad considerable de climas y regiones bien diferenciadas.
Ciertas especies autóctonas se han extendido por todo el mundo, como lo hizo en la Antigüedad el conejo (Oryctolagus cuniculus), animal que en la tradición romana dio nombre a la propia España, o el canario (Serinus canaria) en la Edad Moderna.

### Huso horario
España se encuentra geográficamente en el huso horario UTC±0:00, ya que por su territorio cruza el meridiano de Greenwich. Sin embargo, desde 1940 utiliza el huso UTC+1:00 —conocido como hora central europea—, excepto en Canarias, que por su ubicación tienen una hora menos (UTC±0:00). Asimismo, en verano se adelanta una hora (UTC+2:00).
La utilización de un horario que no es el correspondiente por zona geográfica proviene de la dictadura de Francisco Franco. Por orden publicada en el Boletín Oficial del Estado se consideró que el 16 de marzo de 1940 se adelantara la hora legal en sesenta minutos, «considerando la conveniencia de que el horario nacional marche de acuerdo con los de otros países europeos», lo que se traducía en situar a España en la órbita de sus aliados del Eje, Alemania e Italia.

## Demografía

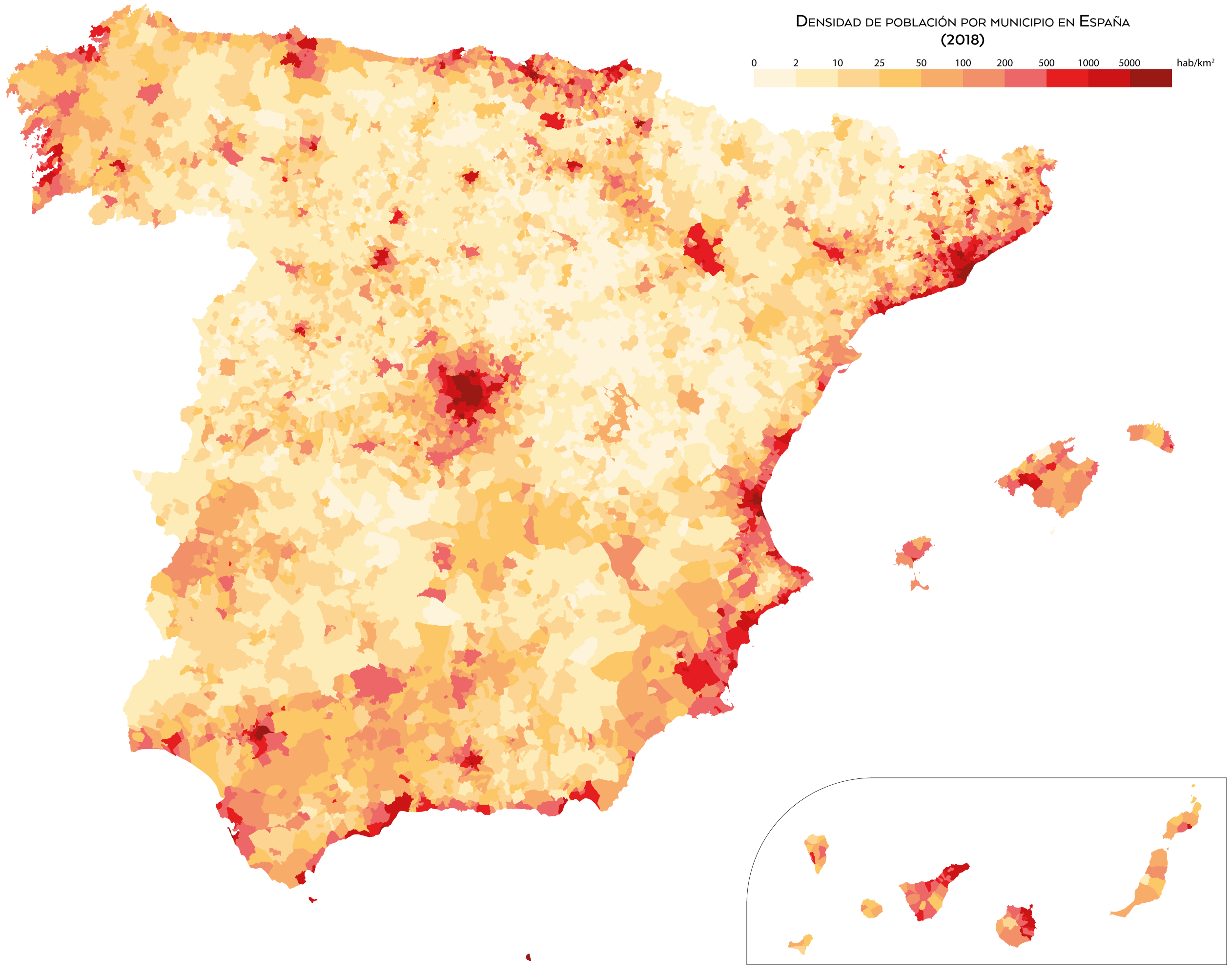
Densidad de población por municipio (2018)

El Instituto Nacional de Estadística (INE) estimó en 49 315 949 habitantes la población a 1 de julio de 2025. Del conjunto de población estimada, en el tercer trimestre de 2025, 39 629 735 nacieron en España y 9 686 214 en el extranjero, lo que representaba un 19,64 % del conjunto de la población residente en el país. La densidad de población, de aproximadamente 97,47 hab./km2, es menor que la de la mayoría de los otros países de Europa Occidental, y su distribución a lo largo del territorio es muy irregular: las zonas más densamente pobladas se concentran en la costa, el valle del Guadalquivir —y en menor medida del Ebro— y la zona del área metropolitana de Madrid, mientras que el resto del interior se encuentra muy débilmente ocupado. Por comunidades autónomas, Andalucía es la región más poblada de España, con 8,64 millones de residentes en 2024, seguida de Cataluña (8,06 millones) y la Comunidad de Madrid (7,06 millones), mientras que Navarra, Cantabria y La Rioja son las menos pobladas.
Al igual que el resto de naciones de Europa Occidental, el país asistió a un alto crecimiento demográfico desde principios del siglo XIX que se prolongó durante todo el siglo XX. En el caso de España, el crecimiento de la población se desaceleró notablemente en las décadas de 1980 y 1990; sin embargo, las altas tasas de inmigración que vivió el país en la década de 2000 resultaron en un fuerte y renovado impulso demográfico. En el periodo 2010-2020, las dificultades económicas y la salida de población extranjera resultaron en una pérdida de población entre 2010 y 2016, aunque la recuperación demográfica posterior permitió alcanzar nuevos máximos poblaciones desde 2018.
En los dos últimos siglos y paralelo al crecimiento demográfico, la población ha tendido a agruparse en núcleos urbanos como consecuencia de políticas de centralización, lo que ha producido un «éxodo rural» que se agudizó en la segunda mitad del siglo XX y que ha continuado en el siglo XXI, lo que ha hecho de España un país fundamentalmente urbano, con el mayor porcentaje de población que vive en pisos en toda la Unión Europea. Un 65,7 % de los españoles residen en pisos, frente a un 34,1 % que lo hace en casas. Según el Ministerio de Fomento del Gobierno de España, en las grandes áreas urbanas —aquellos núcleos poblaciones de más de 50 000 habitantes— habitaban el 69 % de los habitantes del país en 2019. Debido a esto existen problemas de encarecimiento del precio de la vivienda en estas zonas. Esto contrasta con la existencia de grandes áreas con un acentuada despoblación, conocidas como la España vaciada. La Serranía Celtibérica es, según las fuentes, la zona menos poblada de Europa, junto con Laponia, en el círculo polar ártico, por lo que también se la conoce como la «Laponia española».

### Áreas metropolitanas

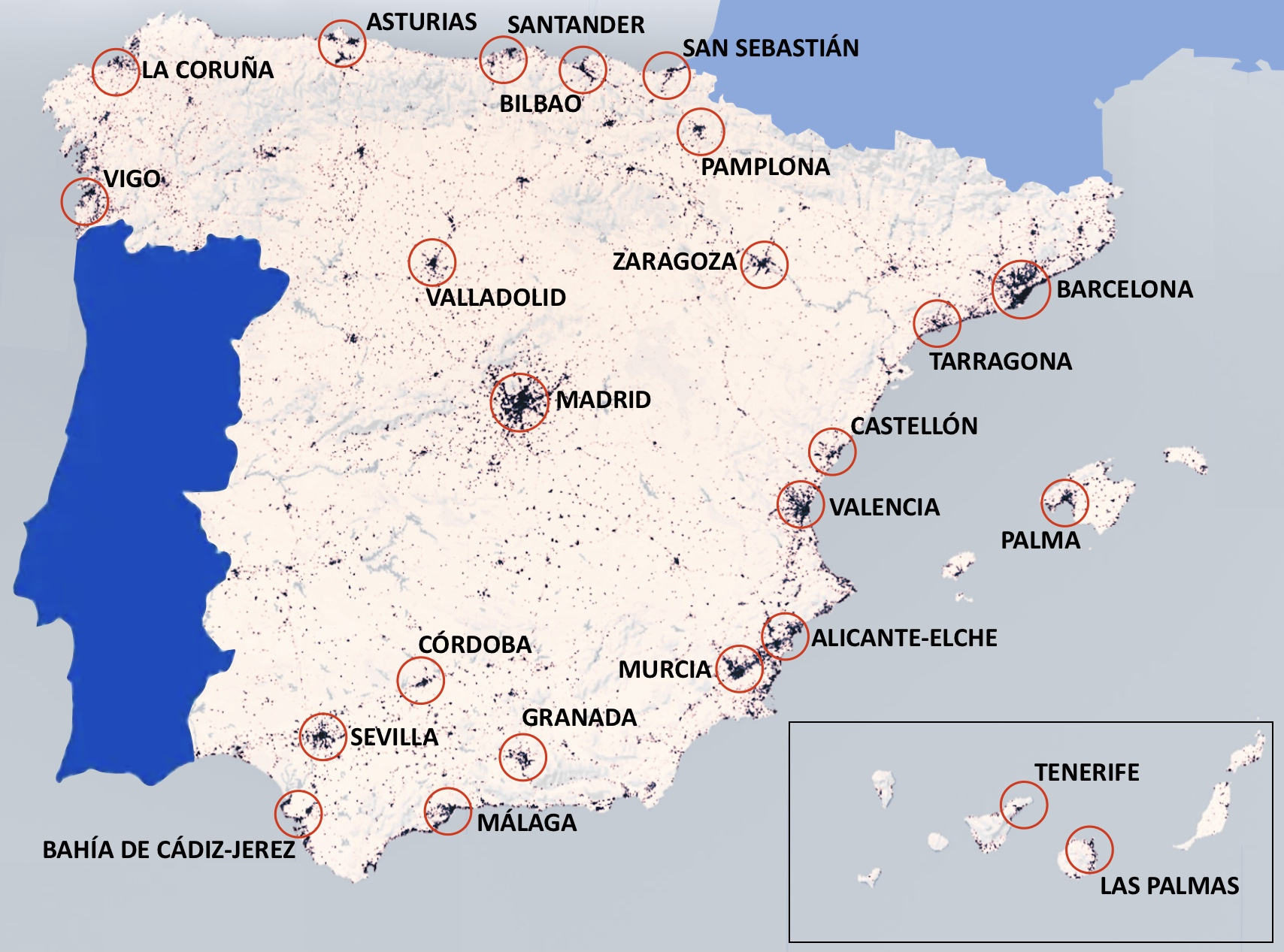
Áreas urbanizadas en el entorno de las 24 áreas metropolitanas más pobladas de España. Infografía con base en Corinne Land Cover 2018. Instituto Geográfico Nacional

Según el Ministerio de Vivienda en 2023, las diez áreas metropolitanas en sentido demográfico que sobrepasaban en 2022 los 700 000 habitantes eran las siguientes:
| Área metropolitana | #   | 2022      |
| ------------------ | --- | --------- |
| Madrid             | 1°  | 6 980 646 |
| Barcelona          | 2°  | 5 575 204 |
| Valencia           | 3°  | 1 933 709 |
| Sevilla            | 4°  | 1 547 640 |
| Málaga             | 5°  | 926 590   |
| Bilbao             | 6°  | 900 420   |
| Alicante-Elche     | 7°  | 849 053   |
| Asturias           | 8°  | 799 223   |
| Zaragoza           | 9°  | 757 389   |
| Murcia             | 10° | 679 542   |

### Distribución de la población por islas
Islas españolas por población, según datos del Instituto Nacional de Estadística (2018):
1. Tenerife (904 713 hab.)
2. Mallorca (880 113 hab.)
3. Gran Canaria (846 717 hab.)
4. Lanzarote (149 183 hab.)
5. Ibiza (144 659 hab.)
6. Fuerteventura (113 275 hab.)
7. Menorca (91 920 hab.)
8. La Palma (81 863 hab.)
9. La Gomera (21 136 hab.)
10. Formentera (12 216 hab.)
11. El Hierro (10 798 hab.)

### Inmigración en España

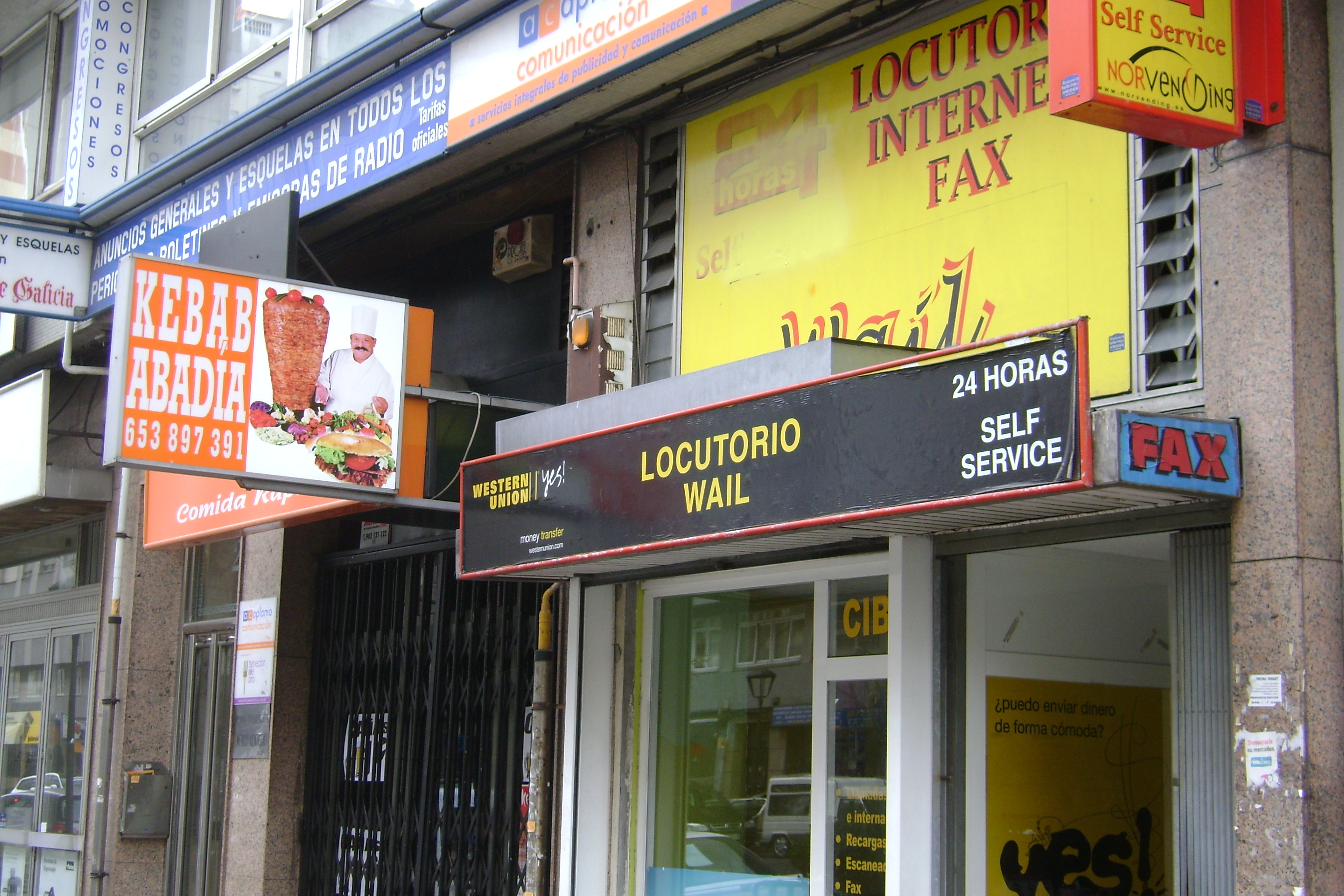
Kebab junto a un locutorio, negocios habitualmente regentados por inmigrantes. Imagen situada en el barrio Agra del Orzán, uno de los más multiétnicos de La Coruña (Galicia)

La inmigración en España es un fenómeno relativamente reciente, pero de grandes repercusiones económicas, demográficas y sociales. En 2020, la población extranjera en España representaba un 11,35 % de la población. Por origen, los principales grupos nacionales presentes en España en 2021, según el INE, procedían de Marruecos —el colectivo inmigrante históricamente más numeroso— con 775 936 individuos, Rumanía (658 773), Reino Unido (313 948), Colombia (297 934) e Italia (280 152). Aunque no tan numerosas como los anteriores, son también relevantes las comunidades procedentes de Venezuela, China y Alemania. Por continentes, los extranjeros residentes proceden fundamentalmente de Iberoamérica —consecuencia de sus fuertes lazos históricos—, Europa —especialmente de países de la UE, cuyos habitantes gozan de libertad de movimientos— y el norte de África.
España fue durante los siglos XIX y XX un país de emigrantes, que se dirigieron principalmente a América —casi cinco millones de españoles solo entre 1881 y 1959— y países vecinos de Europa Occidental —desde la segunda mitad del siglo XX—, unos flujos migratorios que no finalizaron hasta bien entrada la década de 1970. Las oleadas de inmigración a España comenzaron en la década de 1990, pero vivieron su punto álgido en la década de 2000, cuando la población extranjera en España ascendió a cerca de seis millones de personas —los extranjeros representaban el 12,2 % de la población en 2010, cuando en el año 2000 apenas superaban el 2 % y no alcanzaban el 1 % en 1990. En la década de 2010 se tendió a una moderación y estabilización de la población extranjera residente en España, debido a la crisis económica de principios de la década —el saldo migratorio exterior de extranjeros fue negativo entre 2011 y 2014— y a la naturalización de la población extranjera —solo en periodo 2021-2022 más de 102 000 extranjeros residentes adquirieron la nacionalidad española—. Algunos estudios contradicen las cifras oficiales del INE y concluyen, entre otros datos, que la población inmigrante en España es muy superior a los datos oficiales, situándose en 6,4 millones en 2018 —cuando según el INE ese año había censados 4,8 millones—; ese mismo año los inmigrantes superaban el 20 % del conjunto de los trabajadores de entre 20 y 45 años de edad. Oficialmente la inmigración legal hacia España está severamente restringida y se limita a las necesidades laborales contenidas en el Catálogo de Puestos de Difícil Cobertura, sin embargo, la mayoría de inmigrantes ingresan al país por otras vías, aunque solo una proporción residual lo hace forma ilegal. Los inmigrantes en España también se caracterizan por sufrir mayores índices de desempleo y pobreza que la población general.

### Municipios más poblados
| #  | Municipio                  | Comunidad autónoma   | Población | #  | Municipio               | Comunidad autónoma   | Población |
| -- | -------------------------- | -------------------- | --------- | -- | ----------------------- | -------------------- | --------- |
| 1  | Madrid                     | Comunidad de Madrid  | 3 416 771 | 11 | Bilbao                  | País Vasco           | 348 089   |
| 2  | Barcelona                  | Cataluña             | 1 702 547 | 12 | Córdoba                 | Andalucía            | 322 811   |
| 3  | Valencia                   | Comunidad Valenciana | 825 948   | 13 | Valladolid              | Castilla y León      | 300 618   |
| 4  | Sevilla                    | Andalucía            | 687 488   | 14 | Vigo                    | Galicia              | 293 977   |
| 5  | Zaragoza                   | Aragón               | 686 986   | 15 | Hospitalet de Llobregat | Cataluña             | 279 993   |
| 6  | Málaga                     | Andalucía            | 591 637   | 16 | Gijón                   | Asturias             | 268 561   |
| 7  | Murcia                     | Región de Murcia     | 474 617   | 17 | Vitoria                 | País Vasco           | 257 968   |
| 8  | Palma de Mallorca          | Islas Baleares       | 431 521   | 18 | La Coruña               | Galicia              | 249 261   |
| 9  | Las Palmas de Gran Canaria | Islas Canarias       | 380 436   | 19 | Elche                   | Comunidad Valenciana | 243 128   |
| 10 | Alicante                   | Comunidad Valenciana | 358 720   | 20 | Granada                 | Andalucía            | 232 717   |

## Economía

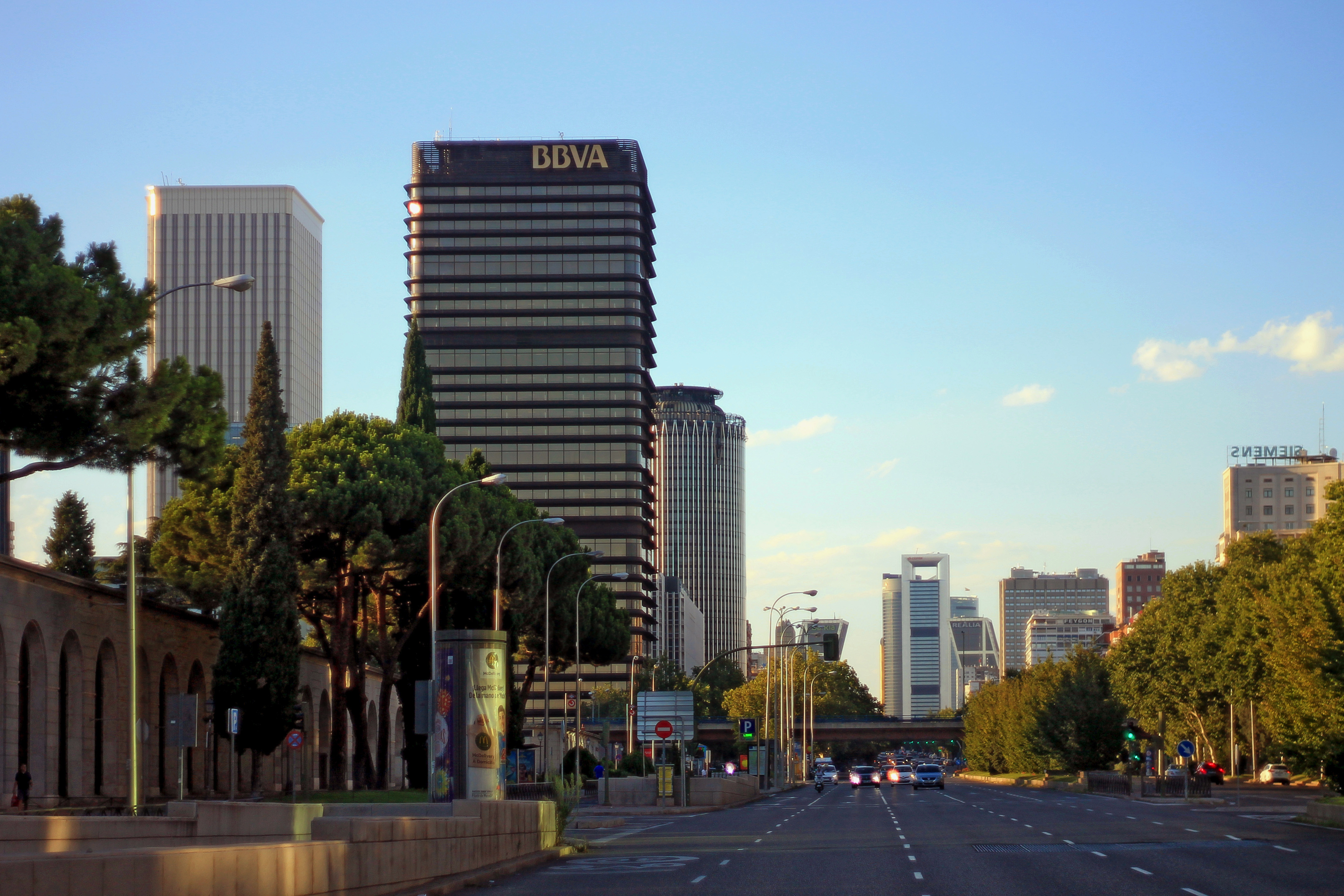
Vista desde el paseo de la Castellana de los distritos de negocios AZCA y Cuatro Torres Business Area de Madrid

España tiene una economía mixta capitalista, la decimosegunda potencia económica mundial por PIB nominal según el FMI en 2025, aunque en la década de 1990 llegó a ser la séptima según este indicador. Es un país desarrollado de altos ingresos, con un PIB per cápita nominal superior a los 37 000 USD —unos 56 000 USD en PPA—, un nivel en la media de la UE y de los principales países de Europa Occidental. El sector servicios aporta la mayor parte del PIB anual, mientras que la Comunidad de Madrid se sitúa como la comunidad más rica y con más renta por habitante del país, seguida de Cataluña en producción global y País Vasco en renta por habitante. España cuenta con una alta calidad de vida, excelentes infraestructuras y un vasto estado del bienestar, desarrollado desde la década de 1980. El Estado interviene en la economía a través de regulaciones y políticas de bienestar social; los ingresos y gastos públicos han venido situándose en alrededor del 40 % del PIB —ingresos equivalentes al 39 % y gastos del 42 % del PIB en 2019—, por debajo de la media de la Unión Europea.
En 2025, el salario mínimo interprofesional (SMI) en España es de 16 576 € brutos anuales distribuidos en 14 pagas de 1184 € (1381,33 € en 12 pagas). Por hora trabajada sería 9,26 €. Desde 2018, ha subido un 60,91%. La jornada laboral es de 40 horas semanales (1826 horas anuales)
La economía española es una de las más abiertas de la eurozona y con más internacionalización en sus productos financieros, servicios, etc. El avance de sus exportaciones, unido al enorme superávit que obtiene de sus servicios exteriores —gracias a ser uno de los países más visitados del mundo— le otorgan una balanza de pagos positiva con el resto del mundo. Sus empresas destacan a nivel internacional en algunos campos como la energía renovable, textil, tecnología o la construcción. Más del 80 % de los trabajadores españoles son asalariados —y de estos, uno de cada cinco están empleados por el Estado—, mientras el 20 % restante son trabajadores autónomos o propietarios de empresas —en su gran mayoría pymes—. Los mayores sueldos se dan en el sector industrial, mientras que las cooperativas empresariales tienen especial implantación en el norte del país. Por otro lado, los bajos resultados de su sistema educativo, su economía sumergida y sus elevadísimos niveles de desempleo a lo largo de varias décadas son algunos de los problemas perennes de la economía española.
Los comienzos de la industrialización en España en el siglo XIX arrojaron resultados escasos y tardíos, y tan solo algunos polos en Cataluña y País Vasco lograron una industrialización plena. Una serie de planes de desarrollo, que se iniciaron en 1959, ayudaron a expandir la economía y acercarla a los niveles europeos, hasta convertirse en el segundo país con mayor tasa de crecimiento en el mundo en la década de 1960, fenómeno conocido como «milagro económico español». Sin embargo, desde 1974 comenzó un periodo de recesión económica a causa de la crisis del petróleo, y un aumento de las importaciones con la llegada de la democracia y la apertura de fronteras. Al desarrollo de las industrias del acero, astilleros, textiles y mineras, le siguió la terciarización de la economía desde la década de 1980. Este proceso, conocido en España como reconversión industrial, supuso el desmantelamiento de buena parte de la industria pesada y la pérdida constante de peso del sector secundario en la economía, paralelo al ascenso del sector servicios. El periodo de fuerte crecimiento económico registrado entre 1994 y 2008, creó una serie de desequilibrios internos que, junto a la Gran Recesión de 2008, generó una crisis económica en España de consecuencias especialmente graves y duraderas que se dejarían sentir a lo largo de buena parte de la década de 2010. Se alcanzaron los mayores índices de desempleo registrados en la historia del país y la fuerte caída de la actividad repercutió negativamente en las cuentas del Estado, su endeudamiento y el nivel de vida de la población en general, que generaron una gran crisis social, política y territorial, además de una alta conflictividad laboral y mayores tasas de pobreza y desigualdad.

### Sector primario

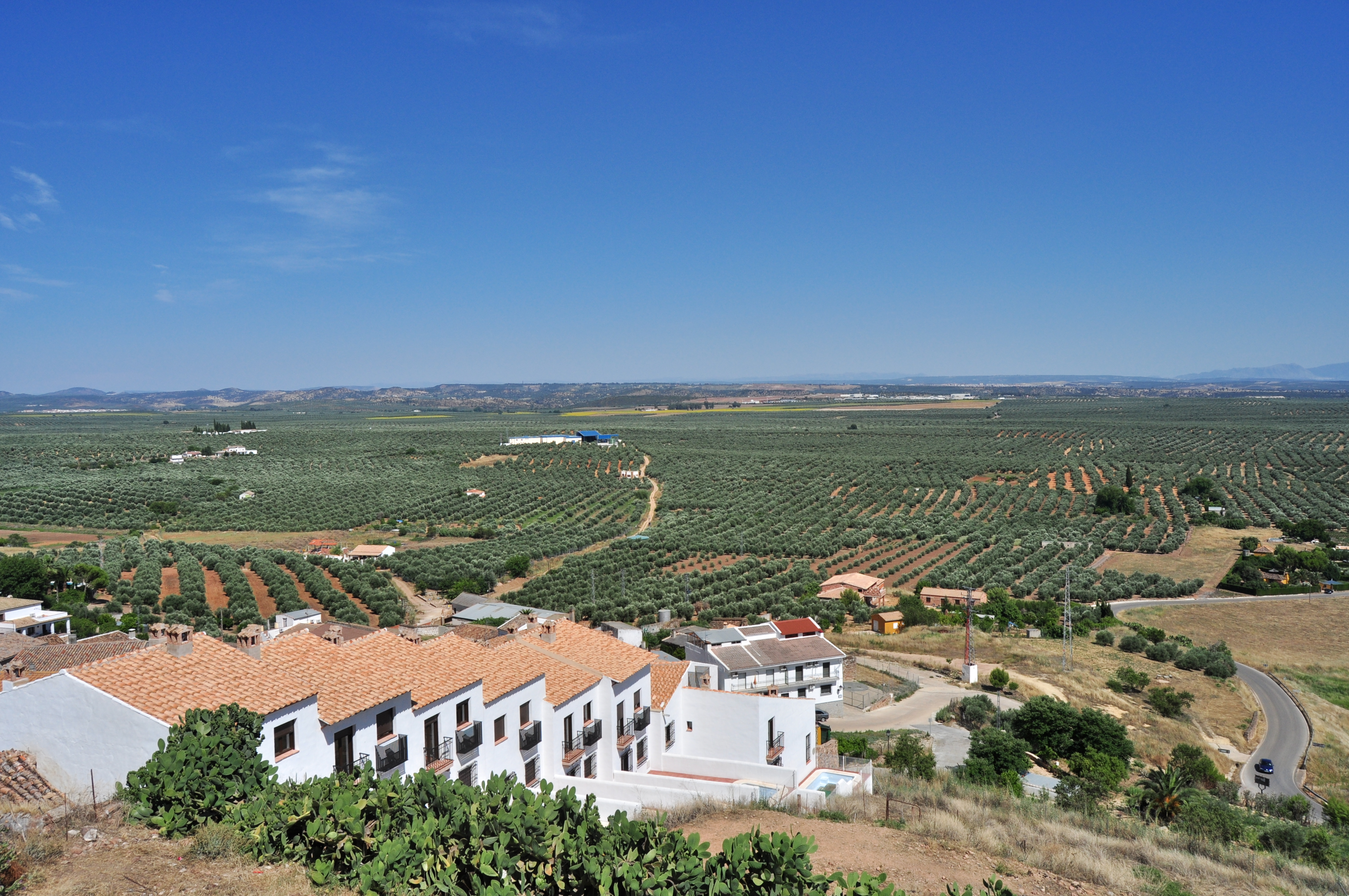
Olivares en Baños de la Encina, Jaén. España es el mayor productor mundial de aceite de oliva, uno de los ingredientes básicos de la dieta mediterránea

La agricultura fue hasta la década de 1960 el soporte principal de la economía española, pero actualmente emplea aproximadamente solo el 4 % de la población activa y genera alrededor del 3 % del PIB. Los principales cultivos son trigo, cebada, remolacha azucarera (betabel), maíz, patatas (papas), centeno, avena, arroz, tomates y cebolla. El país tiene también extensos viñedos y huertos de cítricos y olivos. España es el primer productor mundial de vino, cava y aceite de oliva. En el caso del aceite de oliva, España acapara más de la mitad de toda la producción mundial y las exportaciones de este producto, que se produce especialmente en la provincia andaluza de Jaén.
Las condiciones climáticas y topográficas hacen que la agricultura de secano sea obligatoria en una gran parte de España. Las provincias del litoral mediterráneo tienen sistemas de regadío desde hace tiempo, y este cinturón costero que anteriormente era árido se ha convertido en una de las áreas más productivas de España, donde es frecuente encontrar cultivos bajo plástico. Como resultado, una región semidesértica como Almería ha logrado convertirse en «huerta de Europa», al producir durante todo el año y tener un gran músculo exportador. En el valle del Ebro se pueden encontrar proyectos combinados de regadío e hidroeléctricos. Grandes zonas de Extremadura están irrigadas con aguas procedentes del Guadiana por medio de sistemas de riego que han sido instalados gracias a proyectos gubernamentales (Plan Badajoz y regadíos de Coria, entre otros). Las explotaciones de regadío de pequeño tamaño están más extendidas por las zonas de clima húmedo y por la huerta de Murcia y la huerta de Valencia.

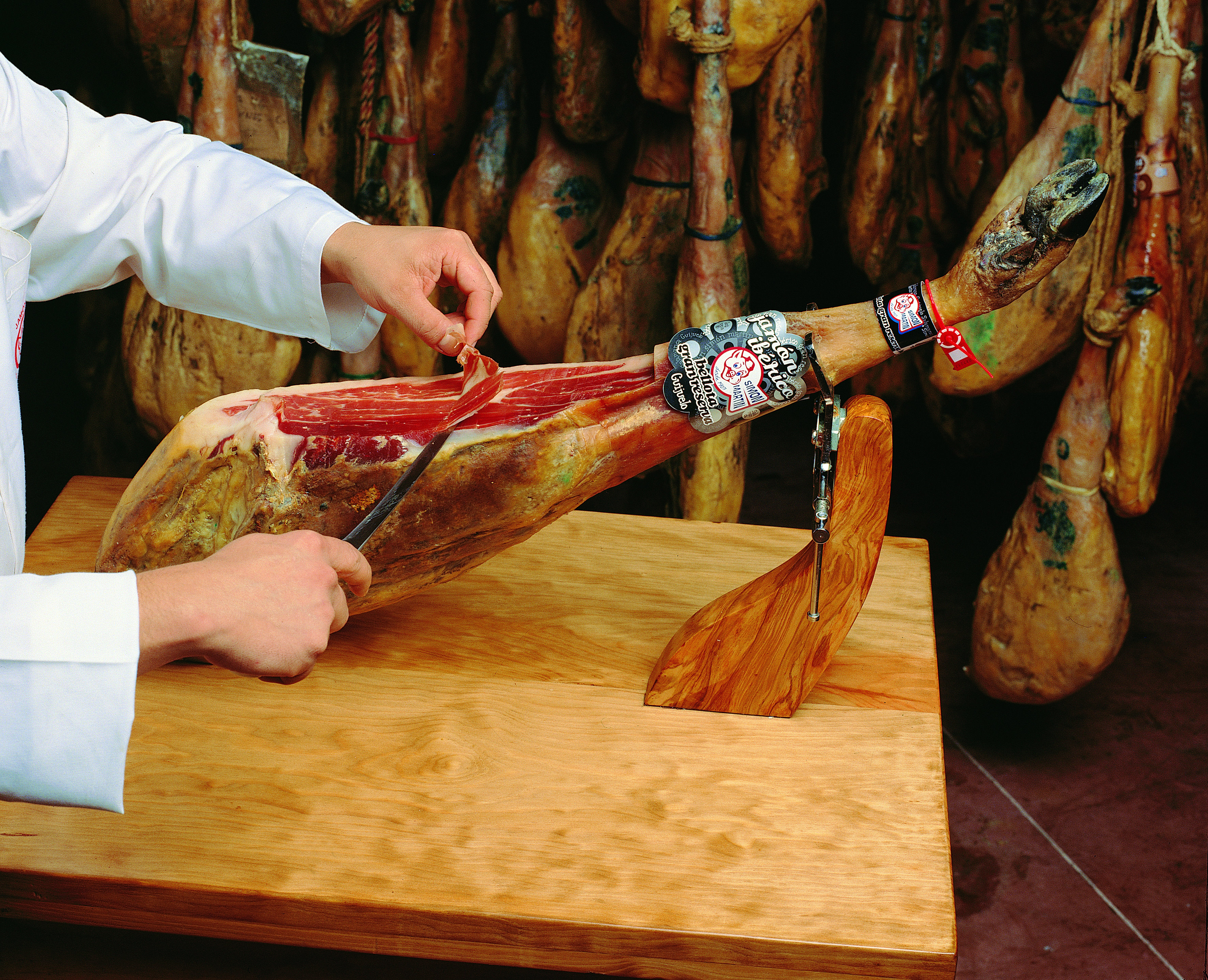
El jamón ibérico, procedente del cerdo ibérico, es uno de los más célebres productos de la ganadería española

Respecto a la ganadería, la ovina, la porcina y el vacuno tienen una importante trascendencia económica. España destaca por una de sus razas de cerdo, el cerdo ibérico, que constituye uno de los emblemas de la gastronomía española por sus productos: los embutidos ibéricos, con el jamón ibérico de bellota a la cabeza. El corcho es el principal recurso forestal de España. La producción de pulpa de papel y madera de los bosques españoles es insuficiente para cubrir las necesidades del país. La industria pesquera es menos importante hoy para la economía española que en tiempos pasados, a pesar de que ocupa los primeros puestos entre los países europeos tanto por el volumen de su flota como el de las capturas. Desde hace unas décadas la acuicultura (marina y continental) ha tenido un gran desarrollo, destacando la cría de dorada, lubina, mejillón, truchas, rodaballo y salmón.

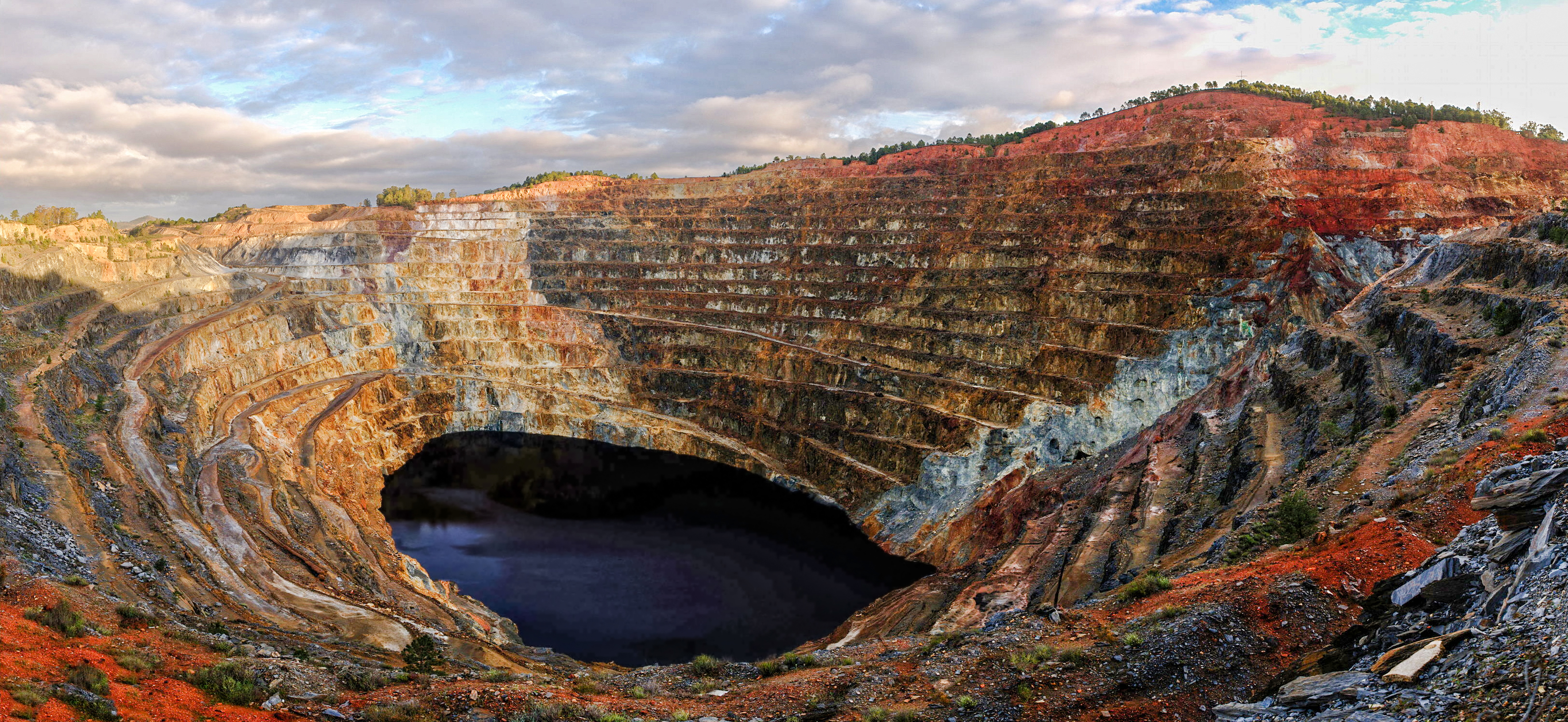
Corta Atalaya en las Minas de Riotinto, Huelva

La minería española tiene una producción escasa, centrada en la extracción de minerales metálicos, industriales y productos de cantera, seguido de rocas ornamentales y minerales energéticos —estos últimos muy escasos en el país—. Desde 1996 ha estado marcada por la reducción progresiva y obligada en la extracción de carbones, un cierto estancamiento en la minería metálica y el crecimiento constante de los minerales y rocas industriales —celestina, sulfato sódico, sepiolita, fluorita, yeso, feldespato, pizarra, mármol o granito— cada vez con mayor peso en el sector minero. Las principales minas de carbón, ya clausuradas, están en la provincia de Asturias, en el norte de la provincia de León y en la provincia de Teruel; los principales depósitos de mineral de hierro se encuentran alrededor de Santander y Bilbao; Almadén, en la provincia de Ciudad Real fue muy productiva en la extracción de mercurio. Por volumen de producción, Andalucía acapara casi el 40 % de la producción nacional —gracias fundamentalmente a su alta producción de minerales metálicos—, seguida a gran distancia por Cataluña, Castilla y León y Galicia.

### Industria

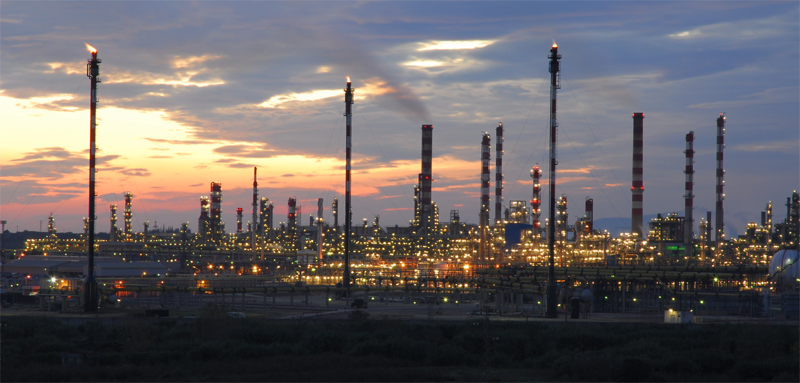
Refinería de petróleo en Pobla de Mafumet (Tarragona)

En España se producen, entre otros, textiles, hierro y acero, vehículos de motor, aeronaves y sus componentes, productos químicos, confección, calzado, barcos, refino de petróleo y cemento, destacando por su valor los sectores industriales de la alimentación y bebidas y del material de transporte, entre los que cabe destacar el sector del automóvil y el sector industrial aeronáutico. Históricamente los polos industriales por excelencia del país se han situado en Cataluña y el País Vasco y aún Cataluña continúa siendo el principal eje industrial en cuanto a producción (23,5 % del total nacional en 2019), seguida de Madrid, Comunidad Valenciana y País Vasco. El sector secundario representó el 20,5 % del PIB español en 2020, al representar el sector industrial algo más del 14 % del PIB y la construcción un 6 %. Como en la mayoría de naciones industrializadas, el peso del sector secundario ha tendido a reducirse en las últimas décadas —27,9 % del PIB en 2000—.

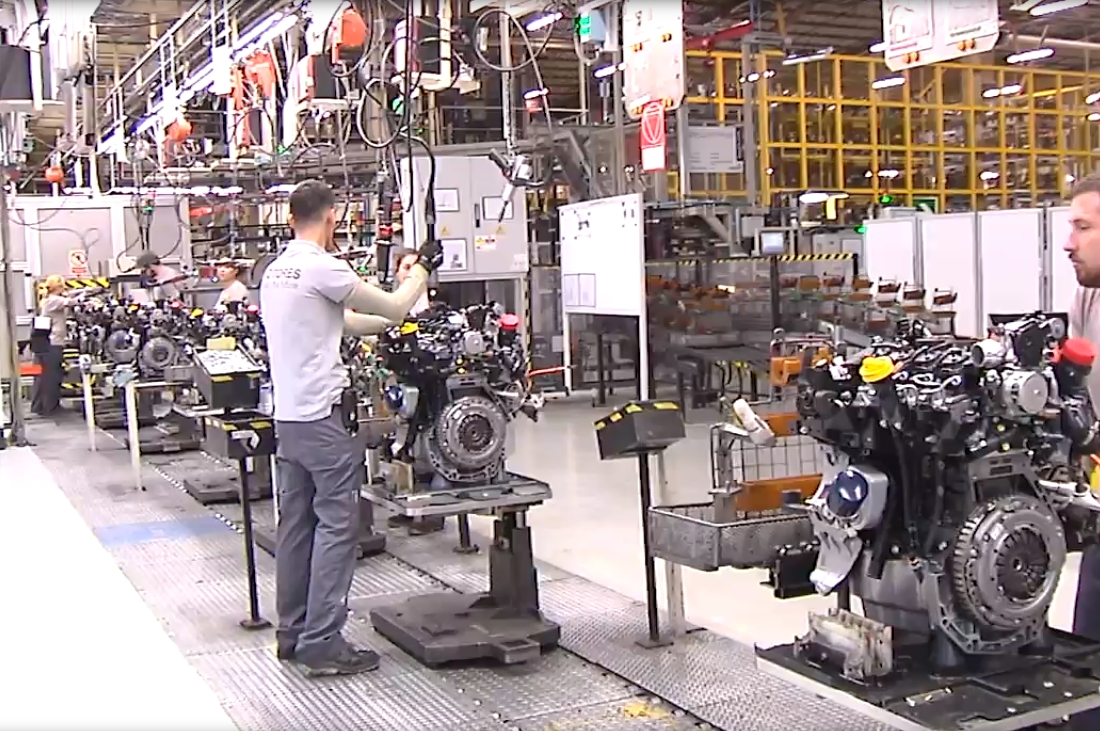
Fábrica de automóviles de Renault en Valladolid, 2018

El sector del automóvil es la industria de mayor importancia del país, al representar por sí solo el 8 % del PIB nacional y el 9 % de las exportaciones en 2021 según la patronal del sector—otras fuentes en cambio reducen su peso al 2,5 % del PIB a partir de datos del INE. España fue el segundo mayor productor de vehículos de Europa y el noveno del mundo en 2019, con más de 2,8 millones de vehículos fabricados, más del 80 % destinados a la exportación. La presencia de fábricas de empresas automovilísticas extranjeras —francesas, alemanas y estadounidenses— explica este gran volumen de producción, pues España carece de un productor nacional de importancia desde la privatización y venta de Seat al grupo Volkswagen, aunque las compañías mantienen la españolidad de algunas marcas de vehículos fabricados en el país —algunos en exclusiva mundial— como la propia Seat o Cupra. España ha tenido un importante peso en la modernización del ferrocarril y sobre todo los trenes modernos, siendo Talgo su principal actor, al crear su tren articulado, precursor de toda la industria posterior, que basa su desarrollo en su original solución. España mantiene aún una notable industria ferroviaria, centrada en la alta velocidad y acompañada por otras empresas del sector de vagones, metros y tranvías, como CAF. El sector aeroespacial y de la defensa también tiene un carácter relevante, al representar el 1,7 % del PIB (2020) y tener una capacidad de fabricación integral a través de compañías líderes como Airbus y otras empresas nacionales.
La industria siderúrgica, antes de su reconversión de la década de 1990, estuvo concentrada en Bilbao, Santander, Avilés y parte de Zaragoza, teniendo un gran peso para el país. La reconversión siderúrgica en el País Vasco —especialmente dura, pues pasó de emplear a casi la mitad de toda la población activa a ser un sector residual— se produjo de manera inteligente, al invertir gran parte de los fondos recibidos en I+D y generar un modelo de hiperespecialización industrial, inspirado en el modelo de las mittelstand alemanas. En Zaragoza, su especialización metalúrgica, además de su posición geográfica, favoreció la llegada de la industria automovilística con Opel. Destaca también el Valle de Escombreras, en Cartagena, uno de los polos energéticos más importantes del país y que recibió la mayor inversión en industria de la historia de España, o el polo químico de Huelva.
En el sector industrial de la moda que engloba al textil y calzado, destaca por producción el grupo Inditex, líder mundial textil e ideólogo de la moda accesible y de temporada. Mención especial merecen los ya fallecidos maestros diseñadores Balenciaga y Manuel Pertegaz, entre otros. Es junto con Estados Unidos pionero en el incipiente sector de la gamificación, que es el arte de convertir en juegos problemas, de la empresa o la educación. Posee también una combativa industria del videojuego con varias empresas con éxitos de títulos y colaboraciones con grandes estudios.

### Ciencia y tecnología

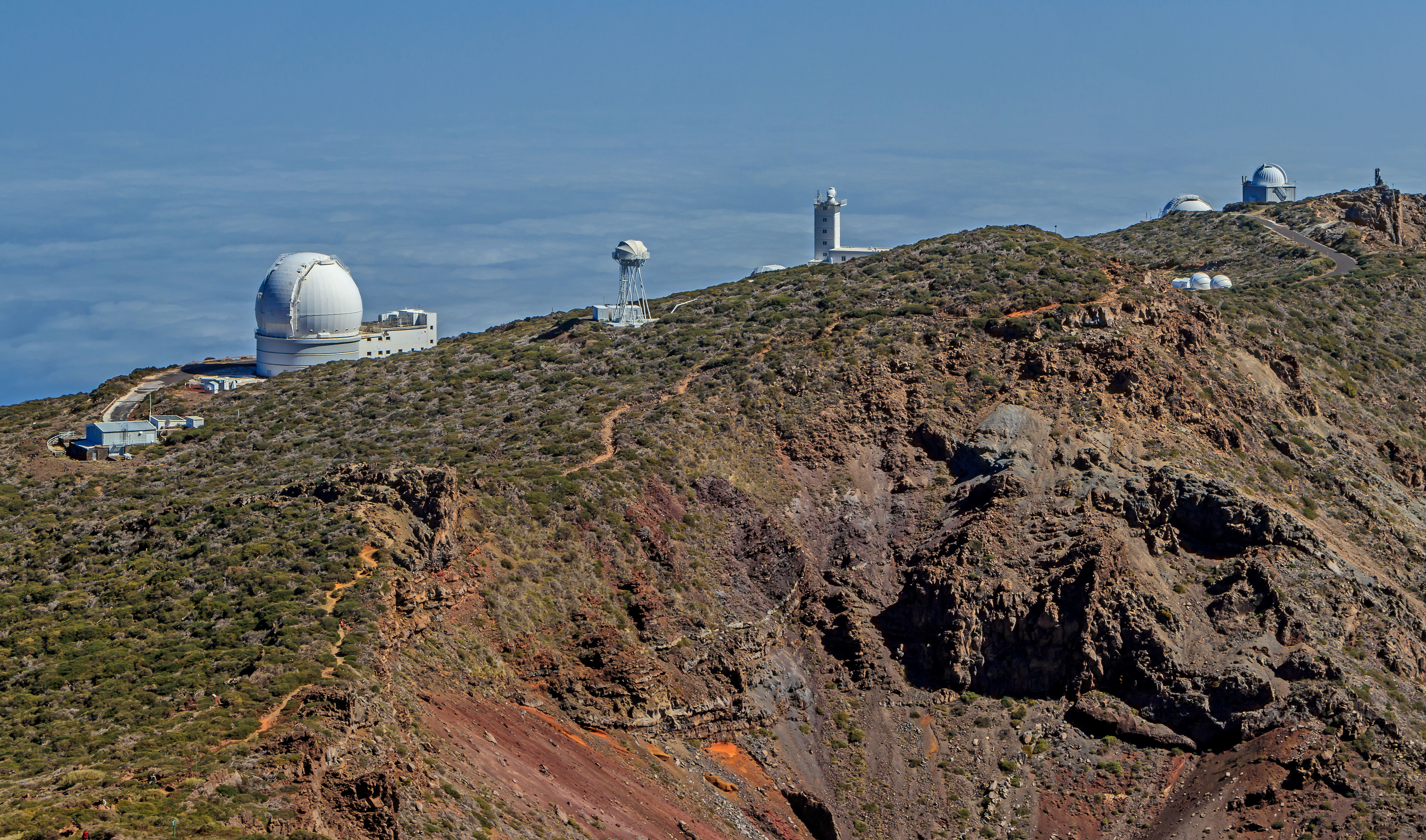
Observatorio del Roque de los Muchachos, situado en La Palma y perteneciente al IAC, es uno de los centros astronómicos más importantes del mundo

España está bien equipada en términos de una red de Infraestructura Científico y Técnica Singular (ICTS), habiendo proliferado en los últimos años los parques tecnológicos en las principales áreas industriales, así como en torno a las universidades y centros de investigación y desarrollo (I+D). Según datos del Instituto Nacional de Estadística, el gasto en investigación se cifró, en 2019, en 15 572 millones de euros, lo que supone el 1,25 % del producto interior bruto. La inversiones en I+D en España han sido sustancialmente menores que la media de países de Europa Occidental (2,2 % en 2019), tanto por parte del sector público como de las universidades, aunque la principal razón es la baja inversión de la empresa privada, con un gasto relativo de menos de la mitad de la media de la zona euro. El CSIC es la principal organización de investigación del país. Según el Índice mundial de innovación, a cargo de la Organización Mundial de la Propiedad Intelectual, en sus versiones 2022 y 2023, España se ubicó en lugar 29 en innovación entre 132 países del mundo,mientras que en 2024 alcanzaría el puesto 28 entre 133 países calificados.

### Sector servicios
El sector servicios es el sector dominante en la economía española: emplea a la mayor parte de los trabajadores del país y significó el 68 % del PIB en 2019.
La unidad monetaria es el euro, desde el 1 de enero de 1999, el euro se vinculó al valor de la peseta, con un cambio fijo de 166,386 pesetas por euro; el 1 de enero de 2002, se introdujeron los billetes y monedas de euro, y el 28 de febrero del mismo año, la peseta dejó de circular. El país cuenta con un potente sistema bancario, con gran número de bancos comerciales y cajas de ahorros. Dos bancos españoles se sitúan entre los cuarenta primeros del mundo por capitalización bursátil: el Grupo Santander (12.º) y el Banco Bilbao Vizcaya Argentaria (34.º). Además, estos dos bancos se encuentran entre los cincuenta primeros del mundo por activos, 22.º y 46.º, respectivamente. Las principales bolsas de valores se encuentran en Madrid, Barcelona, Bilbao y Valencia.

#### Turismo

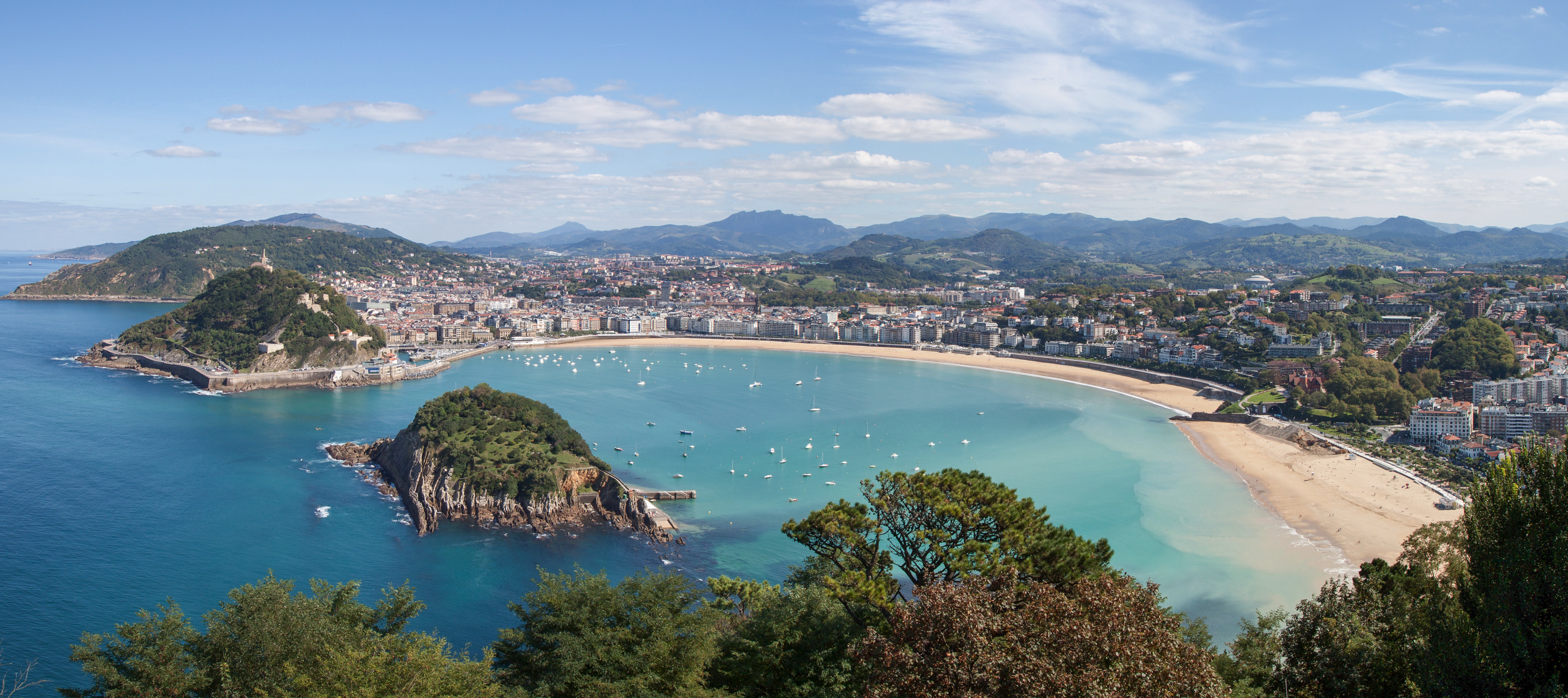
San Sebastián, bañada por el mar Cantábrico en el norte de España

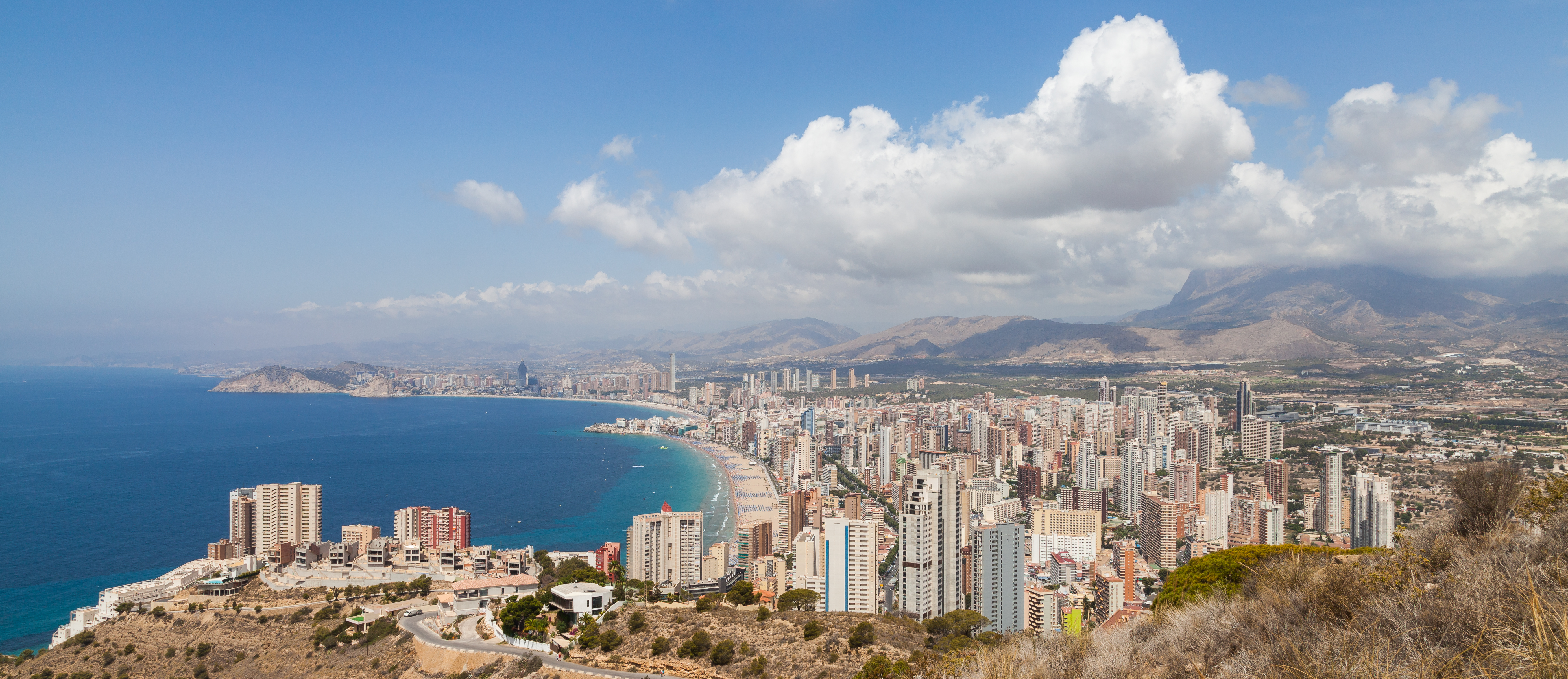
Benidorm, en la Costa Blanca, uno de los centros del turismo tanto nacional como internacional

El turismo es uno de los pilares de la economía española, al constituirse en el sector económico que más riqueza aporta al conjunto de la economía nacional y la mayor fuente de entrada de divisas desde el exterior. Su ubicación geográfica, sus costas bañadas por distintos mares y océanos, sus diversos climas y paisajes y su acervo cultural, han hecho del país uno de los principales destinos internacionales del mundo. La extraordinaria variedad de servicios e infraestructura de su industria turística ha situado a España en varias ocasiones como el país más competitivo del mundo en este sector. La Organización Mundial del Turismo tiene su sede en Madrid.
España es, desde la década de 1960, uno de los países más visitados del mundo y la cantidad de turistas no ha parado de crecer en el último medio siglo —los visitantes se duplicaron entre 1998 y 2018—. En 2019, España fue el segundo país más visitado del mundo, con más de 83 millones de turistas, casi la mitad de los cuales procedieron de Reino Unido —18 millones de turistas en 2019—, Alemania y Francia. Cataluña es con diferencia la región más visitada, con cerca de 19 millones de turistas en 2019, seguida de las Islas Baleares y Canarias (13 millones cada una), que junto a Andalucía (12 millones) y la Comunidad Valenciana (9 millones) forman el grupo de comunidades más populares entre los turistas internacionales.
El sector turístico aportó a la riqueza nacional lo equivalente al 12,4 % del PIB y generó más de un millón de empleos directos en 2019. El turismo internacional supone para España una fuente de entrada masiva de divisas, que sumaron 79 700 millones de dólares en 2019, el segundo monto más importante del mundo, solo superado por Estados Unidos. Descontado el gasto de los turistas españoles en el extranjero, el país obtuvo un saldo positivo de 52 000 millones de dólares en 2019 según la OMT, el segundo mayor del mundo.

### Comercio exterior
| Principales exportaciones | Principales exportaciones | Principales importaciones | Principales importaciones |
| Producto                  | Porcentaje                | Producto                  | Porcentaje                |
| ------------------------- | ------------------------- | ------------------------- | ------------------------- |
| Bienes de equipo          | 20,4 %                    | Bienes de equipo          | 21,3 %                    |
| Alimentación y bebidas    | 16,8 %                    | Productos químicos        | 15,8 %                    |
| Sector automóvil          | 15,2 %                    | Productos energéticos     | 13,8 %                    |
| Productos químicos        | 14,5 %                    | Sector automóvil          | 12,5 %                    |
| Otros                     | 33,1 %                    | Otros                     | 36,6 %                    |

España exportó bienes por valor de 261 175 millones de euros e importó bienes por una cantidad equivalente a 274 597 millones de euros en 2020. Estas cifras, en un año marcado por la pandemia mundial de coronavirus, contrastan con los 290 892 millones de euros exportados y 322 436 millones de euros en mercancías importadas en 2019. En cualquier caso, el saldo comercial fue negativo, al presentar un déficit de 13 422 millones de euros, el más bajo de la década, y una tasa de cobertura del 95,1 %. Las exportaciones españolas han seguido una senda ascendente continua en las últimas décadas, mientras las importaciones, tras un periodo de crecimiento sostenido se estabilizaron en la década de 2010 —el máximo histórico anual fue en 2008—; España ha tenido déficit comercial todos los años desde que comenzó la serie histórica del Banco Mundial en 1975. Muy diferente es la exportación e importación de servicios, con un superávit alto y permanente durante décadas, lo que da como resultado que la exportación total de bienes y servicios es superior al valor de las importaciones.
Las principales exportaciones españolas corresponden a bienes de equipo —que incluye a los automóviles ensamblados—, alimentación, bebidas y tabaco y el sector del automóvil. Los principales productos importados son bienes de equipo, productos químicos y productos energéticos. Por línea de productos, los principales superávits comerciales se dieron en alimentación, bebidas y tabaco (17 336 millones de euros) y el sector del automóvil (8119 millones) en 2020. Por el contrario, los principales saldos negativos y responsables del déficit comercial son los productos energéticos (−14 524 millones de euros), pues solo la importación de petróleo supuso un gasto de más de 20 000 millones en 2020 y 35 000 millones en 2019 y bienes de equipo (−10 443 millones). En cuanto al nivel tecnológico de las exportaciones, el 53 % correspondió a exportaciones de tecnología alta y medio-alta, un 20,3 % a tecnología media-baja y un 26,7 % baja.
Las exportaciones españolas tuvieron en su mayoría como destino a otros países europeos (un 73 % del total) en 2020, siendo sus principales socios Francia (16,1 %), Alemania (11,3 %), Italia (7,8 %), Portugal (7,6 %) y Reino Unido (6,5 %). La procedencia de las importaciones tuvieron una mayor diversificación y el peso de Europa se limitó a un 61,1 % en 2020. Los principales países proveedores fueron ese mismo año Alemania (12,4 %), China (10,7 %), Francia (10,4 %), Italia (6,5 %) y Estados Unidos (5,1 %).

#### Balanza de pagos
| Año  | % del PIB |
| ---- | --------- |
| 2020 | 0,67 %    |
| 2019 | 2,12 %    |
| 2018 | 1,91 %    |
| 2017 | 2,81 %    |
| 2016 | 3,19 %    |
| 2015 | 2,01 %    |
| 2014 | 1,65 %    |
| 2013 | 2,03 %    |
| 2012 | 0,05 %    |
| 2011 | −2,7 %    |

España registró una balanza de pagos positiva de 28 900 millones de euros en 2019 según el Banco de España y el INE, equivalente al 2,1 % de su PIB o 29 600 millones de dólares según el Banco Mundial. Este saldo positivo en cuenta corriente se mantuvo en 2020, aunque se vio seriamente afectado por la fuerte recesión económica producto de la epidemia mundial de Covid-19, reduciéndose a un monto de 8660 millones de dólares o el 0,67 % del PIB, según el Banco Mundial.
El país tuvo un constante déficit con el exterior entre 1987 y 2011, hasta el punto de que en 2008 fue uno de los países con mayor déficit exterior del mundo —145 700 millones de dólares o el 8,9 % del PIB, según el BM—. Sin embargo, en pocos años el país logró reducir progresivamente el déficit con el resto del mundo, hasta que en 2012 la balanza de pagos registró superávit. Desde ese año, el saldo con el resto del mundo ha sido positivo de forma ininterrumpida e incluso España ha logrado situarse como uno de los países con mayor superávit del mundo en sus transacciones con el exterior.
La composición en el saldo de la balanza de pagos ha seguido una tónica semejante a lo largo de las últimas décadas: el comercio de bienes ha sido históricamente deficitario, al igual que el balance de rentas primarias y secundarias, mientras que gracias al fuerte superávit de los servicios (superior al 5 % del PIB entre 2013 y 2019), el saldo exterior ha podido equilibrarse en años de déficit o arrojar un saldo netamente positivo en años de superávit. En términos nominales, los ingresos por cuenta corriente y capital sumaron 515 600 millones de euros, frente a unos pagos de 486 700 millones de euros en 2019. La principal fuente de divisas exteriores de la economía española y motivo principal de los superávits obtenidos en los últimos años es el turismo internacional. El turismo y los viajes representaron por sí solos el 50,7 % de los ingresos por servicios al exterior en 2019 y tuvieron un saldo positivo de 46 280 millones de euros ese mismo año, suficiente para cubrir el déficit de todos los demás indicadores y hacer que España tuviese superávit exterior.

## Infraestructura y servicios

### Energía
El sector energético en España supone aproximadamente un 3 % del producto interior bruto del país, pero su importancia va más allá de su participación en la producción total, al constituir un sector de carácter estratégico del que dependen todas las ramas de la actividad económica, siendo la energía necesaria para la producción de bienes y servicios. Uno de los elementos más destacados del sector energético en España, en los dos últimos siglos, ha sido la escasez y pobreza de los recursos energéticos existentes en el territorio nacional. Esta escasez ha condenado tradicionalmente al sistema energético nacional a una situación de déficit y dependencia exterior. El grado de autoabastecimiento exterior se cifraba en 2008 en un 25 %, cifra que se ha mantenido invariable en la década siguiente, con un 26,6 % en 2018, cifra muy por debajo de la media de la UE, lo que redunda en el déficit comercial del país. Respecto a la distribución eléctrica, toda la red de alta tensión —que supera los 44 000 kilómetros de extensión— está gestionada por Red Eléctrica Española, empresa privada pero con el Estado español como accionista de referencia. La red eléctrica también posee interconexiones internacionales con las redes de los países vecinos, especialmente con Francia y Portugal, y en menor medida con Marruecos. Para completar su infraestructura energética, España tiene un entramado de varios miles de kilómetros de oleoductos —que conectan con refinerías en territorio nacional— y gasoductos, a través de los que recibe el gas procedente de sus socios magrebíes, especialmente Argelia.

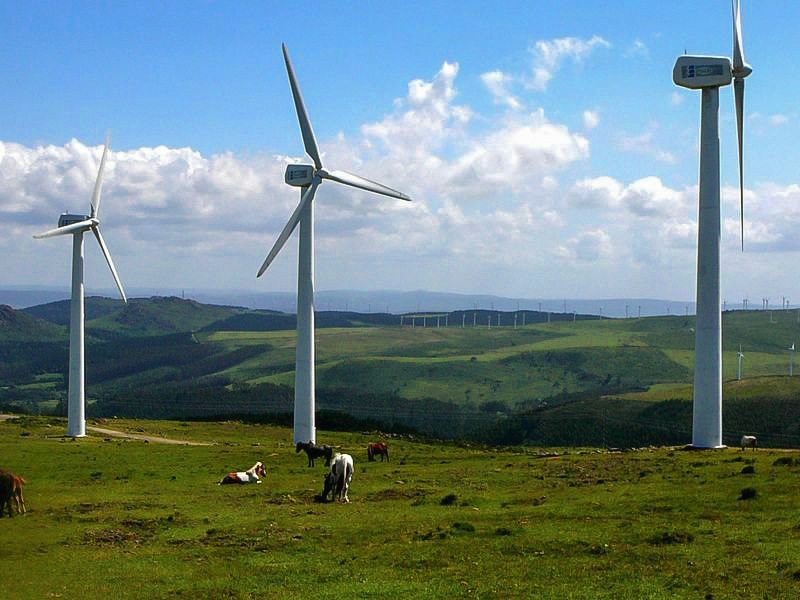
España es líder mundial en energías renovables, especialmente en energía eólica debido a su alta tasa de penetración en el mercado eléctrico

Contaba con una potencia instalada de 110 839 MW en 2020. La demanda energética en España creció notablemente desde finales del siglo XX hasta la primera década del siglo XXI, seguido de un periodo de estabilización. La energía nuclear fue la primera fuente de generación de energía eléctrica en España en 2020, mientras que a muy poca distancia se situó la energía eólica. Paralelo al aumento de las fuentes renovables, se ha producido un fuerte retroceso de algunas fuentes fósiles, especialmente del carbón, que apenas aportó un 2 % de la producción en 2020, cuando todavía proporcionaba un 20 % en 2015. De igual modo se espera un abandono progresivo de la energía nuclear a medida que las centrales lleguen al final de su vida útil. La potencia instalada para la generación eléctrica presenta notables divergencias respecto a la producción bruta y una evolución constante. La energía eólica se situó como la mayor fuente de generación por potencia instalada con 27 485 MW en 2020, seguido del ciclo combinado (26 250 MW) y la energía hidráulica (17 097 MW).

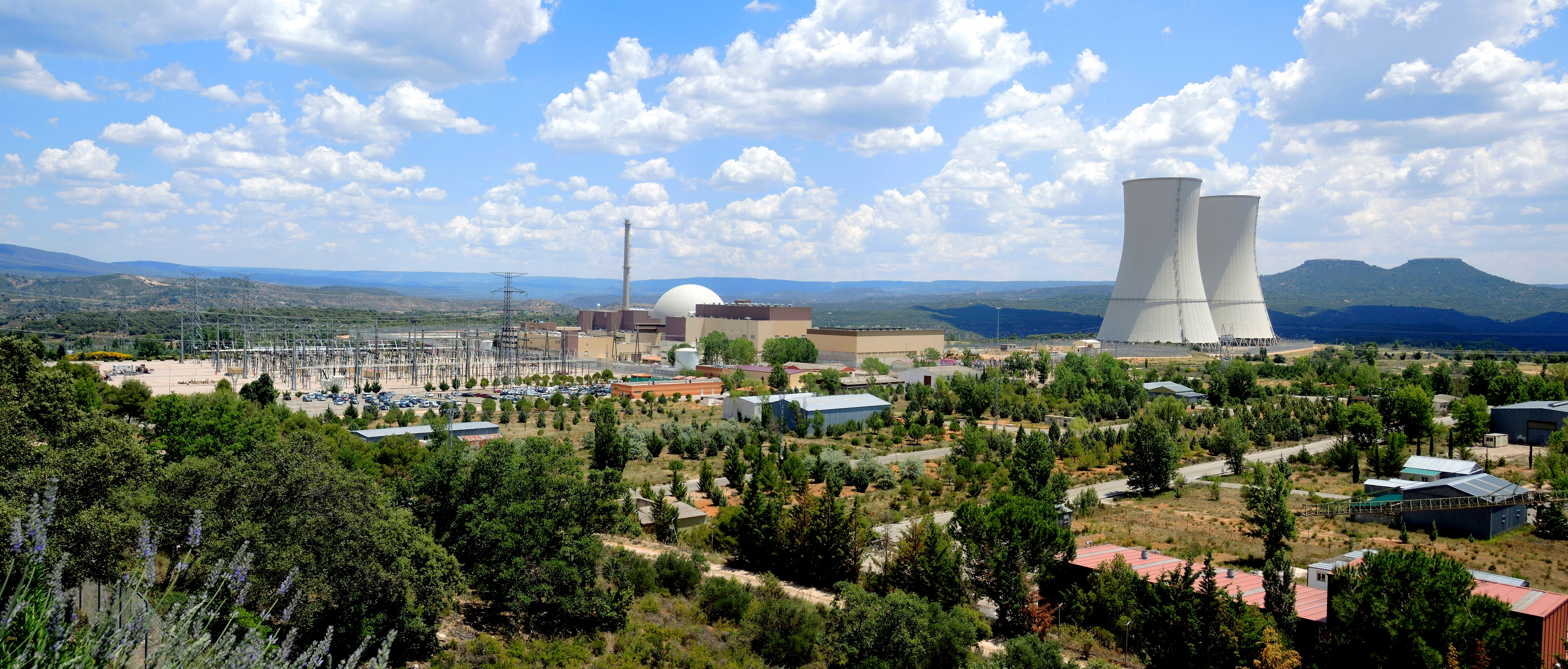
Central nuclear de Trillo, una de las cinco plantas nucleares, con un total de siete reactores, de España

Las condiciones geográficas y climáticas características de España, han permitido al país situarse como uno de los líderes europeos y globales en el uso de energías renovables. La generación de electricidad procedente de fuentes renovables ha ido aumentando constantemente en las últimas décadas, hasta situarse en un 45,5 % en 2020, cuando una década antes se había situado en el 32,5 % (2011). España era el octavo país del mundo en potencia instalada de fuentes renovables en 2020 y se espera que su peso en la producción nacional tienda a aumentar en las próximas décadas. La energía eólica ya se sitúa como la fuente de generación eléctrica con mayor potencia instalada —y la quinta mayor del mundo y la segunda en producción (2020). En 2022 España ocupaba el séptimo lugar a nivel mundial en capacidad fotovoltaica acumulada, con un total de 26,4 GW, y con una tasa penetración en la matriz energética del país del 19,1 %.

### Transporte

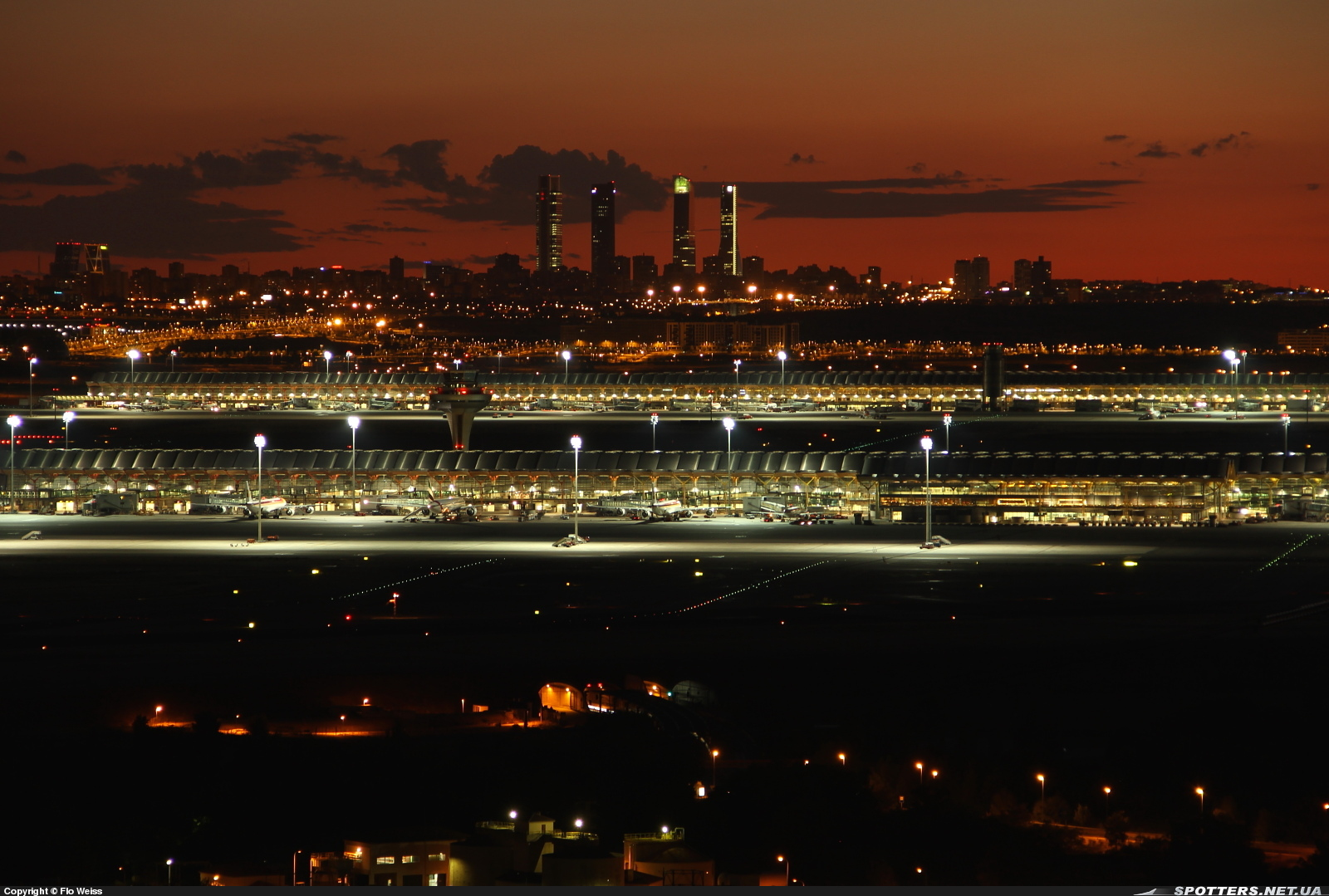
Vista nocturna de la Terminal T4 del aeropuerto Adolfo Suárez Madrid-Barajas, con la capital de España de fondo

España goza de una infraestructura de transporte moderna y altamente desarrollada, fruto de un extraordinario esfuerzo inversor desde mediados de la década de 1980 que tenía el doble objetivo de integrar las diferentes regiones del país y equipararse con los principales países europeos, históricamente con una mejor dotación en un sistema de infraestructura de gran importancia económica. Entre 1995 y 2017, el país invirtió en esta materia una media del 1,42 % de su PIB anual, un 40 % más que Francia y el doble que Alemania, gasto destinado en su mayor parte a carreteras y ferrocarril, y en menor medida a aeropuertos y puertos. Este destacado esfuerzo tuvo su apogeo en el período 2001-2010, cuando se invirtieron más de 174 000 millones de euros en infraestructura de transporte, colocando a España en el primer lugar de las principales economías europeas tanto en inversión por habitante como en proporción a su riqueza.
España cuenta con 51 aeropuertos situados en las distintas regiones, de los que 46 están considerados como «aeropuertos de interés general» —denominación que incluye a los más importantes—. Los aeropuertos de interés general —y dos helipuertos— son gestionados por la empresa pública AENA, el mayor operador aeroportuario del mundo por número de pasajeros.

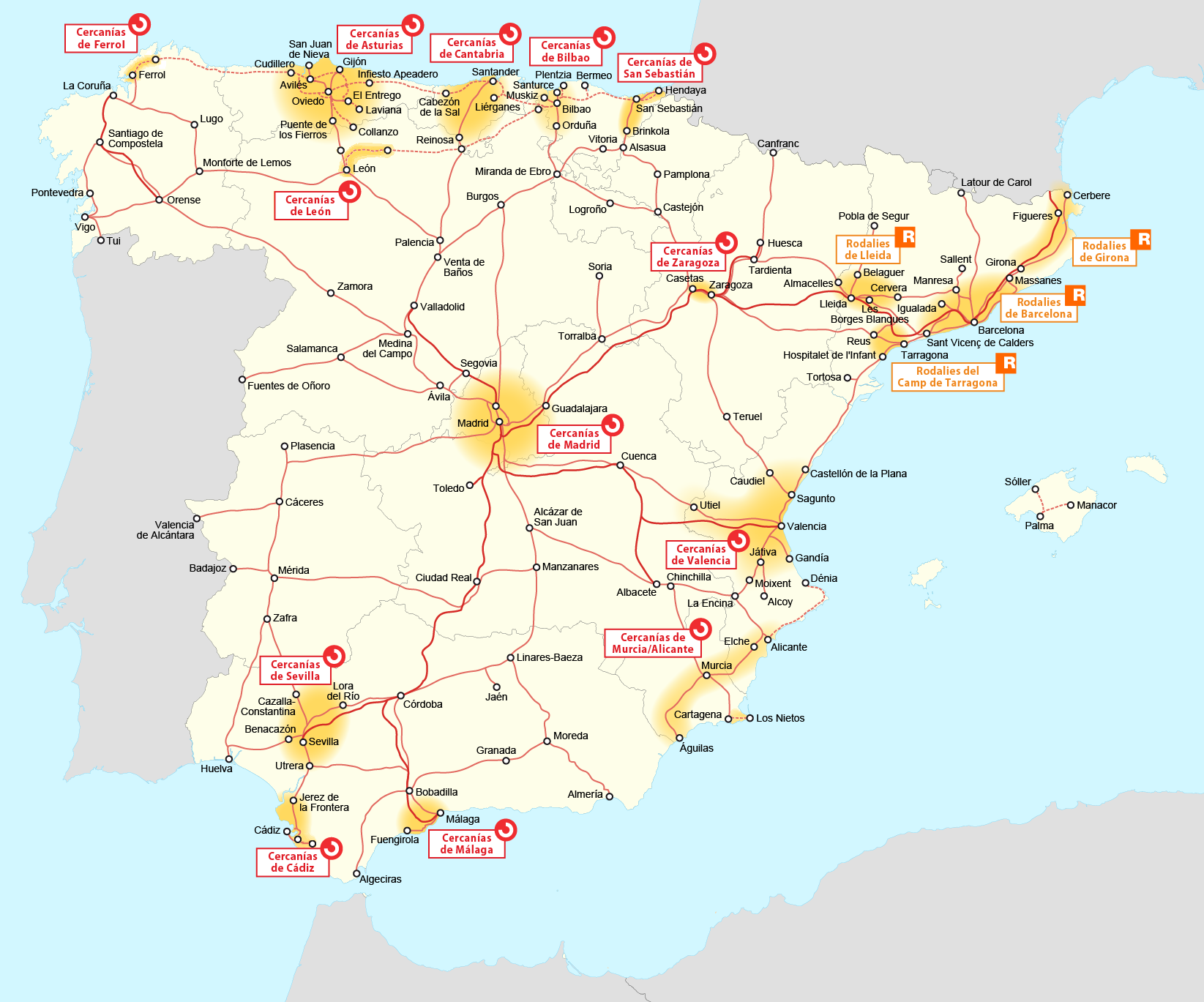
Red de ferrocarriles de ancho ibérico, destacando los núcleos de cercanías, responsables del 90 % del tráfico de pasajeros de tren del país

Por los aeropuertos de AENA, donde operan más de 200 aerolíneas, pasaron más de 275 millones de viajeros en 2019, una cifra que ha crecido significativamente desde comienzos de siglo, al igual que las operaciones de carga de mercancía. De la red de aeropuertos principales destacan el aeropuerto de Madrid-Barajas y el aeropuerto de Barcelona-El Prat, que con sus más de 61 millones y 52 millones de viajeros, respectivamente, absorbieron más del 40 % del tráfico de pasajeros y cerca del 70 % del tráfico de mercancías de la red de aeropuertos de AENA en 2019. Madrid-Barajas es uno de los hub europeos más destacados, al ser un importante centro de conexión aeroportuario entre las diferentes regiones de España y Europa, además de aspirar a su consolidación como intermediario en el puente aéreo entre Europa y América Latina. Madrid-Barajas es también la principal base de operaciones de Iberia, integrante de IAG e histórica aerolínea de bandera española. El aeropuerto de El Prat por su parte también ha procurado, mediante sucesivas ampliaciones, erigirse en un hub de relevancia transcontinental similar a Madrid-Barajas. En la red de aeropuertos tienen gran peso los llamados «aeropuertos turísticos»: los aeropuertos de Palma de Mallorca y Málaga se situaron como el tercero y cuarto más concurridos, con 29 y 19 millones de pasajeros, respectivamente, mientras que por los ocho aeropuertos de Canarias pasaron en conjunto más de 45 millones de pasajeros en 2019. En operaciones de carga y descarga de mercancías destaca el aeropuerto de Zaragoza, segundo del país en tonelaje —frente a su 28.ª posición en tráfico de pasajeros— solo superado por Madrid (2019).
Los ferrocarriles españoles se caracterizan por la heterogeneidad en la anchura de sus vías. La red ferroviaria española está en su mayoría construida en ancho ibérico, mientras que las modernas líneas de alta velocidad incorporan el ancho internacional (FGC) y existen algunas líneas de ancho métrico (FEVE). El sistema ferroviario español es fundamentalmente radial con centro en Madrid. La ciudad de Barcelona permite conectar España con París, Zúrich y Milán entre otras ciudades europeas. La infraestructura ferroviaria es en su conjunto propiedad estatal y está gestionada por la empresa pública Adif, mientras que la también estatal Renfe opera en régimen de monopolio el servicio de pasajeros de todas las líneas de ancho ibérico, incluidos los «núcleos de cercanías», responsables por sí solos de más del 90 % de los viajes en tren de España. El material rodante es fabricado en muchas ocasiones por empresas nacionales de relevancia internacional como Talgo y CAF.

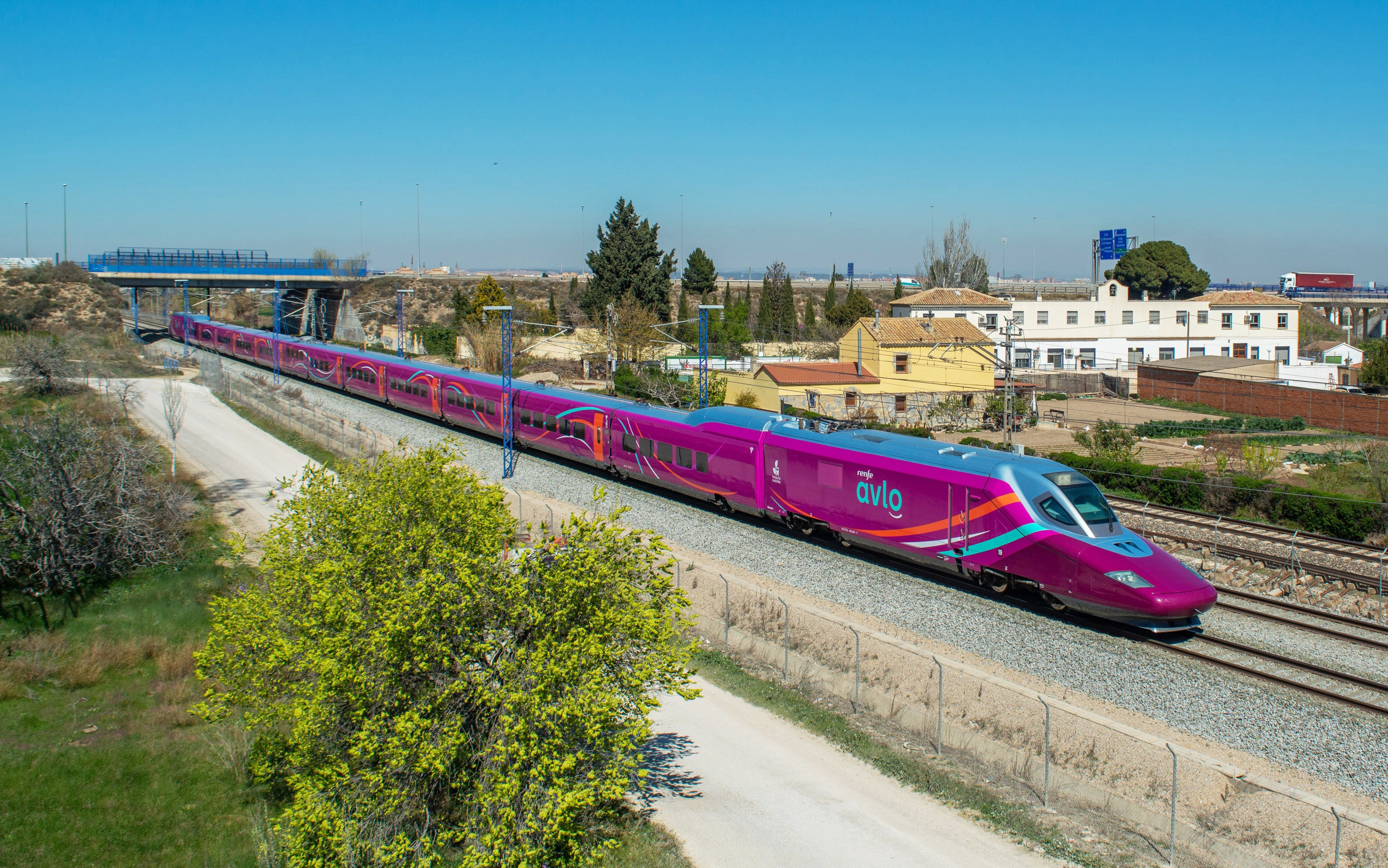
Un tren Avlo de la serie 112 en Miraflores (Zaragoza) con destino Barcelona-Sants. España posee la segunda red más extensa del mundo

La alta velocidad ferroviaria española, con más de 3000 kilómetros de vías y las fuertes inversiones realizadas, que acumulaban más de 61 000 millones de euros en 2020, la convierten en la segunda más extensa del mundo, solo superada por China —aunque es la primera del mundo en densidad de kilómetros por habitante—. Su construcción se ha caracterizado por sus sobrecostes y su endémica infrautilización —es la menos utilizada de los países con redes integrales similares, como Japón o China— además de las dificultades para su construcción debido a la orografía española, muy montañosa. Por otro lado, la red de alta velocidad española ha tenido unos costes de construcción muy inferiores al coste promedio tanto europeo como internacional, su velocidad máxima operativa se sitúa en 350 km/h —la velocidad comercial está fijada en 310 km/h— y su rentabilidad global es positiva. La red de alta velocidad española se encuentra abierta a la competencia pública y privada desde la liberalización ferroviaria europea de 2020; la primera empresa que comenzó a operar en este segmento junto a Renfe —y su servicio de AVE— fue el conglomerado estatal francés SNCF.

Red de autopistas y autovías de España, la más extensa del continente europeo

La red de metro está disponible en diez de las principales ciudades españolas y en el caso de las grandes áreas metropolitanas, también en sus núcleos urbanos adyacentes. Los principales metropolitanos españoles son el de Barcelona, que consta de doce líneas con una longitud de 166 kilómetros y 411 millones de viajeros en 2019 y el metro de Madrid, que con 293 kilómetros de longitud y 677 millones de viajeros en 2019 es el tercer suburbano más extenso de Europa y uno de los mayores del mundo. En algunas ciudades existen también redes de tranvía.

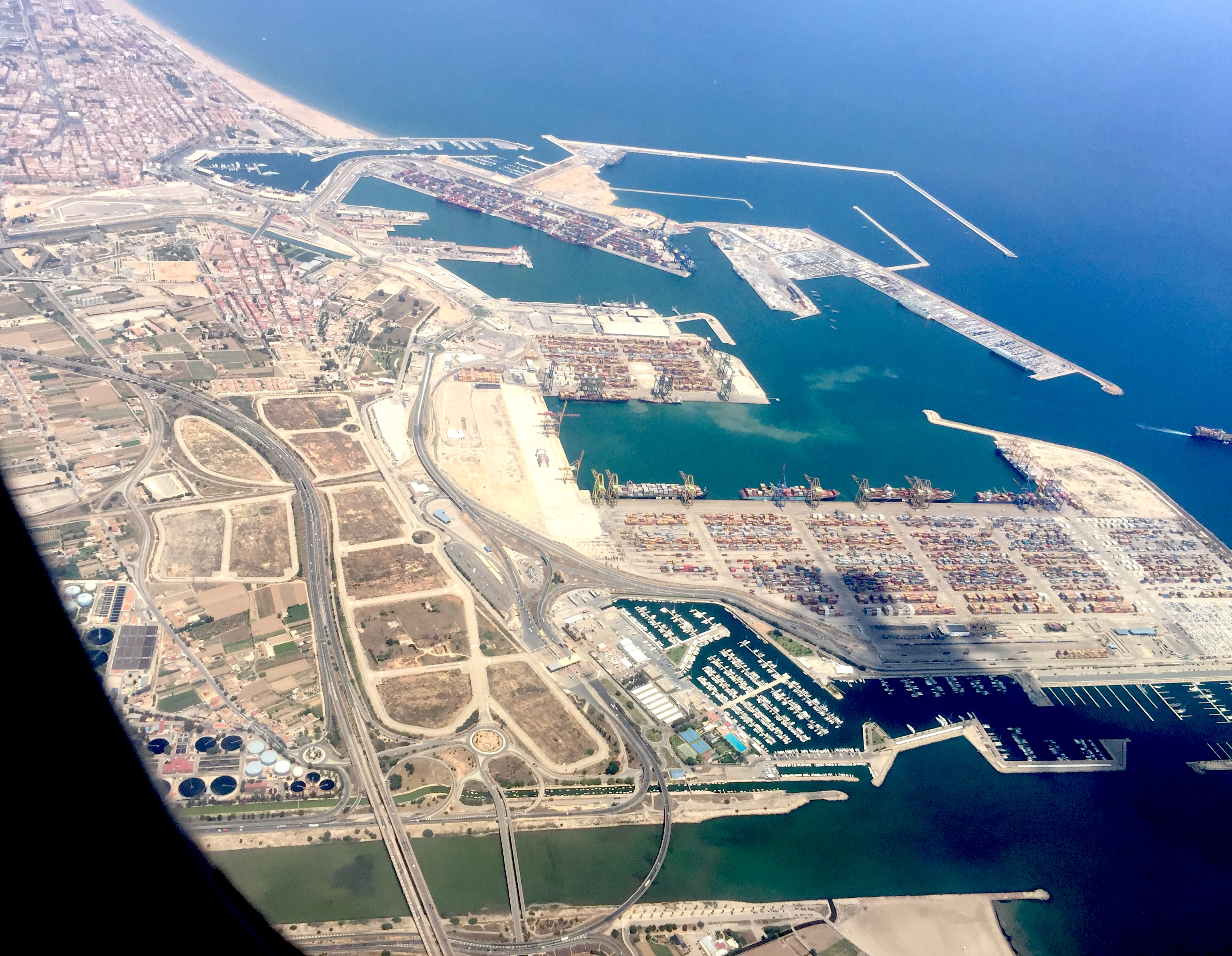
Vista aérea del puerto de Valencia

La red de carreteras española está formada más de medio millón de kilómetros pavimentados y de carácter interurbano. Esta red comprende autopistas de peaje, autopistas libres, autovías, carreteras de doble calzada y carreteras convencionales. En esta cifra no están incluidas las carreteras y calles urbanas, ni las carreteras o caminos agrícolas o forestales. Gracias a las fuertes inversiones de las últimas décadas, España es el país con más kilómetros de vías de alta capacidad —autopistas y autovías— de toda Europa y el tercero del mundo. Su dotación de kilómetros de autopistas y autovías, que forman parte de la Red de Carreteras del Estado y son en su mayoría gratuitas, duplica la media por habitante de la Unión Europea. La red de autopistas y autovías se extiende a lo largo de más de 15 500 kilómetros, más del doble que Italia, superior a los 13 000 km de Alemania —país mucho más poblado— y los más de 11 000 de Francia —sensiblemente más extenso y poblado—.
Asimismo, España goza de numerosas comunicaciones marítimas con más de 53 puertos internacionales en las costas atlántica y mediterránea. Cabe destacar el puerto de Algeciras, el único de España considerado de primer orden mundial por su elevado movimiento de viajeros y mercancías, el puerto de Valencia —junto a Algeciras, uno de los principales puertos de Europa—, así como el puerto de Vigo, siendo también uno de los más activos en cuanto a tráfico de mercancías, capturas vivas de pescado y congelados. El puerto de Sevilla es el único de carácter netamente fluvial que existe en el país, pues aunque la ciudad está en el interior, tiene salida al mar a través del río Guadalquivir. El vecino puerto de Cádiz es un punto estratégico para el embarque de mercancías hacia el archipiélago atlántico de Canarias. El puerto de Barcelona es líder del Mediterráneo en tráfico de cruceros, y el segundo a nivel mundial.

### Vivienda
España tenía un parque de 27 millones de viviendas a finales del año 2022, según datos del Gobierno de España, de las cuales aproximadamente el 77 % se utilizan como residencia habitual, mientras las restantes se emplean como segunda residencia (12 %) y para su alquiler a terceros (9 %). Un 2 % de las viviendas del país en manos de particulares no tienen ningún uso.
El número de viviendas disponibles aumentó en más de cinco millones en el periodo 2000-2020, aunque ese aumento de la oferta —superior al crecimiento de la población— vino acompañado de un fuerte aumento de los precios de la vivienda —especialmente pronunciado hasta 2008—que en menor medida continuó en la segunda mitad de la década de 2010. A principios de 2021, el precio medio de la vivienda a nivel nacional era de 1625 €/m2. El precio, sin embargo, varía ostensiblemente en función de las comunidades autónomas y las capitales de provincia, encontrándose la de mayor valor en Cataluña (3934 €/m2 en 2020), en contraposición a los precios de Extremadura (1198 €/m2 en 2020).
España se caracteriza por una alta tasa de propiedad, superior a la de muchos otros países desarrollados ya que el 76,1 % de los hogares tenía vivienda en propiedad en 2018 según el INE. Por otro lado, aproximadamente el 17,5 % de sus habitantes vive en régimen de alquiler, una solución habitacional en ascenso en las dos últimas décadas, mientras que casi uno de cada cinco propietarios posee dos o más viviendas. Paralelo al aumento del alquiler, la proporción de viviendas en propiedad también ha descendido en las últimas dos décadas —en 2001 hasta el 84,5 % de los hogares tenía vivienda en propiedad—, aunque en el último medio siglo la tendencia a ser propietario ha seguido una marcada tendencia alcista —en 1970 las viviendas en propiedad representaban el 63,4 %, mientras que un 30,1 % de habitantes vivía en régimen de alquiler y el 6,5 % por cesión u otras formas.

### Telecomunicaciones

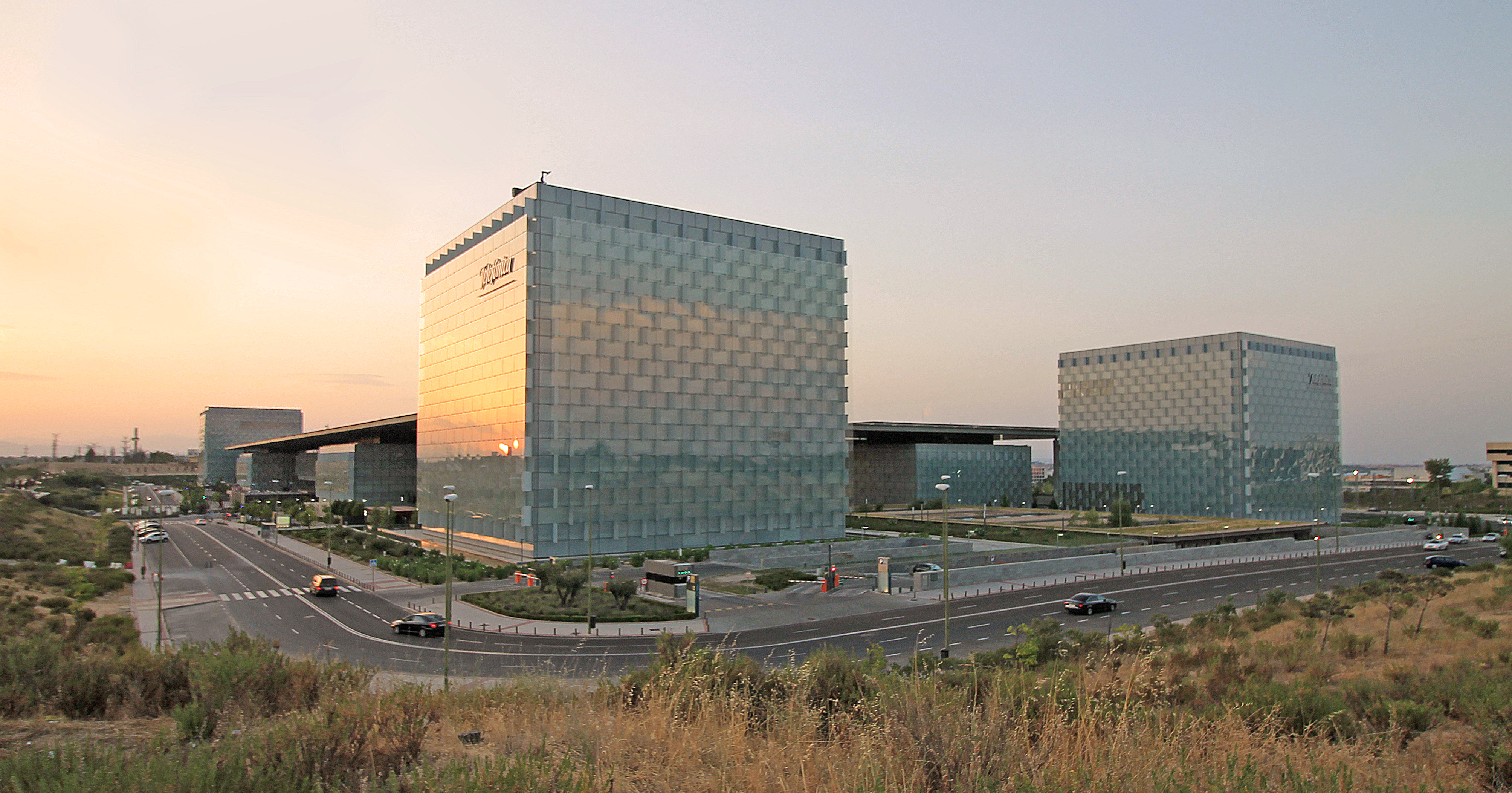
Sede de Telefónica en Madrid, antiguo monopolio estatal de las telecomunicaciones y uno de los principales operadores del país

España posee una buena red de telecomunicaciones y es uno de los mercados más grandes de Europa en este segmento; a la extensa red de cable de fibra óptica convencional hay que añadir una de las mayores redes de cable submarino y conexión vía satélite con los cinco continentes.
El operador mayoritario en telefonía y acceso a Internet es la multinacional de origen español Telefónica, con sede en Madrid, que opera tanto en telefonía fija como móvil, y procede del antiguo monopolio estatal de la telefonía. Sin embargo, el mercado de telecomunicaciones está abierto a la competencia en todos sus sectores desde la ruptura del monopolio, en 1994 para la telefonía móvil con la aparición de Airtel (actualmente, Vodafone) y en 1998 en fija con la salida al mercado de Retevisión (actualmente, Vodafone). En telefonía móvil, existen cuatro operadores con red propia —Movistar, Orange, Vodafone y Yoigo— y un número considerable de operadores móviles virtuales que se reparten un mercado en el que, desde 2006, hay oficialmente más líneas que habitantes. España es uno de los países de la Unión Europea con mayor extensión y calidad de cobertura; según un estudio del Ministerio de Industria de 2006, el 98 % del territorio español contaba ya por entonces con cobertura GSM, por delante de países como Francia, Italia o Alemania. Tras conseguir una cobertura de 4G superior al 85 % de su población en tres años, España se encuentra en pleno despliegue de las redes 5G desde 2019.
En telefonía fija y acceso a Internet, en la actualidad existe un mercado de acceso por cable organizado por demarcaciones en la mayor parte de las cuales operan las principales empresas del sector, además de algunas empresas de ámbito regional en sus respectivas demarcaciones. Además, el operador dominante (Telefónica) está obligado a permitir a terceras empresas la prestación de servicios en su red mediante el alquiler de los pares de cobre de su propiedad y de espacio en sus centrales. Es líder europeo en despliegue de fibra óptica y el objetivo gubernamental pasa por dotar de redes de alta velocidad al 100 % de la población; España poseía una red de fibra óptica más grande que las de Reino Unido, Francia, Italia y Alemania juntas en 2020.

### Sanidad
España, con la segunda esperanza de vida más alta del mundo, goza de un sistema sanitario público de prestigio nacional e internacional, regido por el Sistema Nacional de Salud, que ostenta los primeros puestos en diversos estudios que destacan la fortaleza de su sistema asistencial, en particular su atención primaria. Sin embargo, tras la pandemia de COVID-19 afloraron algunas deficiencias en materia de planificación y gestión. Asimismo, desde finales del siglo XX la sanidad española destaca en donación y trasplante de órganos mediante la Organización Nacional de Trasplantes; la nación se posiciona líder mundial de donaciones, en relación con su población, de forma ininterrumpida desde 1991.

## Cultura

### Patrimonio de la Humanidad

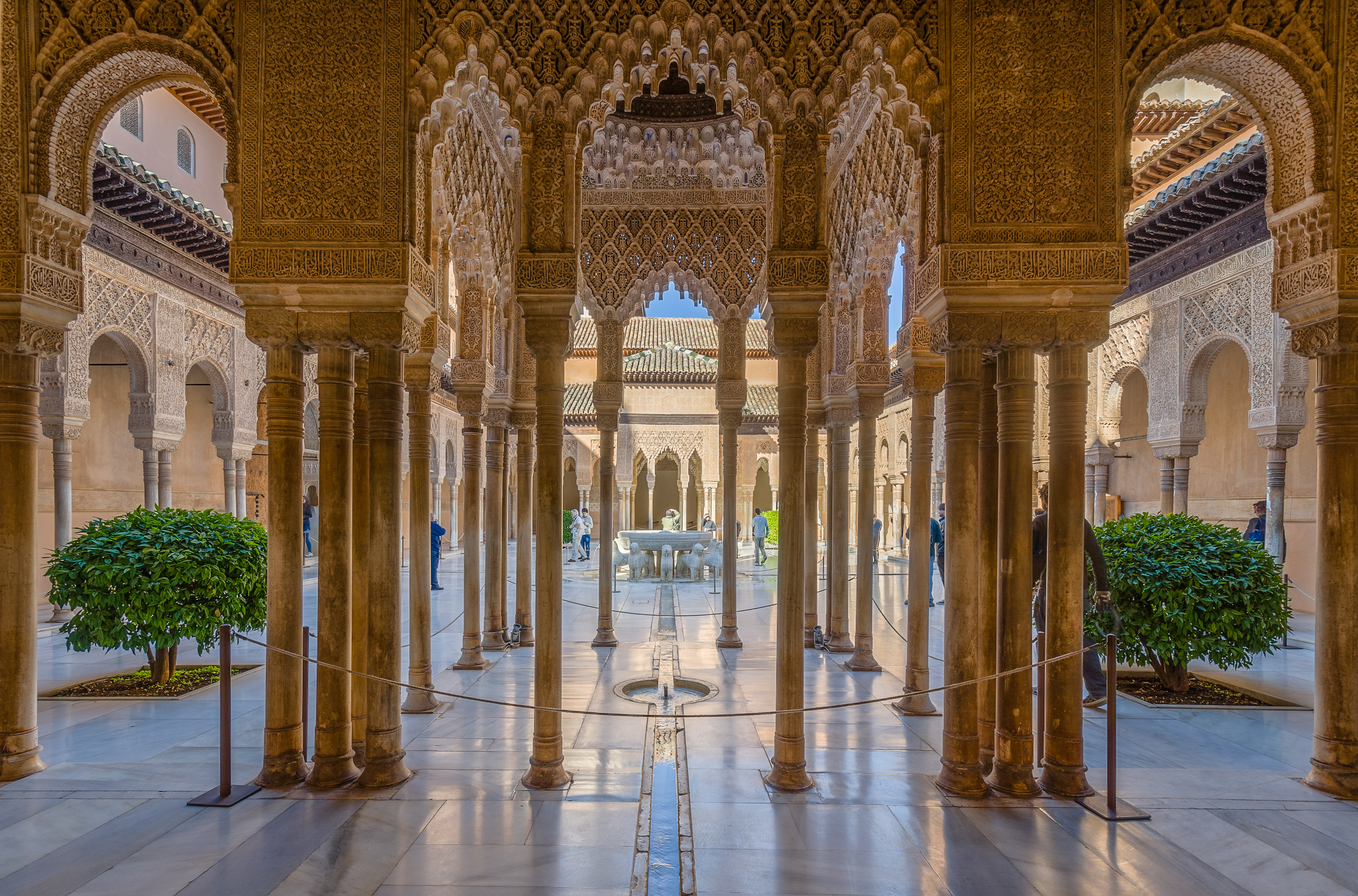
Patio de los Leones de la Alhambra. Esta, junto con el Generalife y el Albaicín, en Granada, se convirtieron en el primer bien Patrimonio de la Humanidad del país en 1984

España es el cuarto país del mundo —junto a Francia— tras Italia, China y Alemania con más monumentos declarados Patrimonio de la Humanidad por la Unesco. En 2021, contaba con 49 bienes declarados, incluyendo Monte Perdido y el valle del Coa y Siega Verde, compartidos con Francia y Portugal respectivamente.
Por otro lado, España cuenta con 17 bienes culturales inmateriales, lo que la convierte en el primer país de Europa con un mayor número de bienes declarados en la lista Representativa del Patrimonio Cultural Inmaterial de la Humanidad.
Esta característica del patrimonio Español promovió que desde las distintas administraciones del Estado se elaborara una ley específica para su protección, la Ley 16/1985 del Patrimonio Histórico Español. Esta ley, aún en vigor, busca la protección de todo bien cultural declarado o no, susceptible de ser de interés público. Emplaza a todas las instituciones que forman parte del estado español o asociaciones culturales a colaborar en el mantenimiento o descubrimiento de este patrimonio cultural, tanto de inmuebles como de bienes muebles, invitando a toda la sociedad a elaborar un censo y catálogo del patrimonio protegido o que se deba proteger.

### Arte

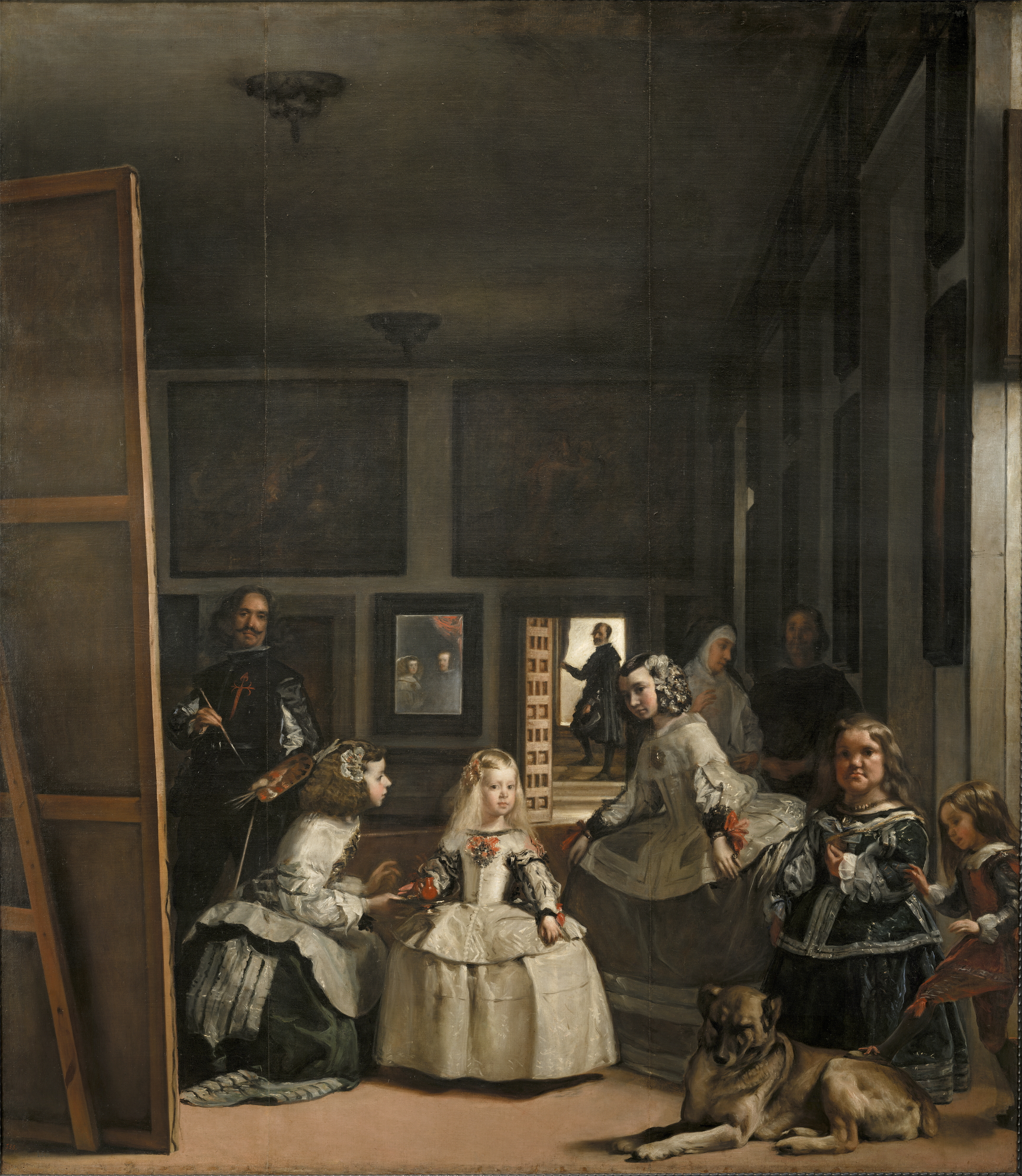
Las Meninas (1656), obra maestra de Diego Velázquez (conservada en el Museo del Prado)

Los diferentes pueblos que pasaron por España a lo largo de la Historia, la situación fronteriza de la península ibérica entre dos continentes con tradiciones culturales diversas, el largo período de influencia política de la monarquía hispánica, y la expansión de la misma en el continente americano, han determinado que el acervo cultural y artístico de España sea uno de los más ricos, variados e influyentes de Occidente. Destaca la gran riqueza patrimonial que conserva España, tanto en yacimientos arqueológicos, templos, palacios, fortalezas, jardines históricos, conjuntos urbanos monumentales, patrimonio etnográfico o museos, como en otra serie de manifestaciones culturales.

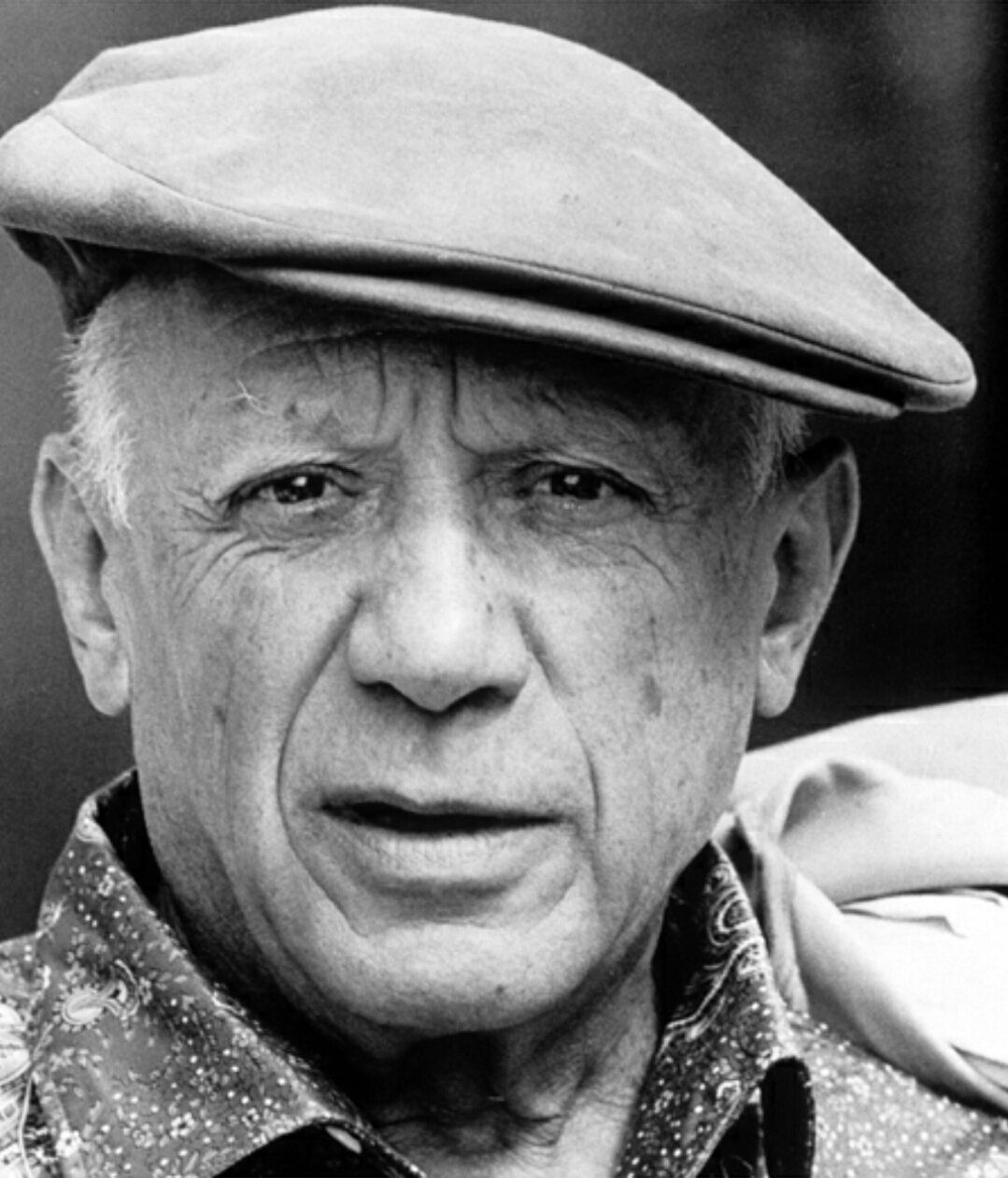
Pablo Picasso en 1962

España ha sido cuna de grandes autores en prácticamente todas las disciplinas artísticas, siendo muy relevante la aportación española al campo de la pintura, con una gran influencia en el desarrollo de numerosos movimientos artísticos europeos y norteamericanos. Debido a su diversidad histórica, geográfica y generacional, el arte español ha conocido también un gran número de influencias exteriores. La herencia mediterránea, con influencias grecorromanas, pero también moriscas, especialmente en Andalucía, sigue siendo evidente en la actualidad. Las principales corrientes europeas que influyeron en el arte español provinieron de Italia, Alemania y Francia, especialmente durante los períodos renacentista, el barroco español y el periodo neoclásico. En el país también nacieron algunos estilos autóctonos, como el arte y la arquitectura prerrománica, la arquitectura herreriana o el gótico isabelino. El llamado Siglo de Oro vio a pintores universales como El Greco, Ribera, Murillo y Zurbarán, entre otros. También en el período barroco, Diego Velázquez creó algunos de las más célebres pinturas españolas, como Las Meninas y Las Hilanderas.
Asimismo, entre los pintores españoles de la época contemporánea, destacan genios de significación universal como Francisco de Goya —que pintó durante un período histórico que incluye la guerra de la Independencia española, las luchas entre liberales y absolutistas y el surgimiento de los Estados-nación contemporáneos—, Joaquín Sorolla, Pablo Picasso, Salvador Dalí, Juan Gris y Joan Miró. Toda esta riqueza artística se encuentra ampliamente representada en las pinacotecas españolas, entre las que figuran algunas de las mejores y más visitadas del mundo, como el Museo del Prado, el Museo Reina Sofía, y el Museo Thyssen-Bornemisza, que juntos forman el llamado «triángulo del arte», uno de los núcleos artísticos de más relevancia en el mundo.

### Literatura

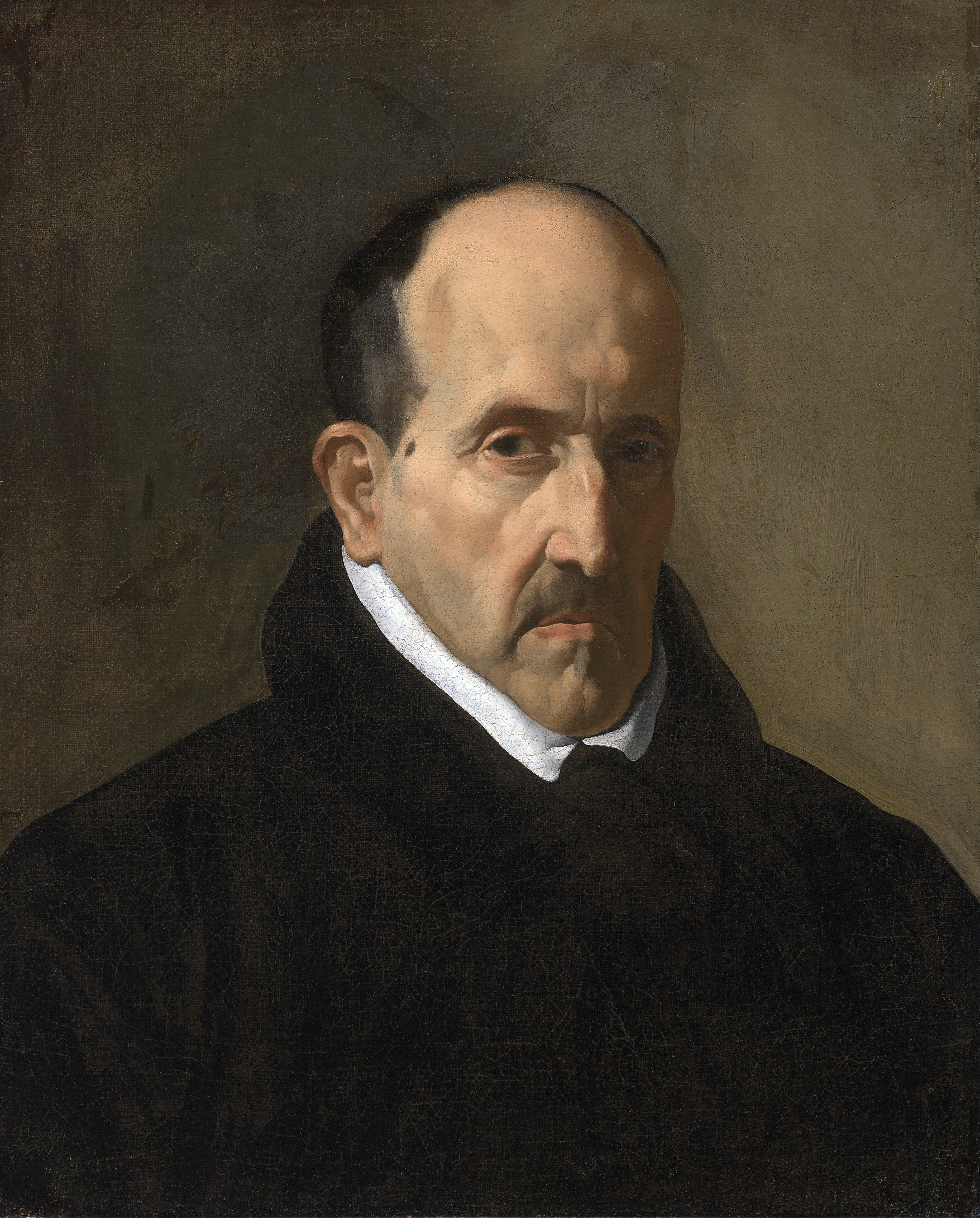
Luis de Góngora, retratado por Diego Velázquez

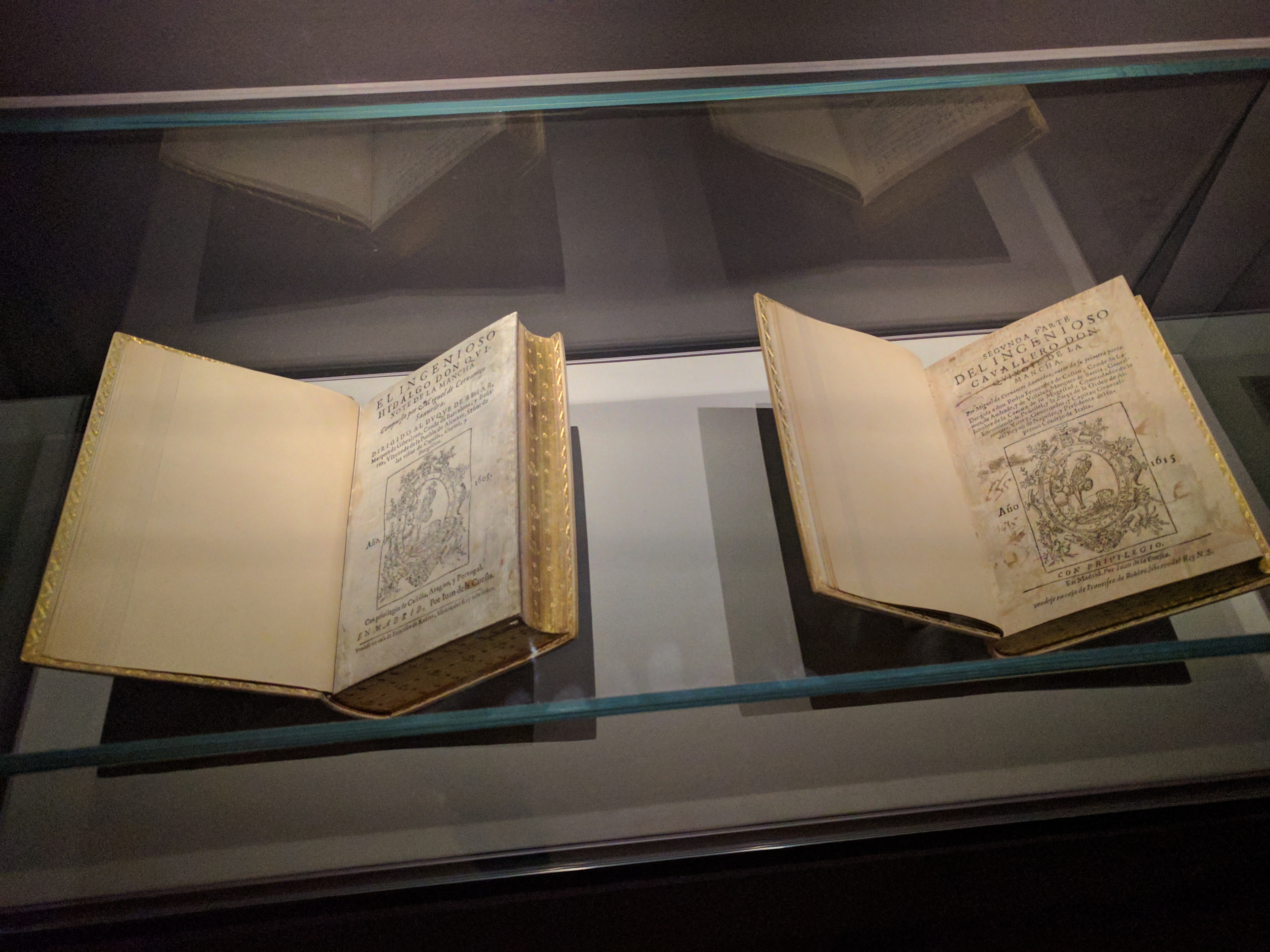
Ejemplares de la primera edición —y su portada original— de la primera (1605) y segunda parte (1615) del Quijote, de Miguel de Cervantes, una de las obras cumbres de la literatura universal y el segundo libro más editado y traducido de la historia tras la Biblia

La literatura de España incluye las tradiciones literarias en castellano, catalán, gallego y vasco, así como la literatura hispanolatina clásica, judeoespañola o hispanoárabe. En su contexto histórico, la literatura española abarca desde las primeras expresiones poéticas conservadas en lengua vernácula hasta la literatura de nuestros días. La literatura de España tiene su origen en la literatura romana, mientras que la literatura de Hispanoamérica tiene su origen en la española y es una de las principales manifestaciones de la literatura en español, con características propias que se fraguaron desde la colonización española de América.
La conquista romana de la península ibérica, iniciada en el siglo III a. C. trajo la cultura latina a la actual España. La llegada de los musulmanes en el 711 d. C. trajo las culturas de Oriente Próximo y Lejano Oriente. En la literatura española medieval, los primeros ejemplos registrados de una literatura vernácula mezclan la cultura musulmana, judía y cristiana. Una de las obras notables es el poema épico Cantar de Mio Cid, escrito en 1140, sin embargo, las Glosas Emilianenses son el primer testimonio de un escrito en lengua romance de la península ibérica. Ya en el barroco y el Siglo de Oro de la literatura en castellano, surgieron los nombres imprescindibles y de influencia universal de Mateo Alemán, Alonso de Ercilla, Francisco de Quevedo, Luis de Góngora, Baltasar Gracián, Lope de Vega, Tirso de Molina y Pedro Calderón de la Barca. De esta época fue también Miguel de Cervantes, probablemente el autor más universal del país gracias a su obra magna, Don Quijote de la Mancha, clásico fundador de la literatura occidental. Posteriormente, durante el reinado de Carlos III, etapa del despotismo ilustrado, la influencia francesa se notó en la literatura española del siglo XVIII. Entre los autores más representativos de este periodo están Gaspar Melchor de Jovellanos, Leandro Fernández de Moratín, Ramón de la Cruz, José Cadalso y Benito Jerónimo Feijoo. Durante el romanticismo, a principios del siglo XIX, los más importantes son: la poesía de José de Espronceda y otros poetas y el teatro de Ángel de Saavedra (duque de Rivas) y José Zorrilla, entre otros autores. En el realismo (finales del siglo XIX), mezclado con el naturalismo, los temas importantes son la novela, con Juan Valera, José María de Pereda, Benito Pérez Galdós, Emilia Pardo Bazán, Leopoldo Alas, Armando Palacio Valdés y Vicente Blasco Ibáñez.

En el modernismo aparecen varias corrientes como el parnasianismo, el simbolismo, el futurismo y el creacionismo. Paralelo al llamado «Desastre del 98» surgió un grupo de escritores jóvenes agrupados en la llamada generación del 98, entre los que se encontraban Miguel de Unamuno, Pío Baroja y José Martínez Ruiz. Entre las voces principales de principios del siglo XX se encuentran también los autores pertenecientes a la generación del 14, como el poeta Juan Ramón Jiménez, los académicos y ensayistas Ramón Menéndez Pidal, Gregorio Marañón, Manuel Azaña, Eugeni d'Ors y Ortega y Gasset, además de los novelistas Gabriel Miró, Ramón Pérez de Ayala, Ramón Gómez de la Serna y el dramaturgo Pedro Muñoz Seca. 

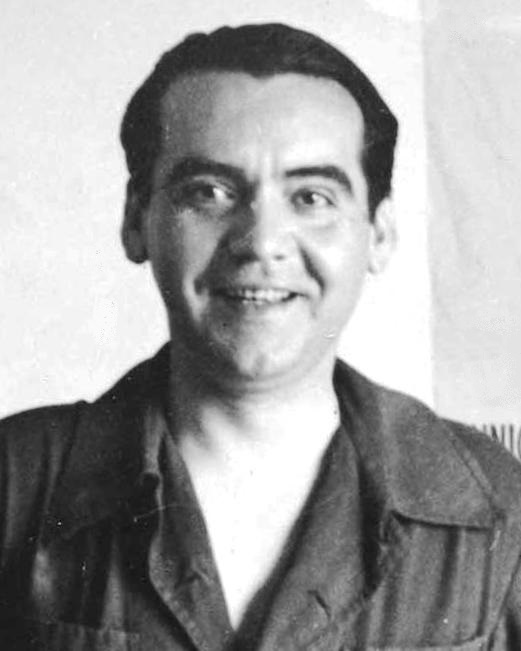
Federico García Lorca en Granada, 1932

Hacia 1920, un grupo de escritores más jóvenes, principalmente poetas, comenzaron a publicar obras que desde el principio revelaron hasta qué punto los artistas más jóvenes estaban absorbiendo la experimentación literaria de los escritores de 1898 y 1914. Entre estos autores, que por su estrecho vínculo conformarían la Generación del 27, se encuentran los nombres de Pedro Salinas, Federico García Lorca, Jorge Guillén, Dámaso Alonso y Vicente Aleixandre, entre otros. Novelistas como Rosa Chacel, Francisco Ayala y Ramón J. Sender fueron igualmente experimentales y académicos. Esta extraordinaria época en cuanto a producción literaria ha llevado a denominarla en ocasiones como «Edad de Plata de las letras españolas».
La guerra civil española tuvo un impacto devastador en la escritura española. Entre los pocos poetas y escritores de la guerra civil, destaca Miguel Hernández. Durante las dos primeras décadas de dictadura, la literatura siguió la visión reaccionaria del dictador Francisco Franco de una «segunda edad de oro española» y muchos de los máximos exponentes literarios marcharon al exilio. A mediados de la década de 1950, como en la novela, una nueva generación que solo había experimentado la guerra civil española en la infancia estaba llegando a la mayoría de edad. A principios de la década de 1960, los autores españoles se encaminaron hacia una experimentación literaria incansable. Cuando Franco murió en 1975, la importante labor de instaurar la democracia tuvo un impacto literario inmediato. En los próximos años, jóvenes escritores como Juan José Millás, Rosa Montero, Javier Marías, Cristina Fernández Cubas, Enrique Vila-Matas, Carme Riera y más tarde Antonio Muñoz Molina y Almudena Grandes, comenzarían a conquistar un lugar destacado.

### Educación
La Constitución española de 1978 y los Estatutos de Autonomía otorgan a las comunidades autónomas la competencia para regular y administrar la educación no universitaria, siendo el Estado responsable de establecer las bases legales y garantizar la igualdad en el ejercicio del derecho a la educación. La transferencia efectiva de competencias concluyó alrededor del año 2000.
El Informe PISA es un estudio internacional de la OCDE que evalúa las competencias de los estudiantes de 15 años en matemáticas, lectura y ciencias. En el informe de 2022, España se sitúa en el puesto n.º 28 de 81 países participantes. El país se queda más cerca que nunca de la media de la OCDE y la Unión Europea, a pesar de obtener su peor resultado histórico como consecuencia de la pandemia de COVID-19, aunque acentúa una bajada por la crisis sanitaria menor que en los países de su entorno. En pensamiento creativo, los alumnos españoles sacaron una media de 32.8 puntos, alineada con la media de la OCDE (32.7), en alfabetización financiera una media de 486 puntos, 12 por debajo de la OCDE (498), en matemáticas 473 puntos (frente a los 472 de media OCDE), comprensión lectora 474 (476) y ciencias 485 (485).
Uno de los problemas que se citan frecuentemente en la educación en España es la existencia de un sistema que evalúa más la memorización de datos que la comprensión general de los mismos, así como una falta de formación específica en competencias oratoria, financiera o emocional,
 entre otras.
Por otro lado, según la Encuesta sobre Equipamiento y Uso de Tecnologías de Información y Comunicación en los Hogares realizada por el INE en 2019, el 57,7 % de la población de entre 16 y 76 años tenía competencias digitales básicas (21,1 %) o avanzadas (36,1 %), mientras que el 31,5 % tenía competencias bajas y el 2,0 % nulas. El 73,6 % de la misma franja de edad decía contar con competencias en información avanzadas, mientras que el 9,4 % y el 7,7 % afirmaba tener competencias bajas y nulas respectivamente. El 59,5 % decía tener habilidades de resolución avanzadas, mientras que el 18,3 % y el 12,9 % afirmaba tener competencias básicas y nulas respectivamente. El 66,5 % se decía poseedor de habilidades de comunicación avanzadas, mientras que el 16,7 % y el 7,5 % de los encuestados afirmaban contar con competencias bajas y nulas, respectivamente, en este sentido.

### Arquitectura
Gracias a su variedad geográfica e histórica, España muestra una gran diversidad en su arquitectura. Aunque las obras más primitivas datan del Megalítico las obras de la Edad Antigua más imponentes son las procedentes de la época romana, entre las que destacan por su magnificencia el acueducto romano de Segovia, las ruinas romanas de Mérida o el puente de Alcántara. Los siete siglos de presencia islámica en la península dejaron un rico patrimonio artístico —Córdoba se erigió en capital cultural del califato Omeya—, con monumentos de gran interés como la mezquita de Córdoba o la Alhambra de Granada. Paralelo al desarrollo arquitectónico musulmán, en el norte cristiano se desarrolló en primer término el estilo prerrománico, aún alejado del resto de corrientes de Europa Occidental, aunque posteriormente se construyeron importantes representantes del estilo románico y gótico, como las catedrales de Toledo, Barcelona, León y Burgos. En el Renacimiento destacó el estilo sui géneris conocido como plateresco, cuyo monumento más representativo es la Universidad de Salamanca.

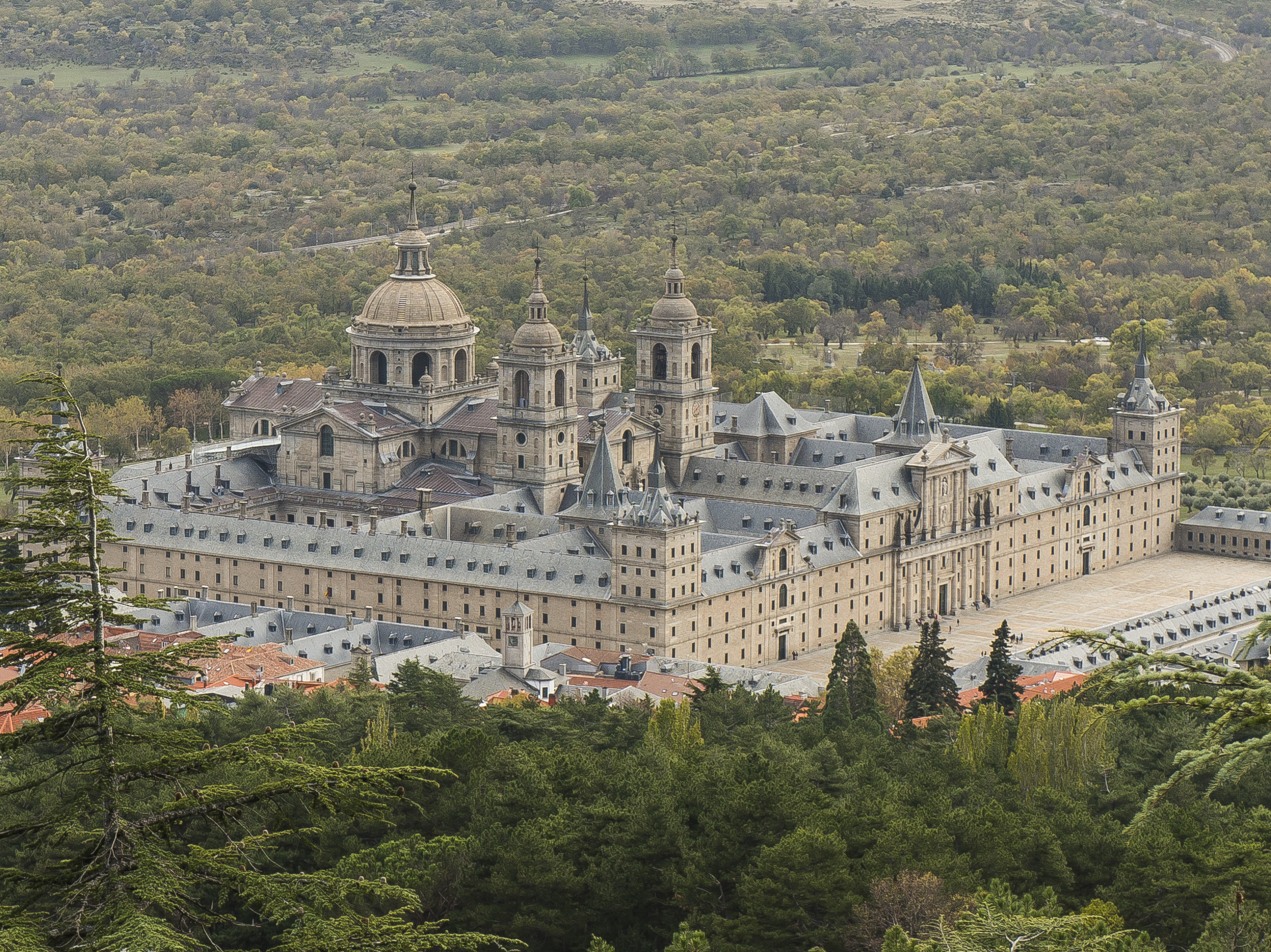
Monasterio de El Escorial (1584), obra magna de Juan de Herrera

El barroco en España ocupó un lugar muy importante y, contemporáneo con las épocas más gloriosas y prolíficas del arte español, acabó extendiéndose significativamente a las colonias españolas en América, en especial a Nueva España y Perú. Del barroco surgen dos visiones diferentes: por un lado el austero estilo herreriano —concebido por el arquitecto Juan de Herrera— cuya obra cumbre es el Monasterio de El Escorial, y por otra parte, el sobrecargado y desbordado estilo churrigueresco —de la familia Churriguera—. En Galicia, del barroco surgió un estilo único conocido como «barroco compostelano». El neoclasicismo se extendió gracias a la Real Academia de Bellas Artes de San Fernando, pero sus postulados tuvieron menos éxito en España que el expresivo barroco. Su figura principal fue Juan de Villanueva, que adaptó las ideas de Edmund Burke y construyó el Museo del Prado (planeado como Gabinete de Ciencias), el observatorio astronómico de El Retiro o el Real Jardín Botánico de Madrid.

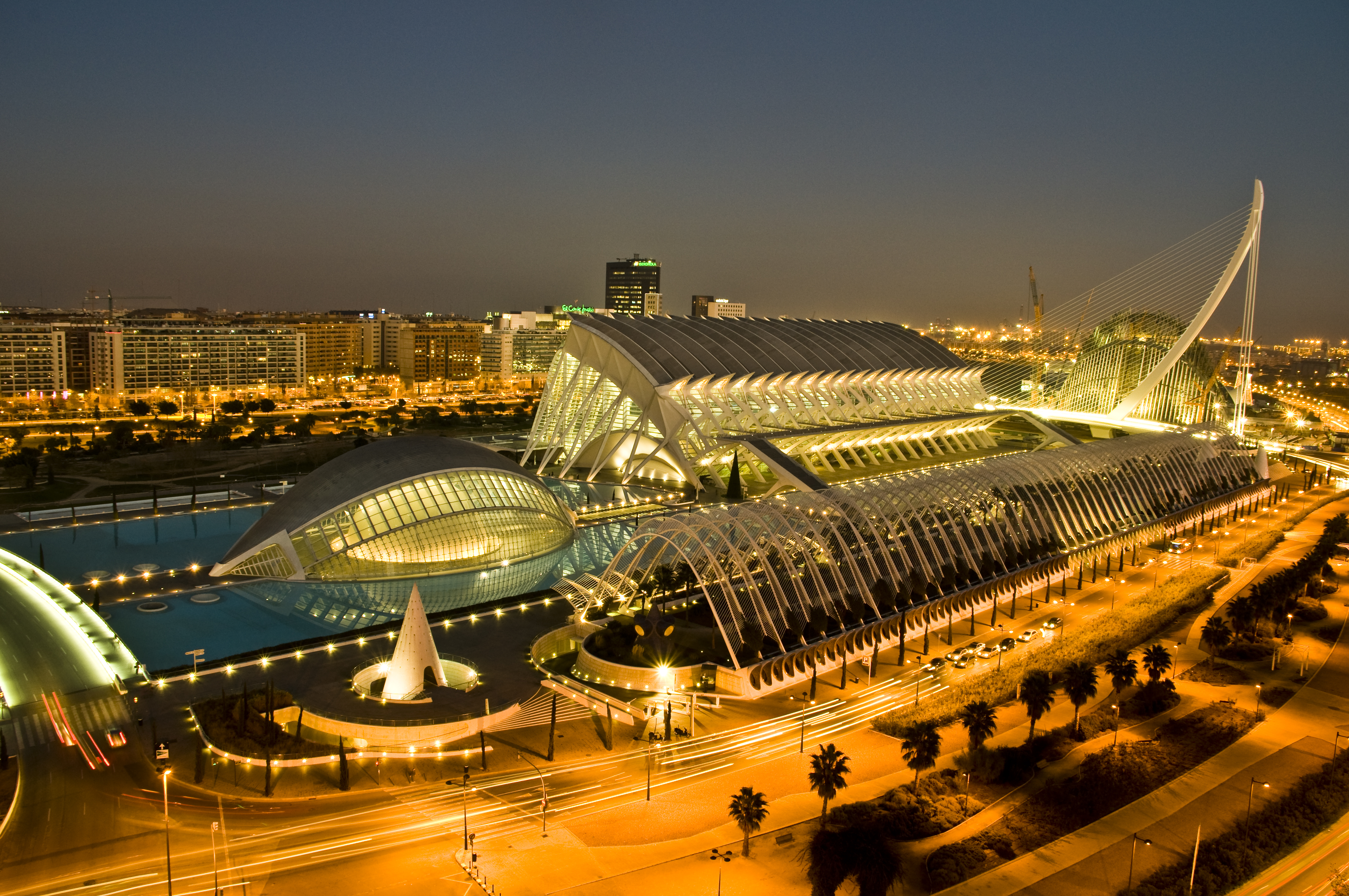
Ciudad de las Artes y las Ciencias de Valencia, obra de Santiago Calatrava, ejemplo de arquitectura contemporánea española

Ya en la Edad Contemporánea, el modernismo jugó un importante papel con amplia repercusión internacional. Centrado en Barcelona, convertida en un polo internacional de las corrientes arquitectónicas más innovadoras, el modernismo revolucionaría los esquemas tradicionales. El máximo exponente de esta corriente fue Antoni Gaudí, cuya construcción más destacada, dentro de su prolífica obra, fue la Sagrada Familia. Tras la muerte de Francisco Franco y la restauración de la democracia, se abrió un periodo de optimismo arquitectónico en España. El regionalismo crítico se convirtió en la escuela dominante, al tiempo que el flujo de dinero de la UE, el turismo de masas y una economía en ascenso resultaron en un campo fértil para la arquitectura nacional, con una generación de nuevas personalidades representadas por nombres como Enric Miralles, Rafael Moneo, Ricardo Bofill, Carme Pinós y Santiago Calatrava.
Urbanismo
A nivel general, el urbanismo en España se define por la existencia de núcleos urbanos con centros históricos, construidos antes de la industrialización, con calles estrechas, sinuosas y morfología cristiana cuanto más al norte y musulmana cuanto más al sur. En el siglo XIX, la nobleza, el clero y la burguesía abandonan el centro para vivir en los ensanches, quedando el centro aislado, deteriorándose. Estos ensanches se construyen ya siguiendo el modelo de ciudad planificada, con calles rectas, largas, más anchas, para permitir el paso de carruajes. Destacan, por ejemplo, el Eixample de Barcelona o el barrio de Salamanca y la Ciudad Lineal de Madrid. Se empiezan a hacer mayores intervenciones urbanas. En Granada, se realiza el embobedado del río Darro, aunque no será hasta el siglo XX cuando los centros históricos se empiezan a sanear más. Con el boom de la construcción de los años 60 se destruyen numerosos edificios históricos en los núcleos urbanos, substituyéndolos por otros de mayor altura, perdiendo su identidad cultural e histórica. Con el éxodo rural, las ciudades crecen rápidamente, los ensanches se hacen cada vez con calles más amplias. A finales del siglo XX y principios del XXI se apuesta por las grandes regeneraciones urbanas como la de la ría de Bilbao, a veces por el impulso de determinados eventos como los Juegos Olímpicos de Barcelona 1992, que suscitó la regeneración del litoral de Barcelona, o la candidatura de Madrid a los Juegos Olímpicos de 2012, que promovió la creación de Madrid Río.
Regionalismo
Las distintas culturas regionales se expresan también en la arquitectura. En el mundo rural, existen como figuras propias el cortijo, en Andalucía, la masía, en Cataluña, la posesión, en Baleares, la alquería, en la Comunidad Valenciana, la casona, en Cantabria, el caserío, en el País Vasco y Navarra, o el pazo, en Galicia, entre otros.

### Fiestas oficiales

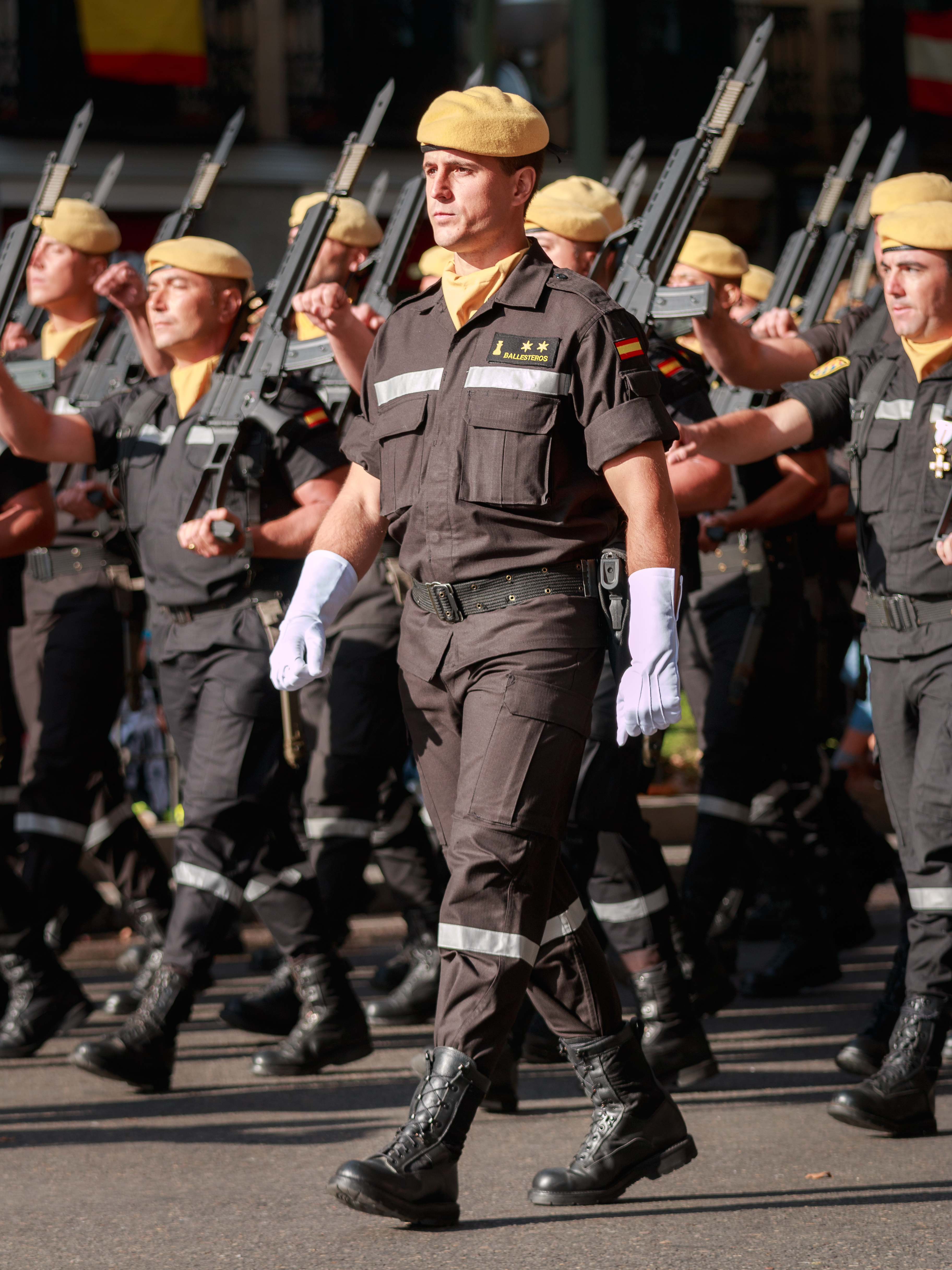
Efectivos de la UME desfilando con motivo de la Fiesta Nacional en Madrid

El calendario de fiestas oficiales se fija cada año, dependiendo de la distribución semanal. El repertorio de fiestas comunes para toda España son las siguientes:
| Fecha           | Nombre                  | Notas                                                                                   |
| --------------- | ----------------------- | --------------------------------------------------------------------------------------- |
| 1 de enero      | Año Nuevo               | Festividad internacional                                                                |
| 6 de enero      | Epifanía del Señor      | Festividad católica: Día de Reyes                                                       |
| Marzo o abril   | Viernes Santo           | Festividad cristiana                                                                    |
| 1 de mayo       | Día de los Trabajadores | Festividad internacional                                                                |
| 15 de agosto    | Asunción de la Virgen   | Festividad católica                                                                     |
| 12 de octubre   | Fiesta Nacional         | Conmemoración del descubrimiento de América                                             |
| 1 de noviembre  | Día de Todos los Santos | Festividad católica                                                                     |
| 6 de diciembre  | Día de la Constitución  | Conmemoración del referéndum para la ratificación de la Constitución española           |
| 8 de diciembre  | Inmaculada Concepción   | Festividad católica: día de la patrona de España para la Iglesia católica.              |
| 25 de diciembre | Natividad del Señor     | Festividad cristiana:: Día de Navidad, conmemoración del nacimiento de Jesús de Nazaret |

Según el Real Decreto Legislativo 2/2015, de la Ley del Estatuto de los Trabajadores, cuatro días festivos son fijos y de ámbito nacional: Año Nuevo, Fiesta del Trabajo, Fiesta Nacional y Natividad del Señor. Son no laborables siempre en sus respectivos días, excepto cuando caen en domingo; en ese caso son traspasadas al lunes.
Además de diez festividades nacionales, cada comunidad autónoma puede fijar dos días festivos, aparte de la propio festividad de la comunidad autónoma, y cada municipio otros dos, de tal forma que el máximo de días festivos en cualquier localidad no exceda de catorce.

#### Festividades religiosas de ámbito público

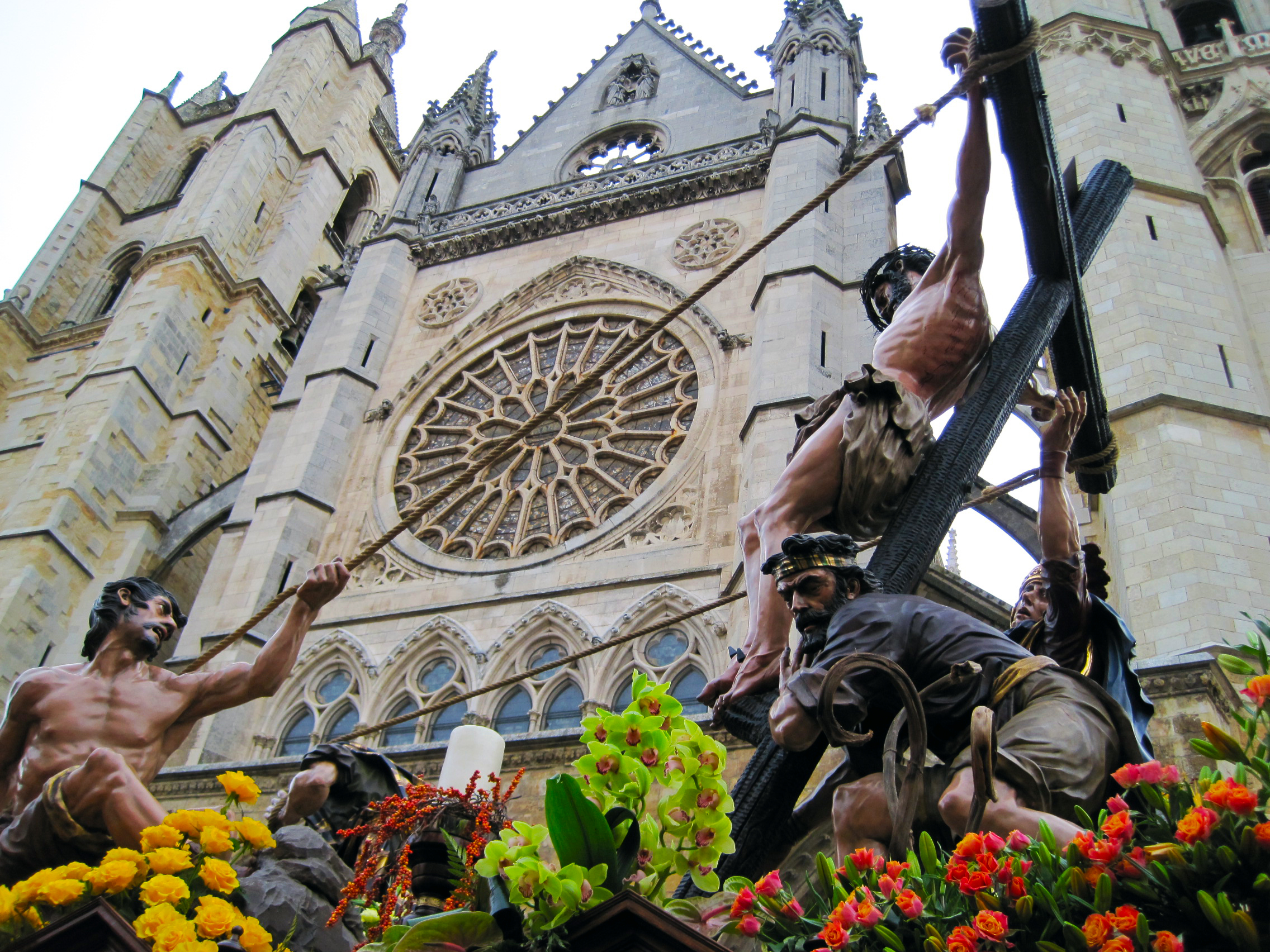
La Semana Santa es una festividad religiosa de gran peso social en España. En la imagen, la Exaltación de la Cruz en la procesión de los Pasos frente a la catedral de León

La religión católica ha sido la predominante en España en los dos últimos milenios. Así pues, es significativo el papel festivo que desempeña en numerosos pueblos y ciudades.
Las festividades religiosas de ámbito público que destacan son aquellas relacionadas con la Pasión de Cristo, con veinte semanas santas declaradas Fiestas de Interés Turístico Internacional, y la Pascua, especialmente Pentecostés y Corpus Christi.

### Tauromaquia
En España se conserva la tradición de realizar diversos espectáculos taurinos, tales como encierros o corridas de toros, que son seña de identidad de numerosas fiestas populares.
Las plazas de toros se distribuyen por categorías. Las diez de primera categoría son: Las Ventas de Madrid; Real Maestranza de Sevilla; La Misericordia de Zaragoza; la plaza de toros de Valencia; La Malagueta de Málaga; la Monumental de Barcelona; la Monumental de Pamplona; Vista Alegre de Bilbao; la plaza de toros de los Califas de Córdoba; e Illumbe de San Sebastián.

Distribución de las lenguas españolas:

### Lenguas
El idioma oficial y el más hablado en el conjunto de España, por un 99 % de la población, es el español o castellano, lengua materna del 89 % de los españoles. Su conocimiento es obligatorio para los españoles, según la Constitución de 1978. Aparte de sus variedades habladas y escritas, en la isla canaria de La Gomera se codifica mediante el silbo gomero, un lenguaje silbado que originalmente se utilizaba para el idioma guanche, ya extinto.
La estimación del número de hablantes de castellano en todo el mundo va desde los 450 a los 500 millones de personas, siendo la segunda lengua materna más hablada tras el chino mandarín, y tercera si se cuentan los hablantes de segundas lenguas. Es la segunda lengua más estudiada tras el inglés y se prevé que se consolide como segunda lengua de comunicación internacional en el futuro.

Extensión del uso del idioma español a lo largo del mundo:
Español como idioma oficial
Español como idioma cooficial
Lugares donde carece de estatus oficial, pero es hablado por un 20 % o más de la población

Además se hablan otras lenguas que tienen distintas calificaciones legales. El artículo 3.2 de la Constitución, preveía que se declarasen oficiales en sus regiones mediante los Estatutos de Autonomía:

2. Las demás lenguas españolas serán también oficiales en las respectivas Comunidades Autónomas de acuerdo con sus Estatutos
Artículo 3 de la Constitución Española

Ordenadas por número de hablantes nativos, las lenguas que sí han sido reconocidas como oficiales son:
- Catalán o valenciano (9 % de la población),[305] cooficial en Cataluña, las Islas Baleares y la Comunidad Valenciana. Es hablado también en la región oriental de Aragón, conocida como Franja de Aragón. La Ley de Lenguas de 2009[314] regula el uso, la protección y la promoción del idioma en Aragón, otorgándole derechos como su uso en la educación, así como dirigirse con ella en las administraciones aragonesas, definiéndola como «lengua propia, original e histórica» de la comunidad autónoma, si bien sin llegar a concederle el grado de cooficialidad. Es hablado también, sin estatus de cooficialidad, en la comarca murciana de El Carche. Oficialmente se denomina valenciano en la Comunidad Valenciana.[315] Fuera de España, es la lengua propia y única oficial de Andorra. Es hablado también en el Rosellón, en Francia, donde no tiene estatus oficial.
- Gallego (5 % de la población),[305] cooficial en Galicia. Es hablado también en algunas zonas fronterizas de Asturias y Castilla y León (León y Zamora), sin estatus de cooficialidad.
- Euskera (1 % de la población),[305] cooficial en el País Vasco y en la zona vascófona de Navarra. Es hablado también en la zona mixta de Navarra (donde, sin ser oficial, goza de cierto reconocimiento) y de forma muy minoritaria en la zona no vascohablante. Se habla también en parte del departamento francés de Pirineos Atlánticos, en el llamado País Vasco francés.
- Occitano, cooficial en Cataluña.[316] Es hablado, en su variedad aranesa, en los municipios leridanos del Valle de Arán. Sin embargo, la mayoría de hablantes de occitano se encuentran en el Sur de Francia.

También se hablan una serie de lenguas o dialectos románicos que no tienen estatus de lengua oficial, aunque según los casos, sí diferentes grados de reconocimiento legal:
- Asturleonés, hablado principalmente en Asturias, donde es llamado asturiano o bable y está reconocido por medio del artículo cuarto del Estatuto de Autonomía, que promueve su uso y protección. También es hablado, aunque en menor medida, en el norte y oeste de las provincias castellanoleonesas de León y Zamora, donde se conoce por el nombre de leonés, término glotónimo que hace referencia a esta misma lengua —reconocida como «objeto de protección específica» en el artículo quinto del Estatuto de Autonomía—, también hablada en el municipio portugués de Miranda de Duero, donde se denomina mirandés y cuenta con reconocimiento como lengua cooficial.[317] Por otra parte, existen varias hablas de transición entre el castellano y el diasistema lingüístico asturleonés. Entre esas hablas de transición se encuentra en zonas de Cantabria la llamada habla montañesa,[318] y en ciertas áreas de Extremadura y en la comarca de El Rebollar, al sur de Salamanca, el llamado altoextremeño, denominado también habla de El Rebollar.[319] A principios del siglo XX, varios autores, incluían estas hablas de transición dentro del mismo dominio lingüístico, sin embargo actualmente ya no se incluyen dentro del dominio lingüístico nuclear asturleonés.[320]
- Aragonés, es hablado en todo el norte de Aragón. La Ley de Lenguas de 2009[314] y la Ley de Lenguas de 2013 regulan el uso, la protección y la promoción del aragonés, dando a la lengua derechos como su uso en la educación, así como dirigirse con ella en las administraciones aragonesas. Se define como «lengua propia, original e histórica» de la comunidad autónoma, si bien sin llegar a concederle el grado de cooficialidad.
- Fala, un conjunto de tres variedades de una lengua romance del subgrupo galaico-portugués hablada en los municipios de San Martín de Trevejo, Eljas y Valverde del Fresno, todos ellos en el Valle de Jálama, al noroeste de la provincia de Cáceres (en la frontera portuguesa). Otros nombres con los que se la conoce son Xalimés, Mañegu (o Manhegu), A fala de Xálima, A fala d'acá, A nossa fala y chapurráu (en Valverde)[321] o, por los partidarios de la teoría sobre la relación entre la fala y el idioma gallego, «gallego de Extremadura» o «galaico-extremeño».[322]

España ratificó el 9 de abril de 2001 la Carta Europea de las Lenguas Minoritarias o Regionales del Consejo de Europa.

### Religión
El catolicismo es la religión predominante en el país, aunque la Constitución española define al Estado como aconfesional según reza su artículo 16.3: «Ninguna confesión tendrá carácter estatal». Sin embargo, garantiza la libertad religiosa y de culto de los individuos y asegura relaciones de cooperación entre los poderes públicos y las confesiones religiosas. La Iglesia católica es la única organización religiosa mencionada expresamente en la Constitución, en el mismo artículo 16.3 —«[…] y mantendrán las consiguientes relaciones de cooperación con la Iglesia católica y las demás confesiones»—. Los estudios sociológicos demuestran un constante proceso de secularización de la sociedad española en las últimas décadas, aunque la Iglesia se mantiene muy presente en distintos sectores de la sociedad, como en el ámbito educativo, donde los colegios católicos, en su mayoría subvencionados por el Estado a través de «conciertos educativos», suponen un 15 % de la oferta educativa.

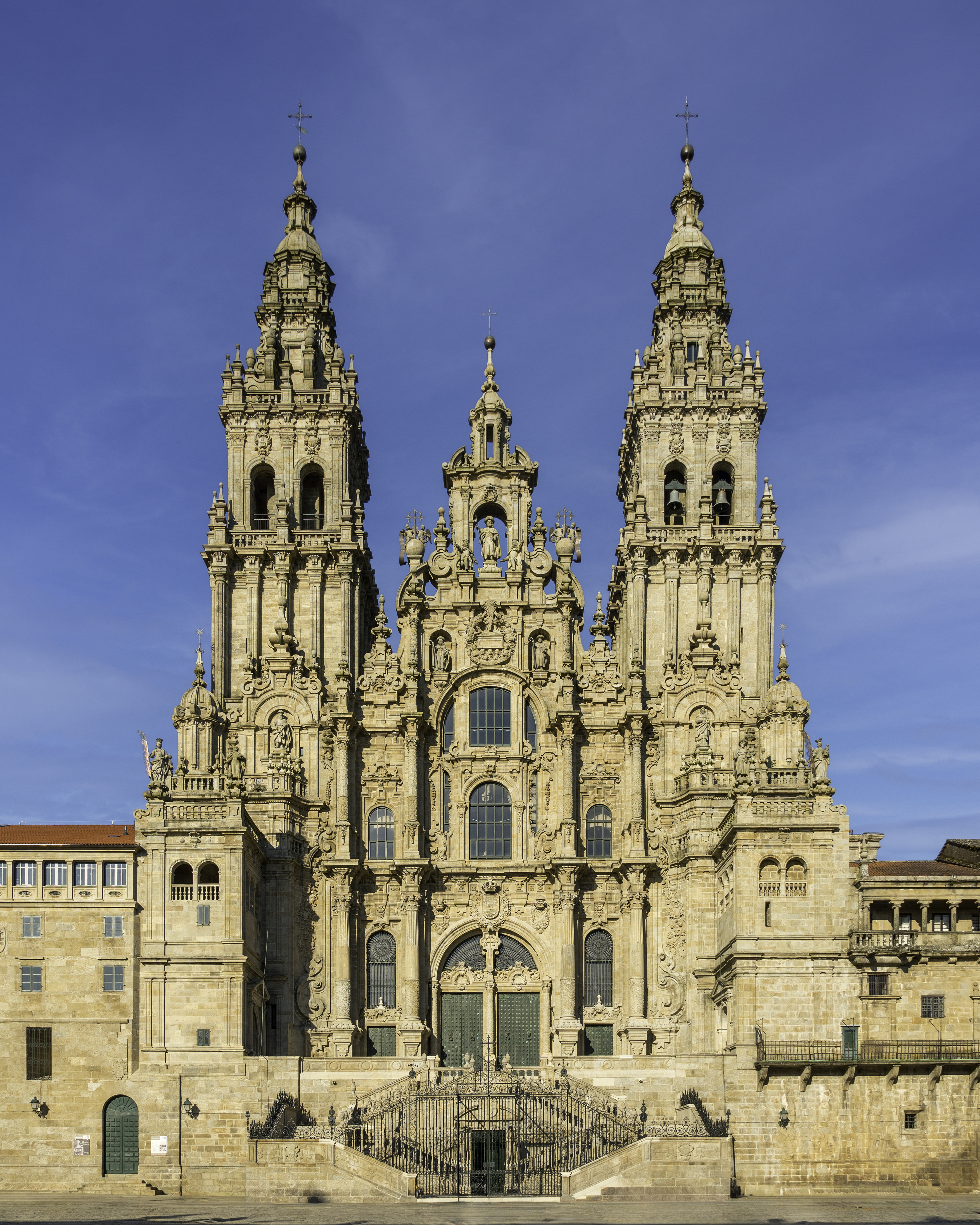
Fachada de la catedral de Santiago de Compostela, templo donde los peregrinos del Camino de Santiago finalizan su ruta

Según el barómetro de opinión del Centro de Investigaciones Sociológicas (CIS) realizado en julio de 2021, el 58,6 % de los españoles se consideran católicos, los no creyentes y agnósticos suponen casi el 22 %, los ateos el 15,1 % y los adscritos a otra religión el 2,4 %. No obstante, el porcentaje de personas religiosas y practicantes es mucho menor. Según el mismo estudio, los católicos que dicen no ir a misa o a otros oficios religiosos «casi nunca» o «nunca» son el 56,8 % de este grupo social, el 19 % dice ir varias veces al año, mientras el 13,4 % dice acudir a oficios religiosos casi todos los domingos y días festivos, el 6,8 % lo hace alguna vez al mes, y un 2,9 % dice acudir varias veces por semana. La población española tiende a ser menos religiosa cuanto más bajo es el rango de edad estudiado —por ejemplo, el 48,9 % de los encuestados por el CIS entre las personas de 18 a 24 años se declaraban no religiosas, en contraste con el 9,6 % de los encuestados mayores de 65 años, en 2018—.
En cuanto a miembros la segunda religión en importancia es el islam, de la cual se calcula que existían 1,9 millones de fieles en 2017, procedentes fundamentalmente de las recientes olas de inmigración del norte de África. Le sigue el protestantismo con aproximadamente 1,5 millones de miembros. Destacan también los testigos de Jehová con más de 191 000 fieles. Por su parte, la comunidad judía en España no supera los 45 000 fieles. La Iglesia de Jesucristo de los Santos de los Últimos Días llegó a España en la década de 1960 y actualmente tiene unos 53 000 seguidores.
En España existe el concepto de «religión de notorio arraigo», un estatus concedido por el Ministerio de Justicia a través de la Dirección General de Libertad Religiosa tras el informe correspondiente de la Comisión Asesora de Libertad Religiosa. Además del catolicismo, tienen el carácter de religiones de notorio arraigo las siguientes, por orden de acuerdo: protestantismo, judaísmo, islam (todas desde 1992), mormones, testigos de Jehová y budismo, esta última aceptada en 2007 y con unos 85 000 fieles.

### Deportes

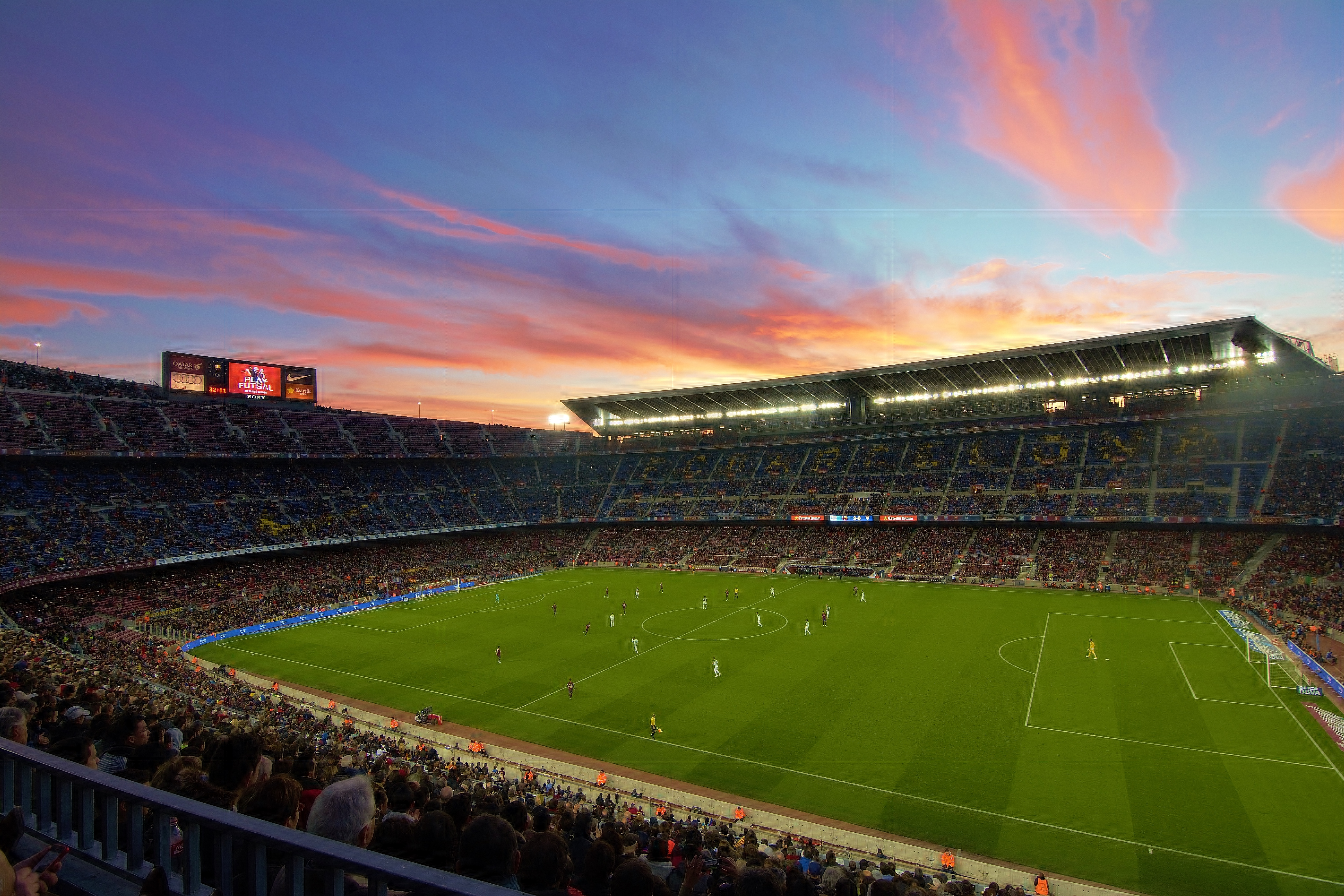
El Camp Nou, el estadio de fútbol de mayor capacidad de Europa, durante un partido del Fútbol Club Barcelona. El fútbol es el deporte con más seguidores en España

El deporte en España es dominado, principalmente, por el fútbol (desde el siglo xx), el baloncesto, el ciclismo, el tenis, el fútbol sala, el balonmano, y los deportes de motor, siendo el atletismo el más practicado. España es una potencia mundial en el ámbito deportivo, sobre todo desde los Juegos Olímpicos de Verano de Barcelona 1992, que promocionó gran variedad de deportes en el país. El país es un gran atractivo turístico debido a sus infraestructuras deportivas, como las instalaciones para deportes acuáticos, golf y esquí. Tanto en deportes individuales como de equipo, el país ha dado nombres de gran relevancia, también en el fútbol, el deporte más seguido del país —el ciclismo rivalizó con él en popularidad hasta finales del siglo xx— con clubes como el Real Madrid CF o el F. C. Barcelona, dos de los más importantes de la historia de este deporte y con más seguidores en todo el mundo.
España ocupa la posición número trece en la clasificación mundial de las grandes naciones del deporte, un estudio anual realizado por Havas Sports y Entertainment en el que se establece una jerarquía anual de las diferentes naciones con arreglo a sus resultados en las competiciones mundiales de 52 deportes.
El país ha tenido campeones del mundo en deportes como esgrima, pádel, fútbol sala, waterpolo, vela, boxeo, gimnasia rítmica, balonmano, atletismo, fútbol, baloncesto, tenis, polo o bádminton. Asimismo, España es una potencia mundial en las artes marciales, especialmente karate, taekwondo y judo.

### Medios de comunicación

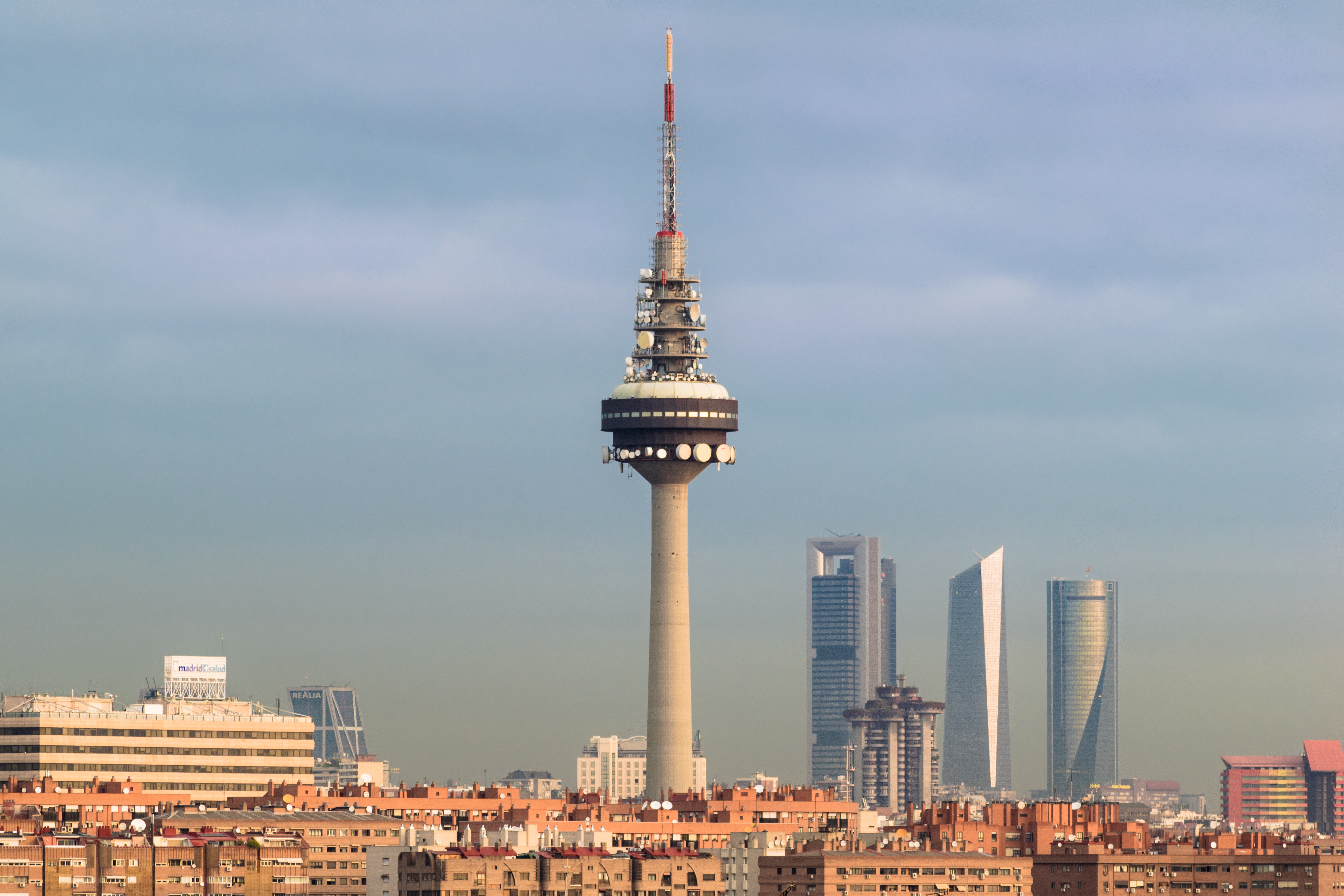
Torre de comunicaciones Torrespaña en Madrid

El país posee una combinación de medios de comunicación privados —mayoritarios— y estatales que proporcionan, a través de la radio y la televisión, cientos de canales internacionales, nacionales, regionales o locales, también disponibles por vía satélite o cable.
De acuerdo al Estudio General de Medios, realizado entre abril de 2015 y marzo de 2016 por la Asociación para la Investigación de Medios de Comunicación, la televisión es el principal medio de comunicación del país. Los tres principales operadores de televisión del país son la sociedad mercantil estatal Radio Televisión Española y los operadores privados Atresmedia y Mediaset España. Las principales cadenas generalistas en términos de audiencia en España son La 1, Antena 3, Cuatro, Telecinco y La Sexta. Todas ellas que acaparan algo más del 50 % de cuota de pantalla. La lista se completa con el conjunto de cadenas digitales y canales públicos autonómicos agrupados en la FORTA. Tras efectuarse en 2010 el llamado «apagón analógico», el único sistema de transmisión de la señal es digital. A este respecto, existen tanto canales digitales de libre acceso como plataformas digitales de pago.
Los principales periódicos de pago no deportivos del país por lectores son El País y El Mundo, a los que se suman La Vanguardia, La Voz de Galicia, El Periódico y ABC, además del gratuito 20 minutos. En la prensa deportiva, destacan Marca, As, El Mundo Deportivo y Sport.
En cuanto a la radio, las emisoras principales del país son Cadena SER, COPE, Onda Cero y Radio Nacional de España.
Por lo que se refiere al tercer sector de la comunicación —medios de comunicación sin ánimo de lucro, principalmente locales, y dedicados a dar un servicio a su comunidad— muchos de ellos están agrupados en la Red de Medios Comunitarios, con sede en Cuac FM (La Coruña).